# Mobilă
Mobila este un obiect (cu destinație practică precisă) care servește la amenajarea unei locuințe, a unei instituții, etc. și care se sprijină de obicei cu partea inferioară pe podea, destinat multor activități umane, ca statul (exemple: scaunele, taburetele și canapelele), mâncatului (exemplu: mesele), sau dormitului (exemplu: paturile). Mobila este folosită și ca să țină obiecte la o înălțime convenabilă pentru lucru (ca suprafețe orizontale deasupra solului, cum ar fi mesele și birourile) sau ca să stocheze lucruri (exemple: dulapuri și rafturi). Mobila poate să fie un produs al designului și este considerat o formă de artă decorativă. Pe lângă rolul funcțional al mobilei, ea poate să aibă un scop simbolic sau religios. Poate să fie confecționată din multe materiale, inclusiv metal, plastic, lemn și uneori fildeș. Mobila poate să fie realizată folosind o varietate de articulații pentru prelucrarea lemnului, care reflectă adesea cultura locală.
Oamenii folosesc obiecte naturale, cum ar fi tulpini de copac, roci și mușchi, ca mobilier încă de la începurile civilizației umane. Cercetările arheologice arată că, în urmă cu aproximativ 30.000 de ani, oamenii au început să construiască și să-și sculpteze propria mobilă, folosind lemn, piatră și oase de animale. Mobilele timpurii din această perioadă sunt cunoscute din lucrări de artă, cum ar fi o figurină Venus găsită în Rusia, înfățișând-o pe zeiță pe un tron. Prima mobilă existentă supraviețuitoare se află în casele Skara Brae din Scoția, și include dulapuri, comode și paturi toate construite din piatră. Tehnici complexe de construire, ca tâmplăria au început în Perioada Dinastică Timpurie a Egiptului Antic. Această epocă a avut piese de lemn construite, inclusiv scaune și mese, uneori decorate cu metale prețioase sau fildeș. Evoluția designului mobilierului a continuat în Grecia și Roma Antică, tronurile fiind obișnuite, precum și canapele klinai, polivalente, folosite pentru relaxare, mâncare și dormit. Mobilele Evului Mediu erau de obicei grele, din stejar și ornamentate. Designul de mobilă s-a extins în perioada Renașterii italiene a secolelor al XIV-lea și al XV-lea. Secolul al XVII-lea, atât în Europa de Sud cât și în nordul Europei, s-a caracterizat prin designuri baroce opulente, adesea aurite. Secolul al XIX-lea este de obicei definit prin stiluri care încep cu prefixul „neo-”, ca neoclasic, neoegiptean, neogotic, neobaroc, neorenascenist și neorococo. Primele trei sferturi ale secolului XX sunt adesea văzute drept marșul spre modernism.

## Etimologie
Termenul își are originea din franceză meuble, italiană mobilia, germană Möbel. În timp ce engleza folosește termenul furniture, franceza și alte limbi romanice (inclusiv româna), la fel ca germana, folosesc versiuni ale cuvântului meubles, care derivă din latinescul mobilia, care înseamnă „bunurile mutabile”.

## Istorie

### Preistoria
Practica folosirii obiectelor naturale ca mobilă rudimentară datează probabil la începutul civilizației umane. E probabil ca oamenii timpurii să fi folosit cioturi de copac ca scaune, pietre sau bolovani ca mese rudimentare și supreafețe acoperite cu mușchi pentru dormit. În paleoliticul târziu sau neoliticul timpuriu, acum aproximativ 30.000 de ani, oamenii au început să-și construiască și să-și sculpteze propria mobilă, folosind lemn, piatră și oase de animale. Cea mai timpurie dovadă a existenței mobiliei construit este o figurină Venus găsită pe situl Gagarino din Rusia, care o înfățișează pe zeiță care stă pe un tron. O statuie asemănătoare a unei femei așezate a fost găsită la Çatalhöyük în Turcia, datând între 6000 și 5500 î.Hr.. Includerea unui astfel de scaun în statuete implică faptul că acestea erau deja artefacte comune ale acelei epoci.
O gamă de mobilă unică din piatră a fost excavată la în Skara Brae, un sat neolitic din Orkney (Scoția). Situl datează din 3100-2500 î.Hr. și din cauza lipsei de lemn în Orkney, oamenii din Skara Brae au fost nevoiți să construiască cu piatră, un material ușor disponibil, care putea să fie lucrat cu ușurință și transformat în obiecte folosite în gospodărie. Fiecare casă prezintă un grad ridicat de rafinament și a fost echipată cu o gamă largă de mobilă din piatră, de la dulapuri și paturi până la rafturi și scaune de piatră. Comoda din piatră a fost considerată cea mai importantă, întrucât se confruntă simbolic cu intrarea în fiecare casă și, prin urmare, este primul element văzut la intrare, pe ea fiind expuse, probabil, obiecte simbolice, inclusiv opere de artă decorativă, ca mai multe bile de piatră sculptate în neolitic, de asemenea, găsite pe sit. 

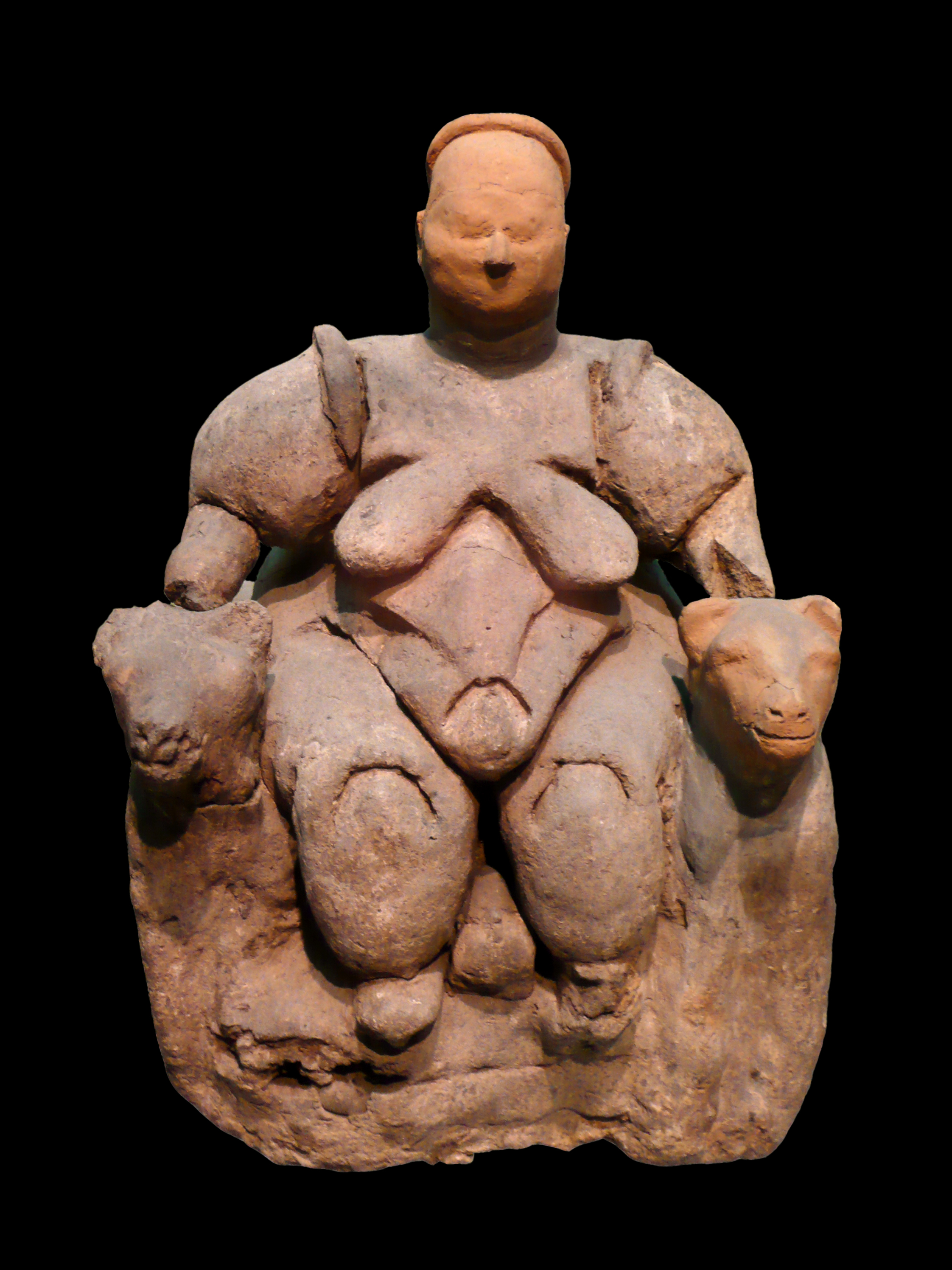
Femeia Așezată de la Çatalhöyük, o statuie care e o dovadă că mobila exista în neolitic
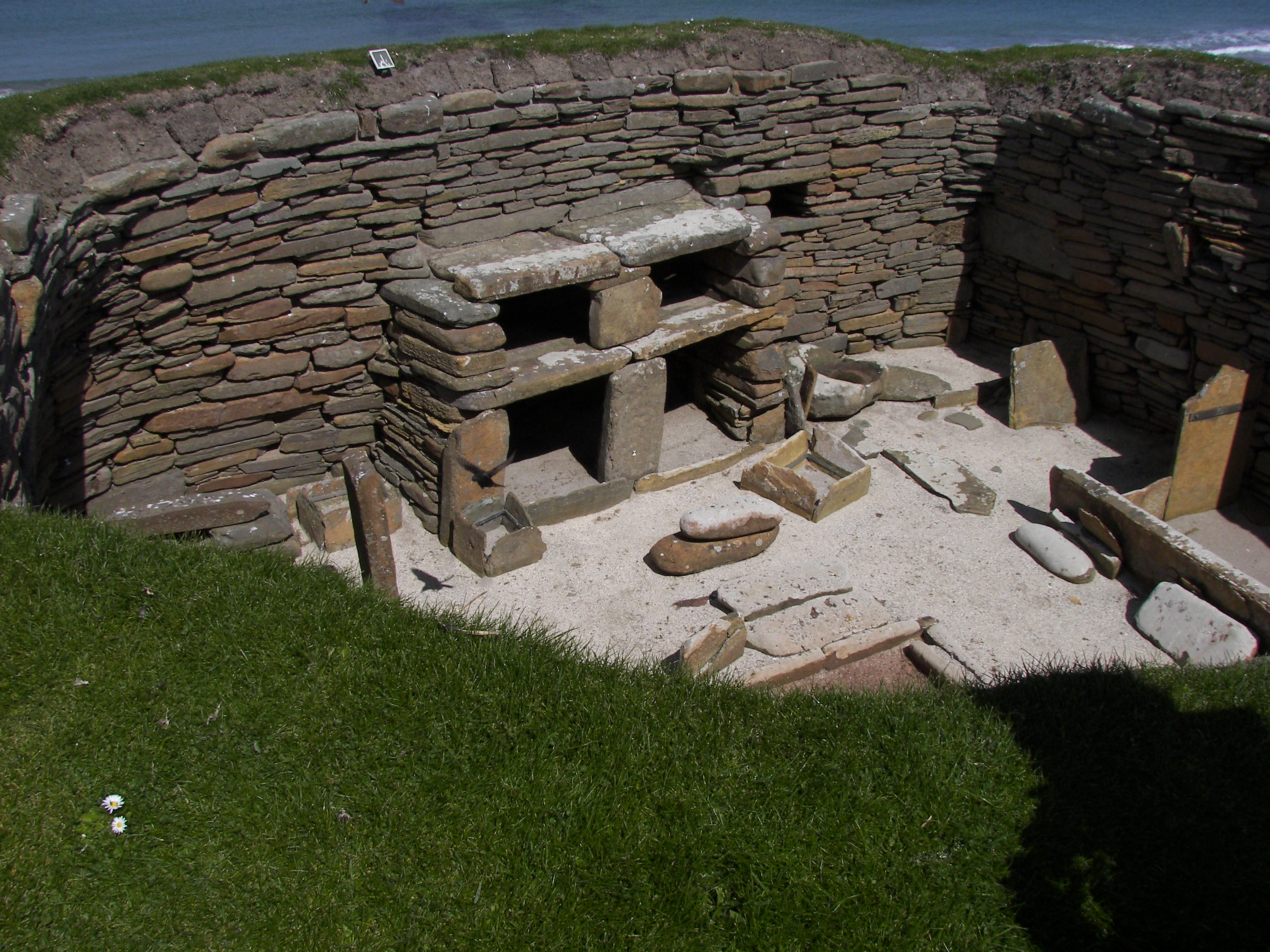
Mobilă într-o casă din Skara Brae, un dulap cu sertare
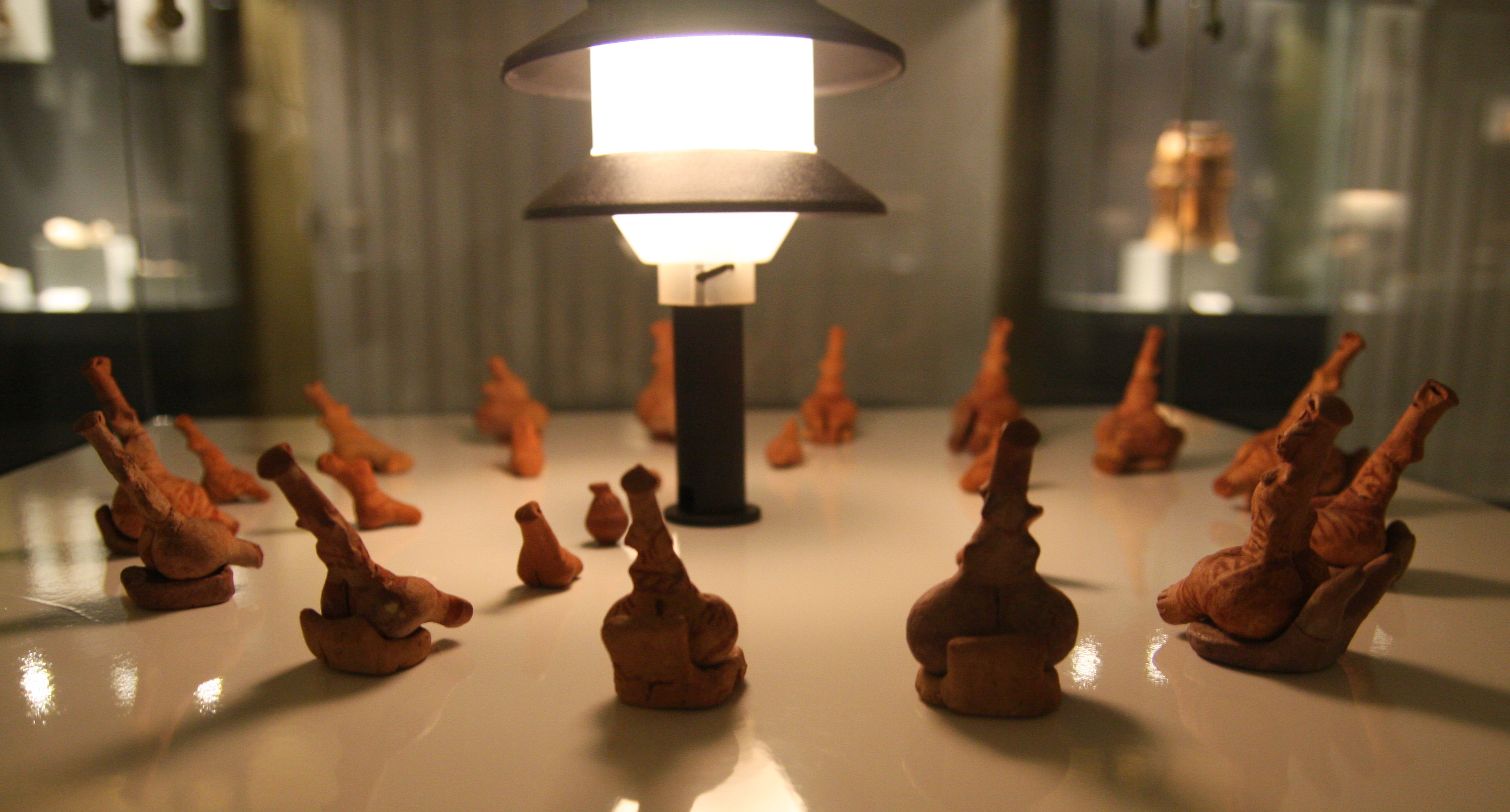
Figurine ritualice cucuteniene care stau pe scaune în miniatură; 4900-4750 î.Hr.; ceramică pictată; Muzeul Arheologic din Piatra Neamț (Piatra Neamț, România)
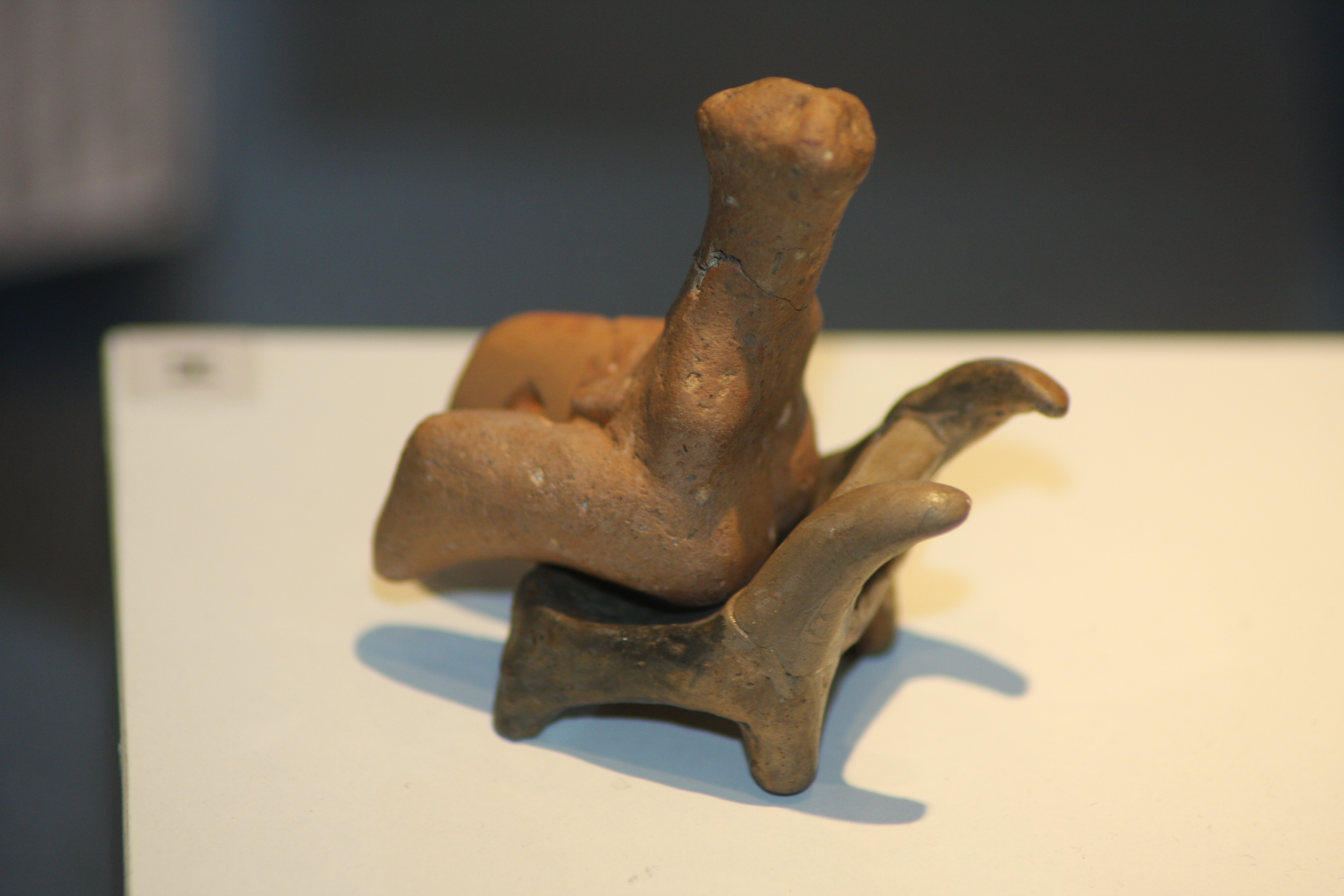
Figurină cucuteniană care stă pe un scaun în miniatură; 4750-4700 î.Hr.; ceramică; descoperită la Târpești (România); Muzeul Arheologic din Piatra Neamț

### Antichitatea
Există mobilă care ne-a rămas din palatul asirian din Nimrud, din secolul IX-VIII î.Hr. Cel mai vechi covor care a supraviețuit timpului, covorul Pazyryk, a fost descoperit într-un mormânt înghețat din Siberia și a fost datat între secolele al VI-lea și al III-lea î.Hr..

#### Egiptul Antic
Chiar dacă, conform standardelor moderne, casele egiptene antice erau mobilate foarte puțin, prelucrarea lemnului și fabricarea dulapurilor erau meșteșuguri extrem de dezvoltate. Toate principalele tipuri de mobilă sunt atestate, fie ca exemple supraviețuitoare, fie în decorurile mormântelor. Scaunele erau numai pentru bogați; majoritatea oamenilor folosind taburete scunde. Paturile erau alcătuite dintr-un cadru din lemn, cu rogojini sau chingi de piele pentru suport, cele mai sofisticate paturi având și un baldachin, atârnat cu plasă, pentru un plus de intimitate și protecție împotriva insectelor.  Picioarele scaunelor, taburetelor și paturilor erau de obicei în formă de copite de taur sau, în perioadele ulterioare, picioarele de leu sau capetele de rață. Mobila din lemn a fost adesea acoperită cu un strat de tencuială și vopsită.  Mobila regală era mai elaborată, folosind incrustări, furnire și marchetărie. Obiectele funerare din mormântul lui Tutankhamon includ mese, cutii și cufere, un tron aurit și paturi ritualice în formă de hipopotam alungit și vite.  Obiectele de înmormântare a lui Hetepheres au inclus un set de mobilă de călătorie, ușor de demontat și de cărat. Astfel de mobiliă trebuie să fi fost folosită în campanii militare și în alte călătorii regale. Mobila egipteană a influențat puternic dezvoltarea mobilei greco-romane. De asemenea, a fost una dintre sursele principale de inspirație ale unui stil cunoscut sub numele de Empire.

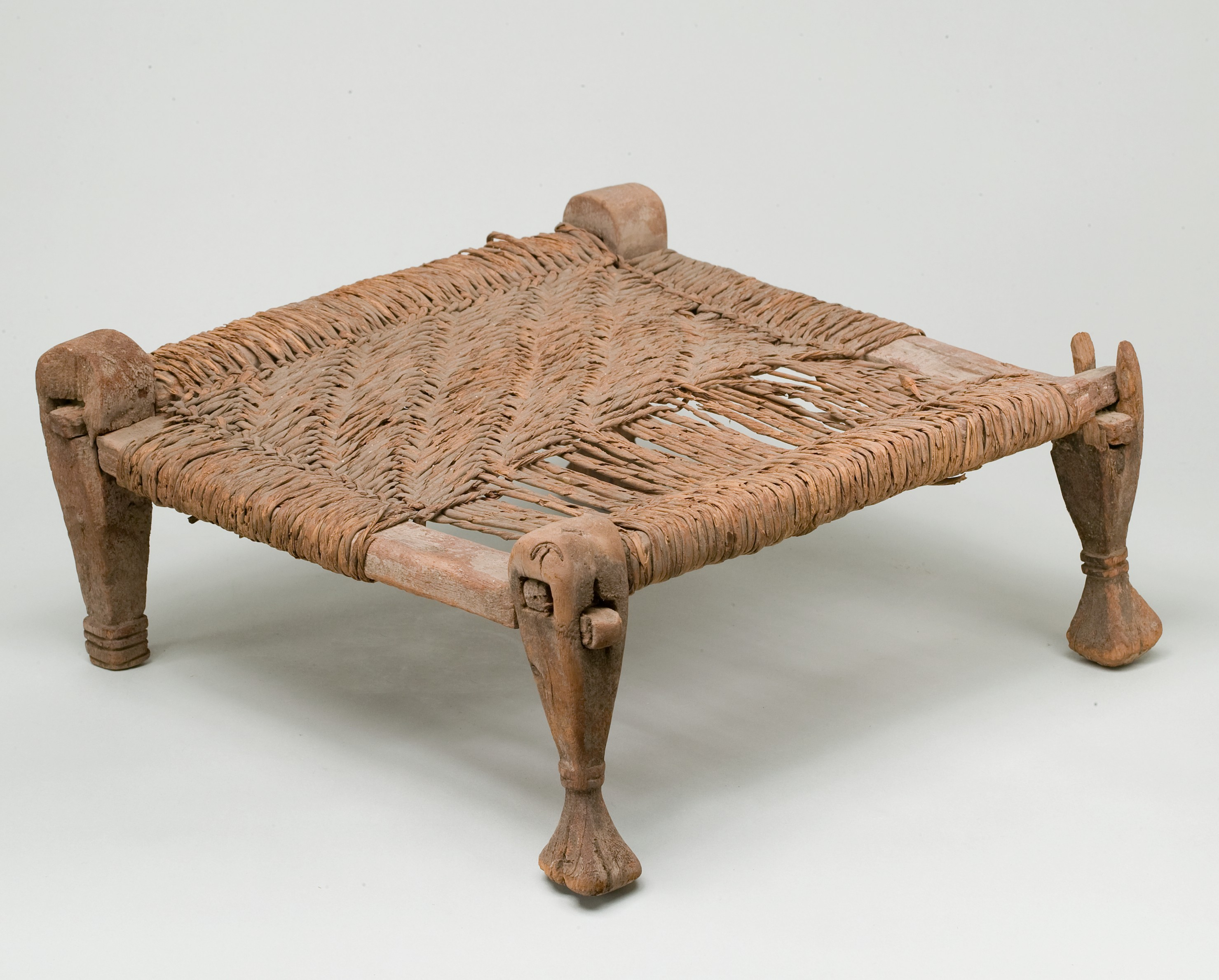
Taburet; 1991–1450 î.Hr.; lemn și trestie; înălțime: 13 cm; Muzeul Metropolitan de Artă (New York City)
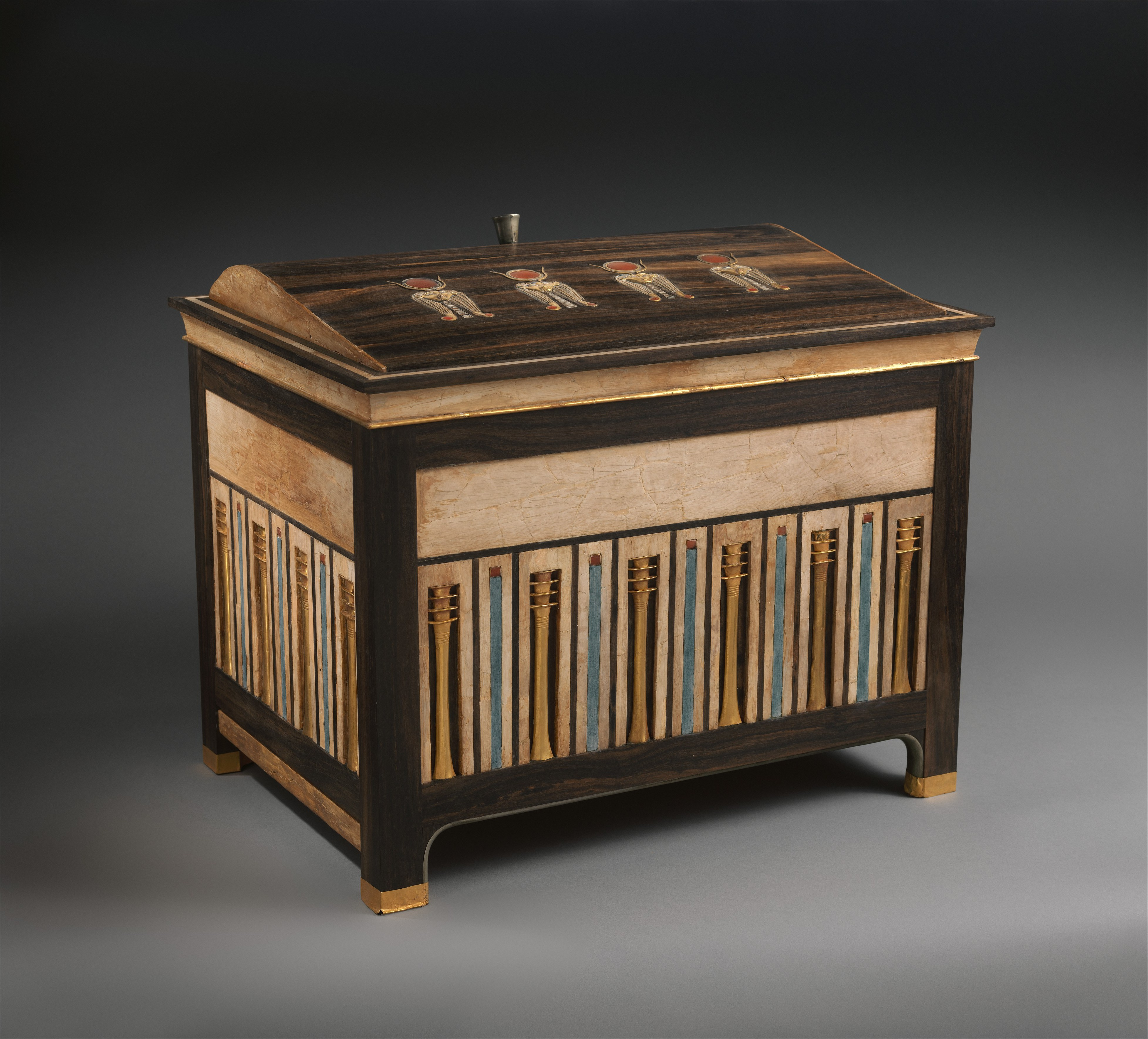
Cufăr pentru bijuterii al lui Sithathoryunet; 1887–1813 î.Hr.; abanos, fildeș, aur, carneol, faianță albastră și argint; înălțime: 36,7 cm; Muzeul Metropolitan de Artă
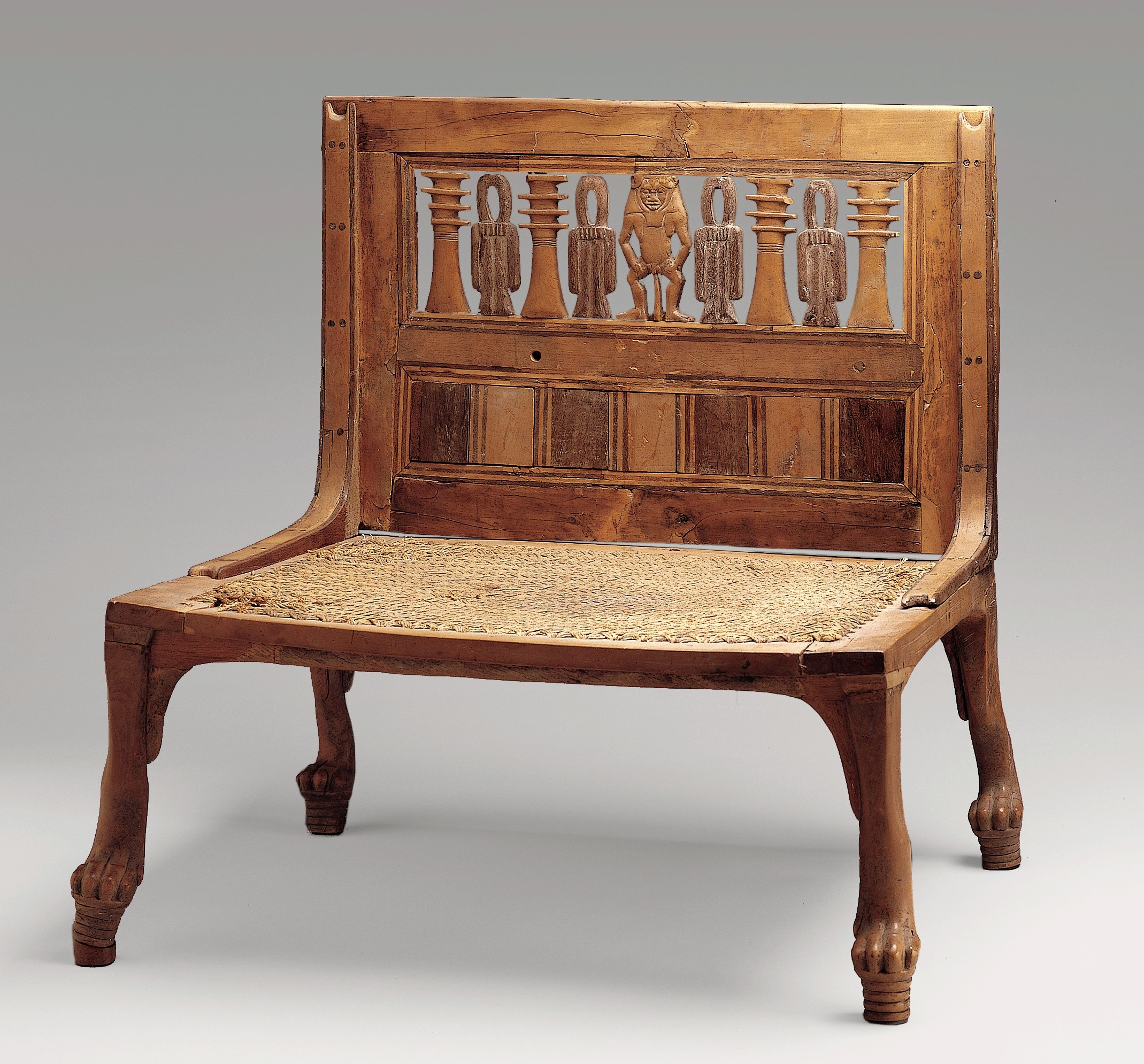
Scaun al lui Hatnefer; 1492–1473 î.Hr.; chiparos, abanos și alte tipuri de lemn și țesătură de in; înălțime: 53 cm; Muzeul Metropolitan de Artă
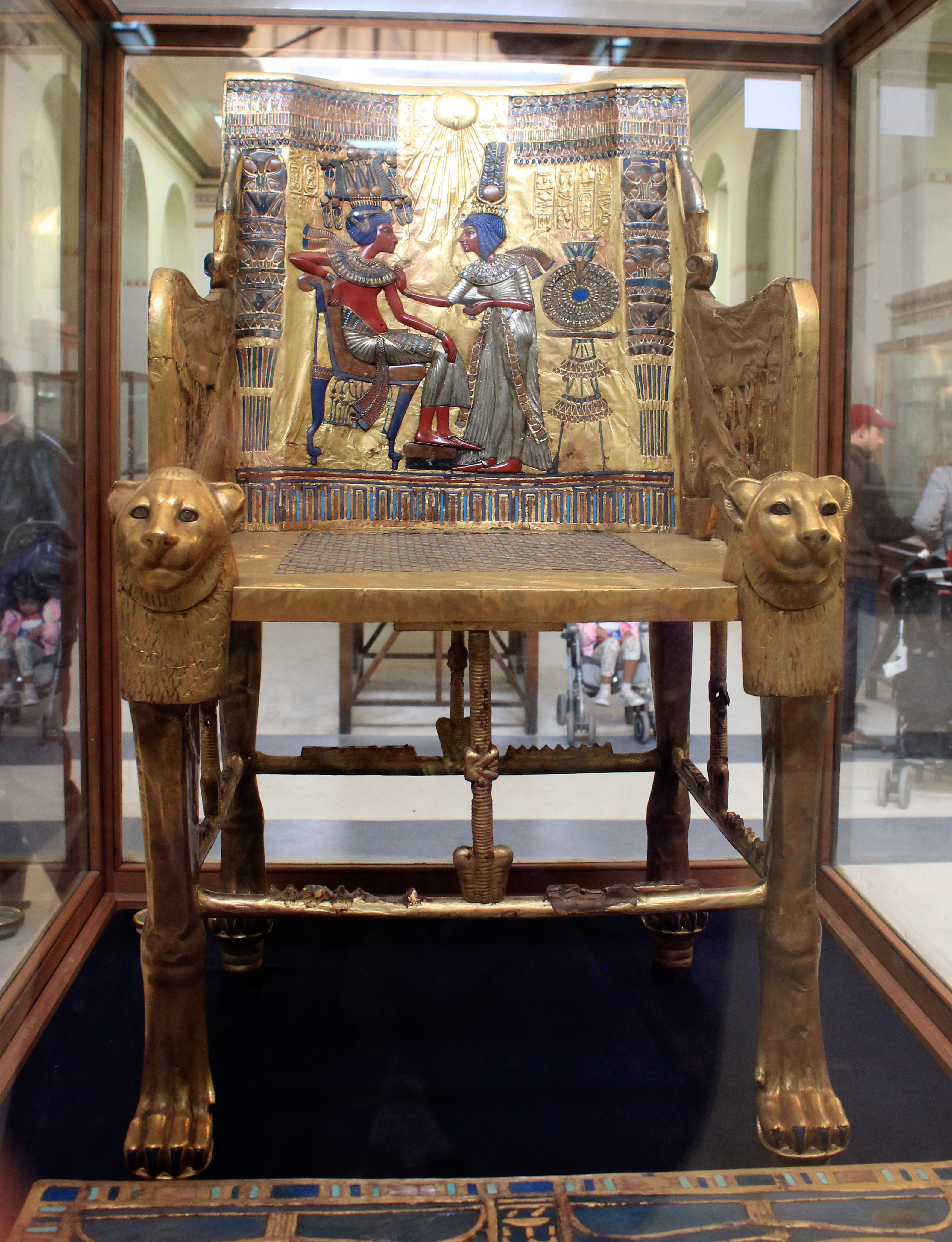
Tronul lui Tutankhamon; 1336–1327 î.Hr.; lemn acoperit cu foițe de aur, diverse pietre (inclusiv semiprețioase), faianță, sticlă și bronz; înălțime: 1 m; Muzeul Egiptean din Cairo (Egipt)

#### Grecia Antică

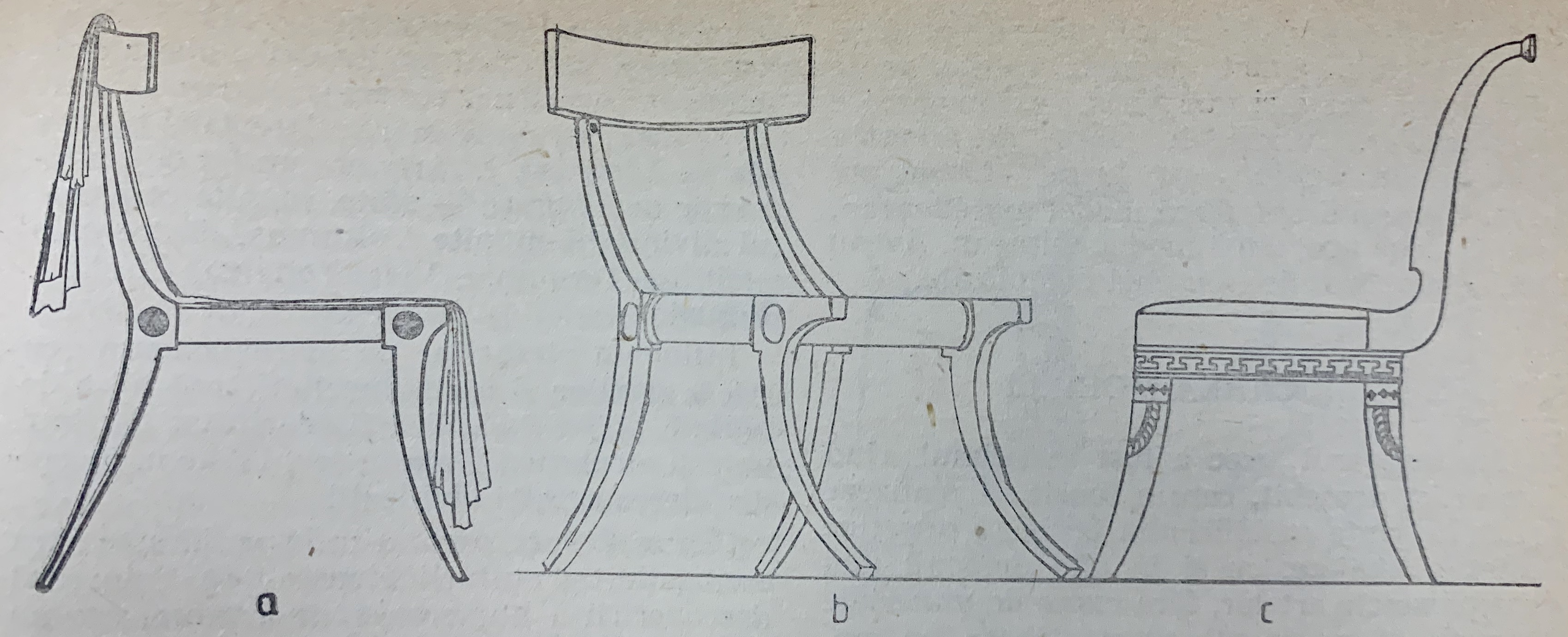
Trei ilustarții cu scaune grecești antice, fiecare fiind notat cu o literă: a, b - klismos, și c - scaun

Cunoașterea mobilei grecești provine din diverse surse, inclusiv din literatură, teracotă, sculpturi, statuete și vase pictate. Unele mobile supraviețuiesc până în zilele noastre, în principal cele făcute din metale sau piatră, inclusiv bronz sau marmură. Lemnul era un material important în mobilierul grecesc, atât din Grecia, cât și importat. O tehnică obișnuită era construirea principalelor secțiuni ale mobiliei cu lemn masiv ieftin, apoi aplicarea de furnir folosind un lemn scump, cum ar fi arțar sau abanos. La construirea mobilei grecești antice erau folosite, de asemenea, dibluri și tenoane pentru îmbinarea părților de lemn care compun mobila. Lemnul era modelat prin sculptare, tratamente cu aburi și strung, iar mobila este cunoscută ca fiind decorată cu fildeș, carapace de broaște țestoase, sticlă, aur sau alte materiale prețioase.
Cuvântul modern „tron” este derivat din grecul antic thronos (singularul grecesc: θρόνος), care era un scaun destinat zeilor sau persoanelor cu un statut înalt sau de onoare. Colosala statuie criselefantină a lui Zeus din Olympia, construită de Phidias și pierdută în antichitate, îl prezenta pe zeul Zeus așezat pe un tron elaborat, care era decorat cu aur, pietre prețioase, abanos și fildeș, conform lui Pausanias. Printre alte scaune grecești s-a numărat klismosul, un scaun elegant, cu spătarul curbat și picioarele a căror formă a fost copiată de romani și este acum parte din vocabularul designului de mobilă, scaunul fără spate (difros), care exista în majoritatea caselor grecești, și scaunul pliabil. Klineul, folosit de la sfârșitul secolului al VII-lea î.Hr., era o piesă polivalentă folosită ca pat, dar și ca canapea și pentru luatul meselor. Era dreptunghiular și era sprijinit pe patru picioare, dintre care două puteau să fie mai lungi decât celelalte, oferind sprijin pentru o cotieră sau cap. Este posibil să fi fost folosite saltele, covoare și pături, dar nu prea există dovezi.
În general, mesele grecești erau joase și apar adesea în reprezentări alături de klinai. Cel mai obișnuit tip de masă greacă avea un blat dreptunghiular sprijinit pe trei picioare, deși există numeroase configurații, inclusiv trapezoid și circular. În Grecia Antică, mesele erau folosite în principal pentru luatul meselor. În reprezentările banchetelor, pare că fiecare participant folosește o masă separată, în loc ca mai mulți să stea la una mare. Cuferele erau folosite pentru păstrarea hainelor și a obiectelor personale, fiind de obicei dreptungiulare și având capacul prins cu balamale. Cuferele reprezentate în teracotă sunt decorate cu modele și designuri complexe, inclusiv cu meandre.

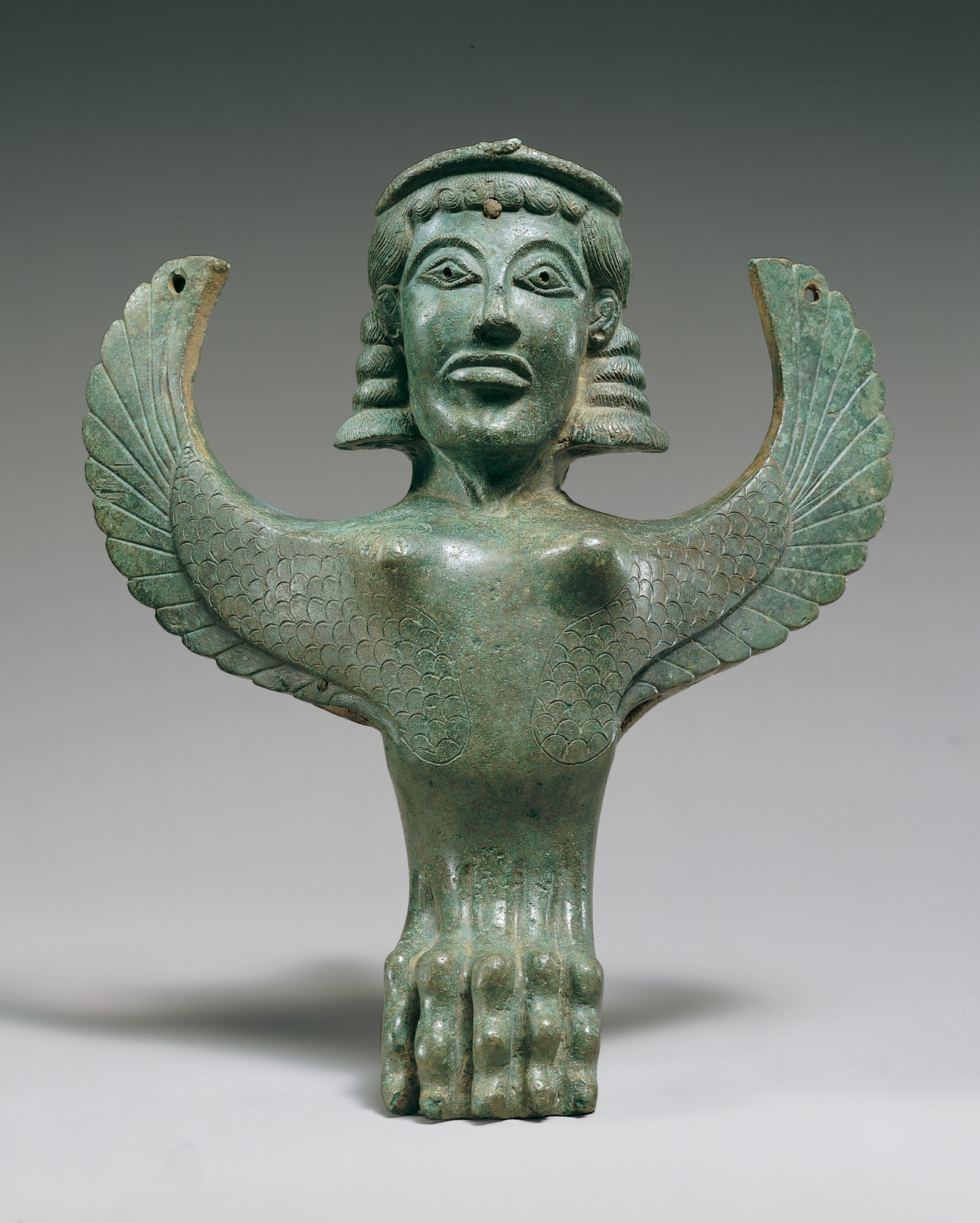
Picior de mobilă în formă de sfinx; circa 600 î.Hr.; bronz; 27,6 x 20,3 x 16,5 cm; Muzeul Metropolitan de Artă (New York City)
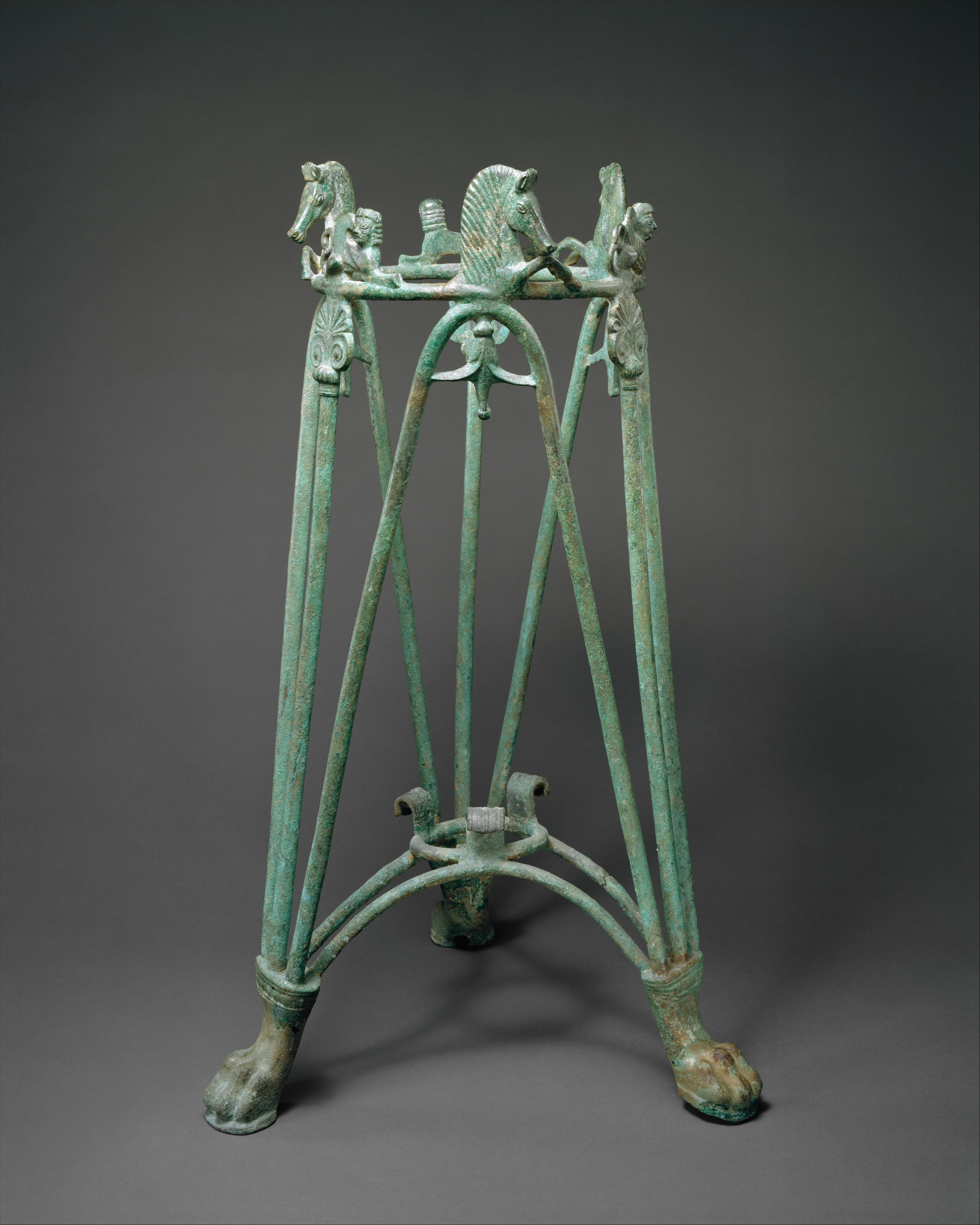
Trepied; secolul al VI-lea î.Hr. timpuriu; bronz; 75,2 x 44,5 cm; Muzeul Metropolitan de Artă
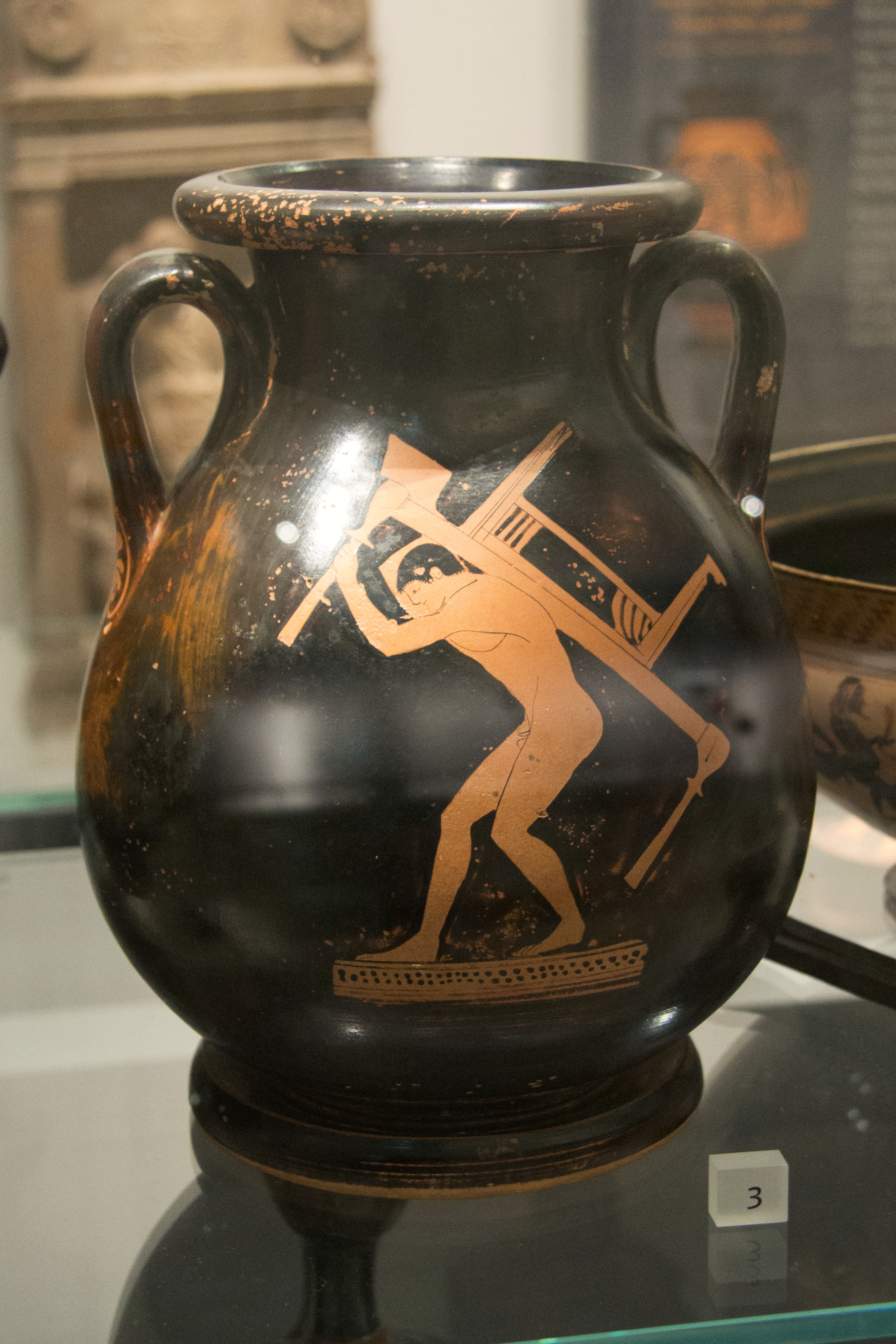
Pelike pe care e reprezentat un băiat cărând niște mobilă pentru un symposium (petrecere cu băutură), în Muzeul Ashmolean (Oxford, Regatul Unit)
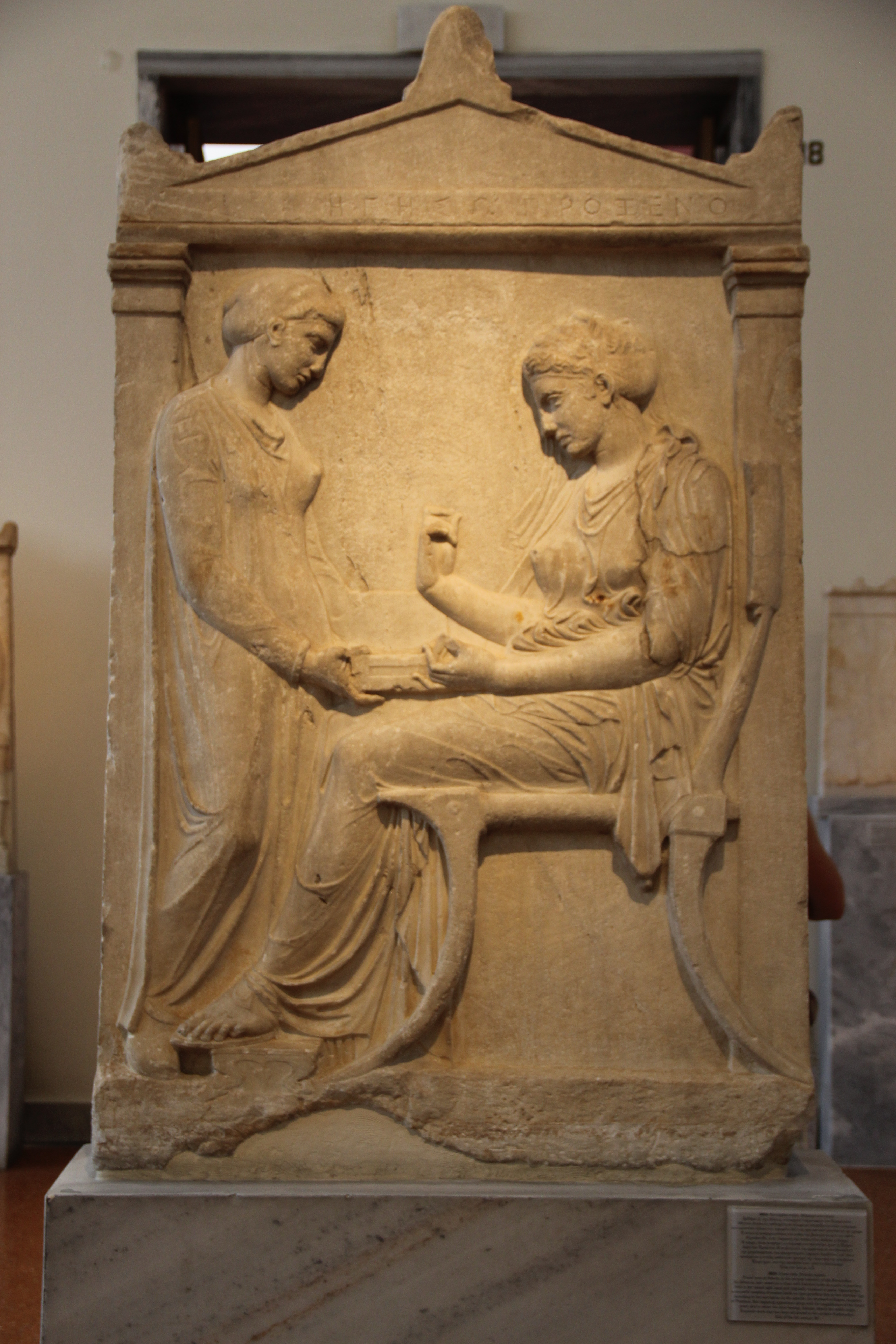
Stelă funerară în care apare cineva stând pe un klismos, din circa 410-400 î.Hr., în Muzeul Arheologic Național din Atena (Grecia)

#### Roma Antică
Mobila romană se baza foarte mult pe cea grecească, în stil și în construire. Roma a înlocuit treptat Grecia ca principala cultură a Europei, ajungându-se în cele din urmă ca Grecia să devină o provincie romană în 146 î.Hr.. Astfel, Roma a preluat producția și distribuția de mobilier grecesc. Romanii au avut o oarecare inovație limitată în afara influenței grecești, cu stiluri specifice lor.
Mobila romană era construit în principal folosind lemn, metal și piatră, marmura și calcarul fiind folosite pentru mobilierul exterior. Foarte puțină mobilă din lemn a supraviețuit intactă de-a lungul timpului, dar există dovezi că s-a folosit o varietate de lemn, inclusiv arțar, fag și stejar. O parte a lemnului important importat, cum ar fi lemn de satin, a era folosit pentru decorare. Metalul cel mai des folosit era bronzul, din care au supraviețuit numeroase exemple, de exemplu, tetiere pentru canapele și scaune metalice. La fel ca grecii, romanii foloseau tenoane, dibluri, cuie și lipici ca să unească piesele de lemn împreună.
Săpăturile de la Herculaneum și Pompeii din 1738 și 1748 au scos la iveală mobilă romană, păstrată în cenușa erupției din 79 d.Hr. a Vezuviului.

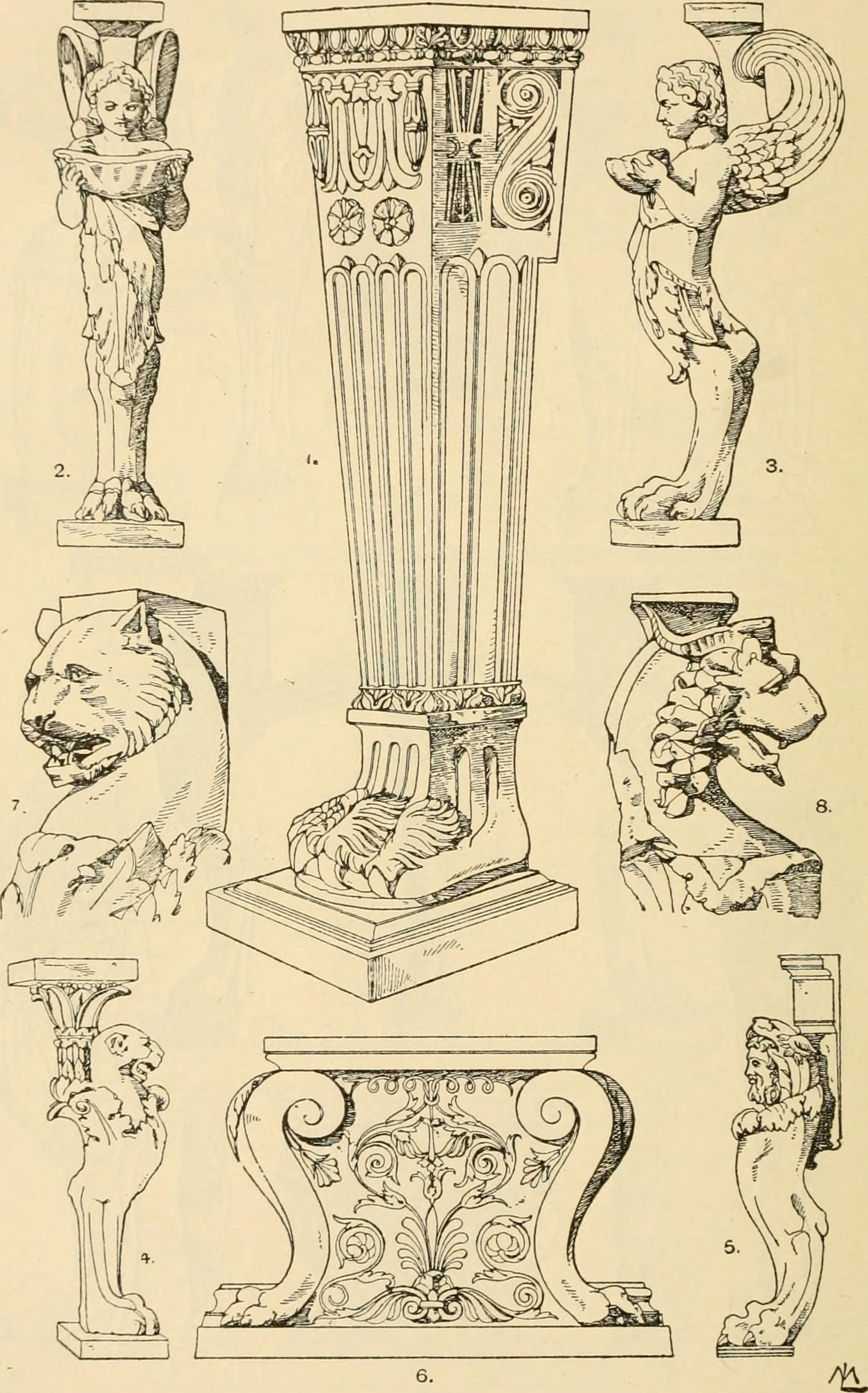
Ilustrații cu detalii de mobilă romană, din 1900, foarte asemănătoare cu mobila empire
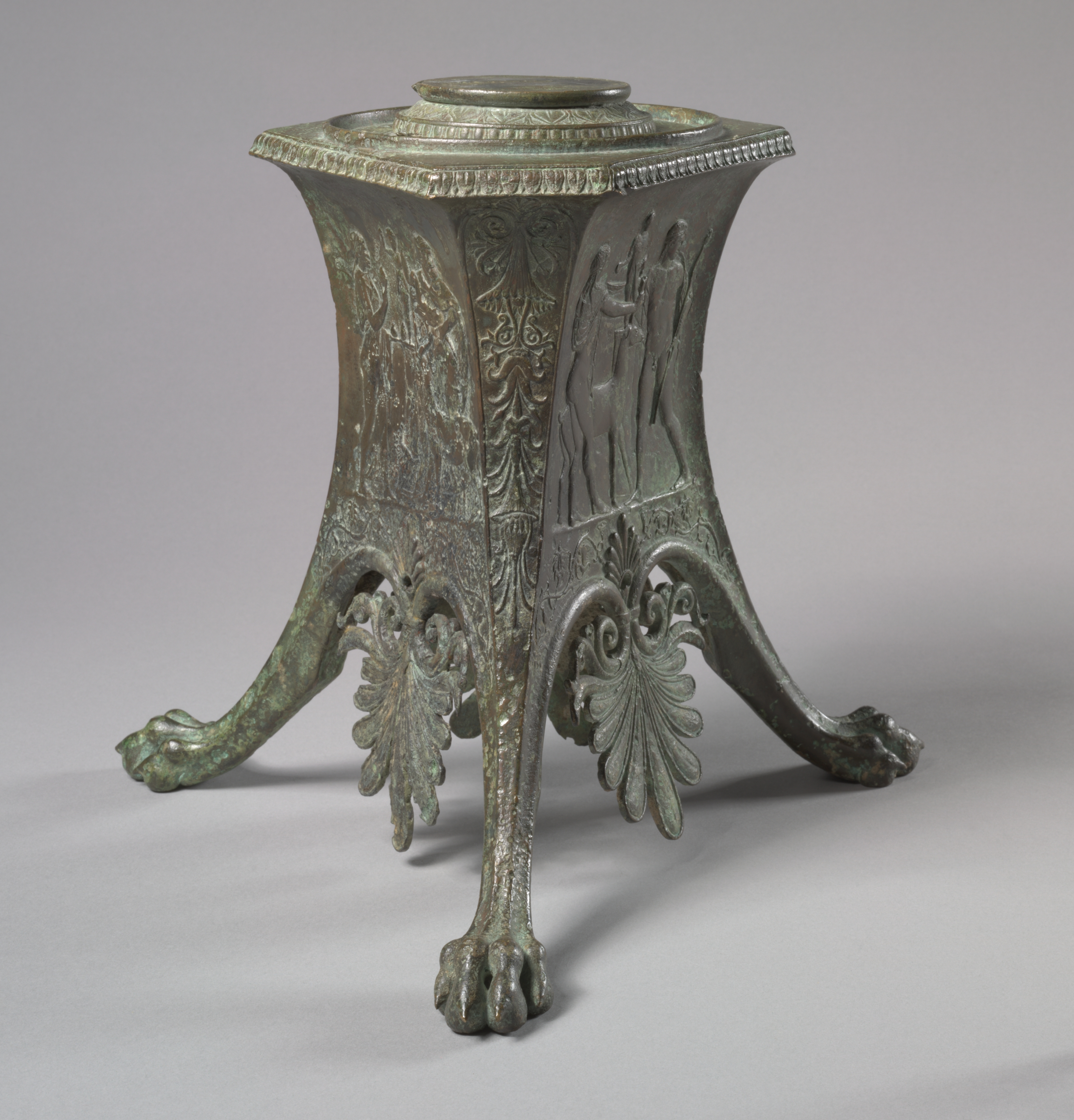
Bază de tripod; circa 100 î.Hr.; bronz; 77 x 32,3 x 28 cm; Muzeul de Artă din Cleveland (Cleveland, Ohio, SUA)
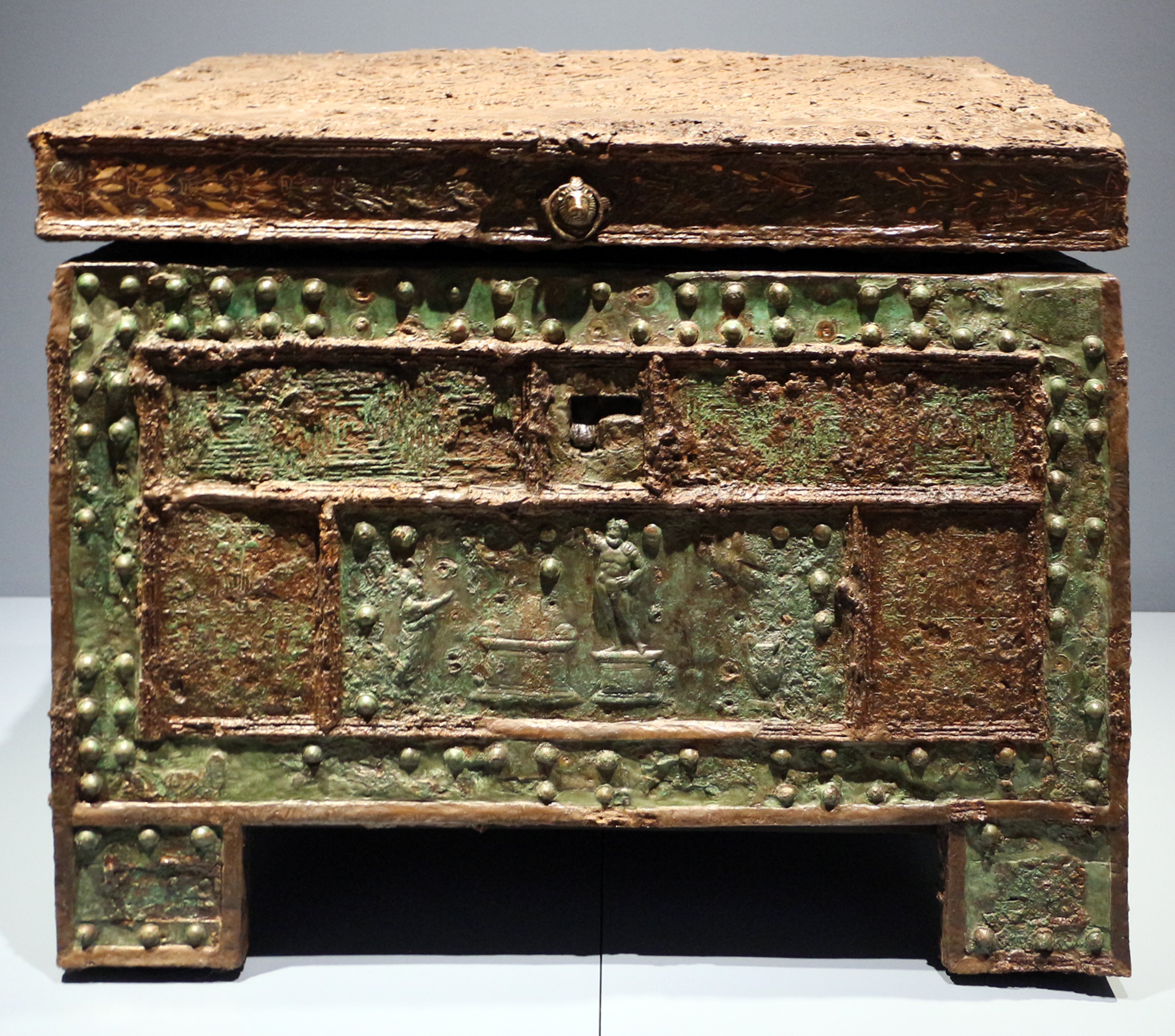
Cufăr pe care e reprezentat un sacrificiu al lui Jupiter; secolul I d.Hr.; lemn, fier și bronz; din Pompeii; Muzeul Arheologic Național din Napoli (Napoli, Italia)
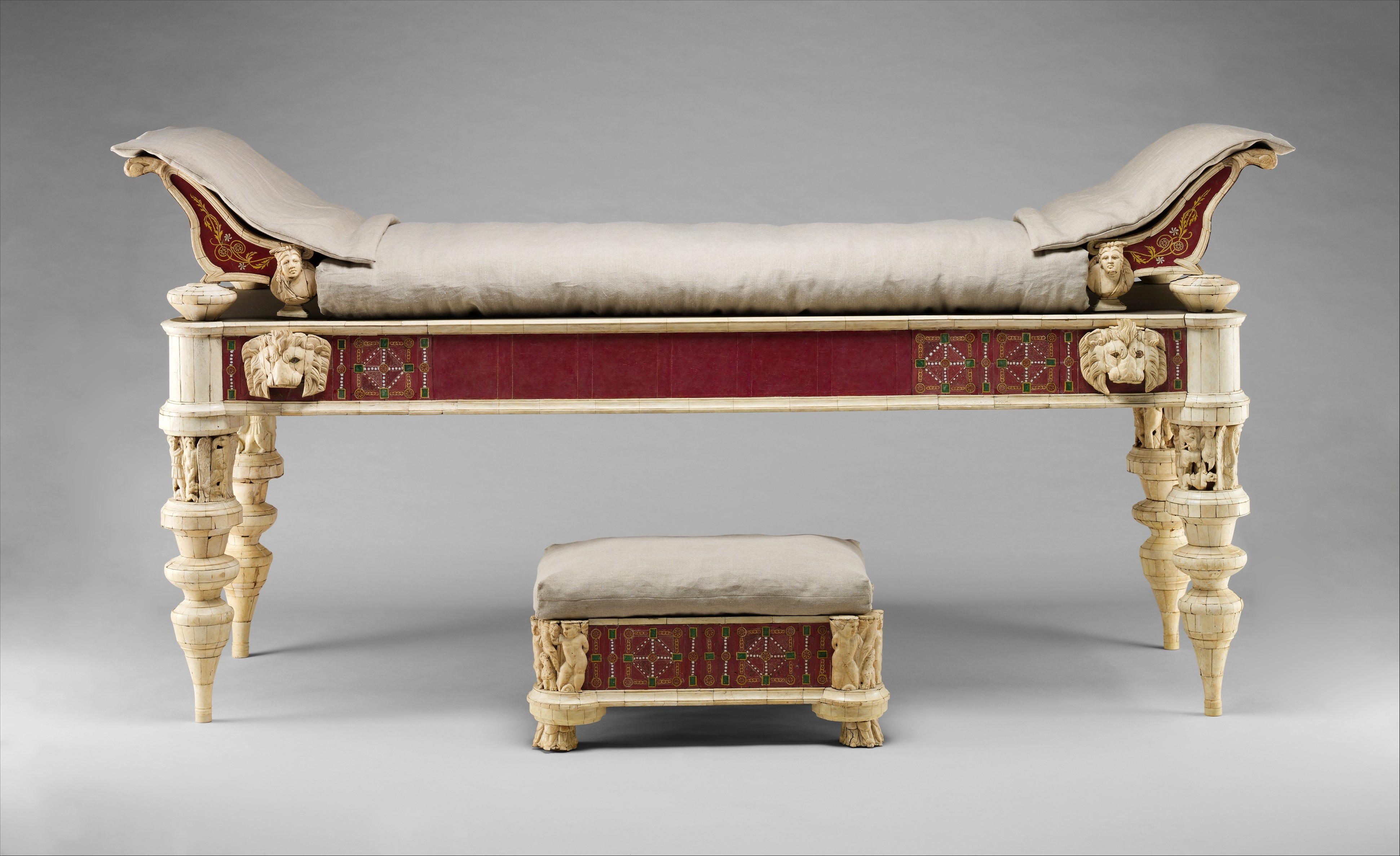
Canapea cu taburet; secolele I-al II-lea; lemn, os și sticlă; canapeaua: 105,4 × 76,2 × 214,6 cm; Muzeul Metropolitan de Artă (New York City)

### Evul Mediu

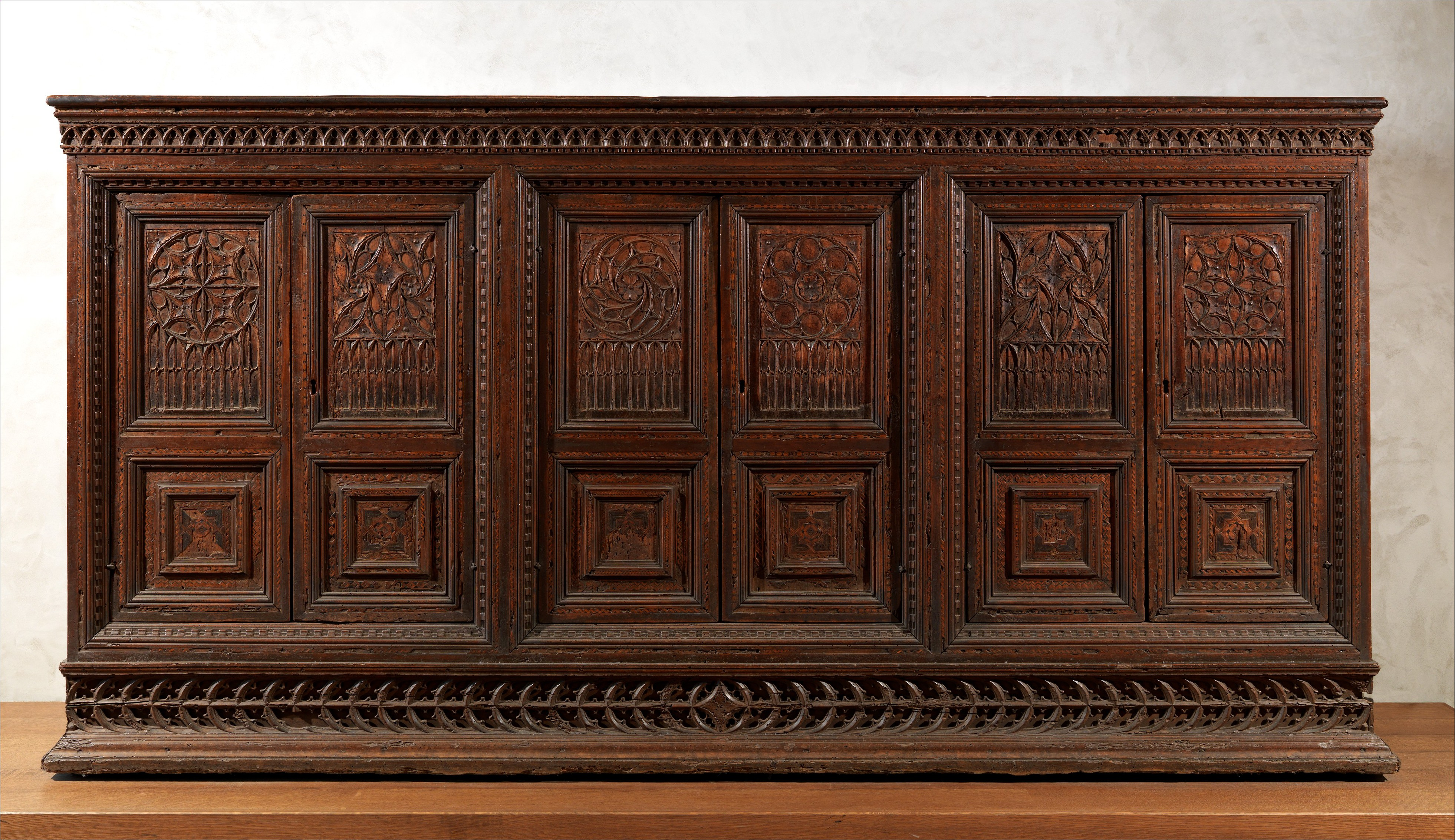
Dulap italian gotic; 1440–1450; lemn de cu nuc cu intarsie; 147,3 x 317,5 x 63,5 cm; Muzeul Metropolitan de Artă (New York City)

Spre deosebire de civilizațiile antice din Egipt, Grecia și Roma, există există mai puține puține exemplare de mobilă făcută între secolul al V-lea și al XV-lea. Foarte puține piese au supraviețuit, iar descrierile din literatură sunt de asemenea rare. Este probabil ca stilul de mobilă predominant în antichitatea târzie să fi persistat de-a lungul Evului Mediu. De exemplu, un tron asemănător cu cel al lui Zeus este înfățișat într-un diptic din secolul al VI-lea. Mobilele Evului Mediu erau de obicei grele, de stejar și ornamentate cu ornamente sculptate. 
Influențele elenistice asupra mobilei bizantine pot să fie observate prin folosirea frunzelor de acantă, palmetelor și a frunzelor de laur și de mălin ca ornamente. Influențele orientale se manifestă prin rozete, arabescuri și stilizări geometrice ale unor motive vegetale. Creștinismul aduce în ornamentica bizantină simboluri: porumbelul, peștii, mielul, păunul, vița de vie și spicul de grâu. Mobila din locuințele și palatele bizantine era de obicei luxoasă și fin ornamentată. Se folosesc ca materiale piatra, marmura, metalul, lemnul și fildeșul. Suprafețele și ornamentele sunt aurite, pictate policrom, placate cu tăbliță de aur, emailate în culori vii și acoperite cu pietre prețioase. Varietatea pieselor de mobilă e destul de mare: mese cu blat pătrat, dreptunghiular sau rotund, somptuos decorate, făcute din lemn uneori încrustat, cu ornamente de bronz, fildeș sau argint; scaune cu spătare înalte și cu cuverturi de lână sau blănuri de animale, cu perne colorate, apoi banchete și taburete; dulapurile erau folosite numai pentru depozitarea cărților; hainele și obiectele mai valoroase erau ținuite în lăzi și cufere, cu încuietori de fier; forma paturilor imită modelele romane, dar aveau picioarele strunjite în forme specifice.
Ornamentul principal al mobilei și al tuturor artelor aplicate gotice e ogiva. Rozeta geometrică însoțește de multe ori ogiva, având o varietate foarte mare de frome. Elemente arhitecturale sunt folosite la mobilă, la început cu scop pur decorativ, iar mai târziu ca elemente de structură. Pe lângă ogivă, principalele ornamente sunt frunzele de acantă, de stejar, iedera, trifoii, vrejuri, fleurs-de-lis, cavaleri cu scuturi, capete încoronate și personaje din Biblie. Cuferele sunt principalul tip de mobilă gotică folosit de majoritatea populației. De obicei zăvoarele și broaștele lor au un rol ornamental, fiind lucrate cu foarte multă grijă și inspirație.

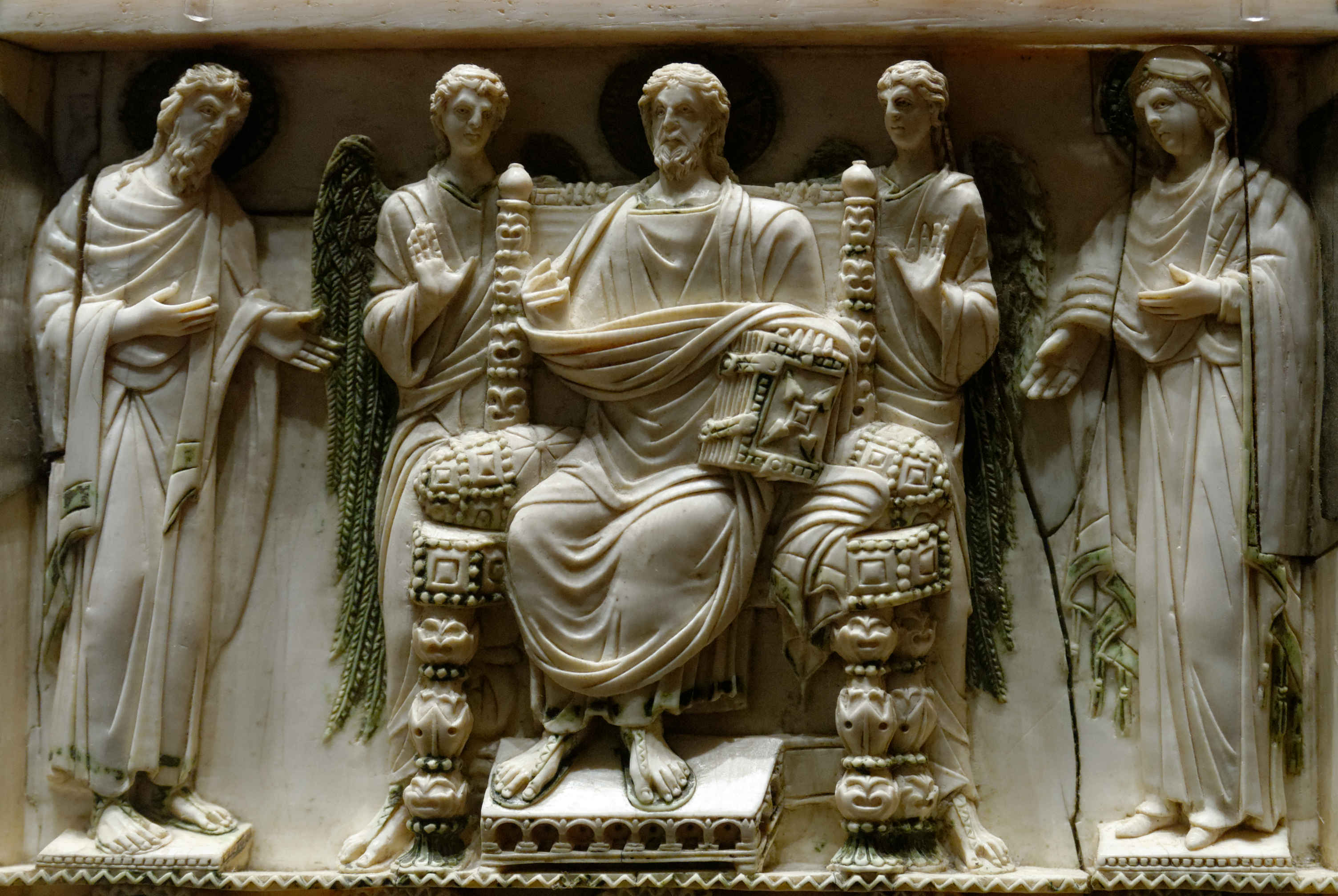
Panou bizantin de fildeș în care e înfățișat cineva (posibil Iisus) stând pe un tron bizantin
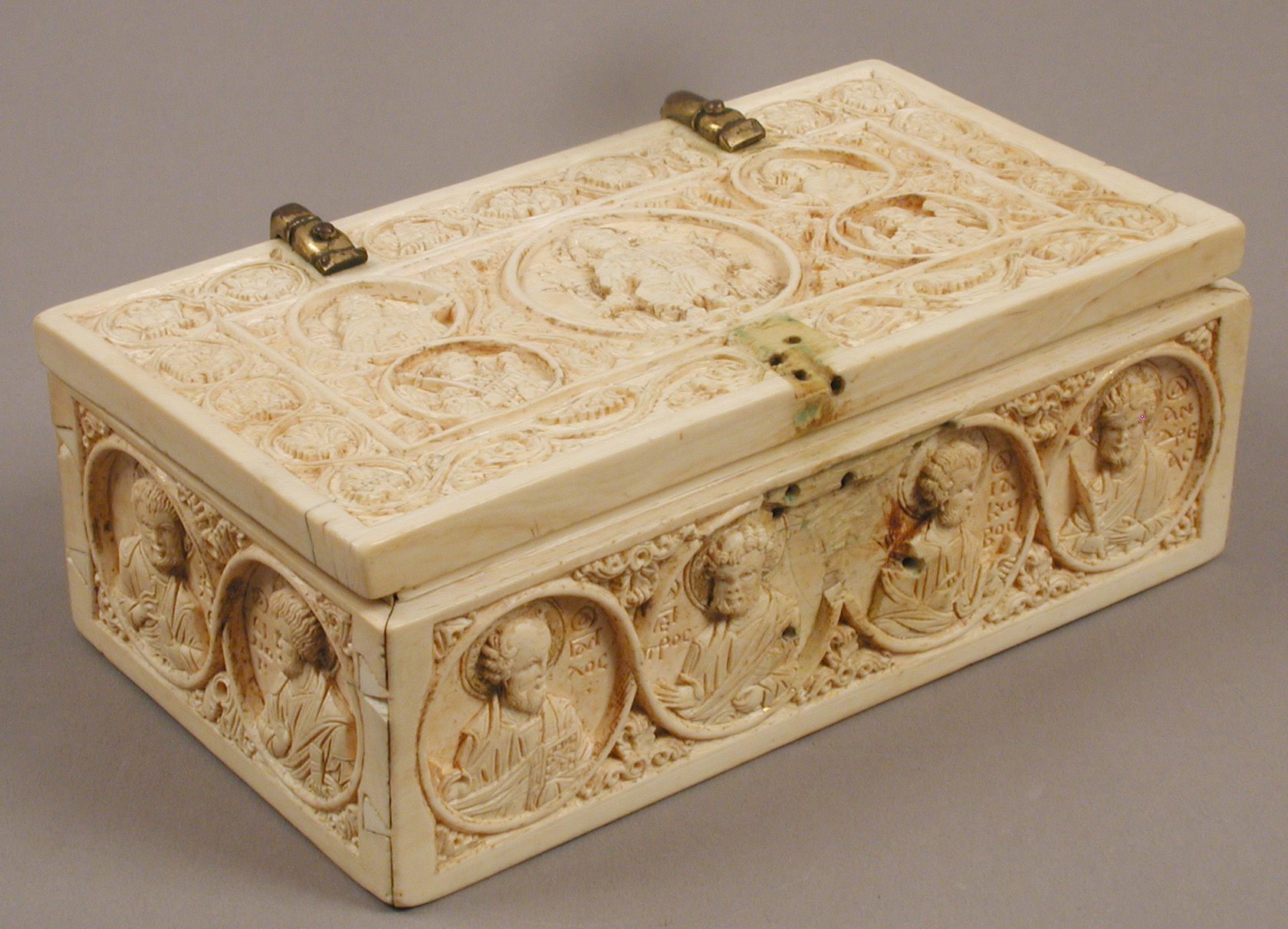
Cufăr mic religioas bizantin arhanghelii și cei doisprezece apostoli; 950-1000; fildeș cu balamale din aliaj de cupru aurit; per total (cu balamale): 7,1 x 18,3 x 10,8 cm; Muzeul Metropolitan de Artă (New York City)
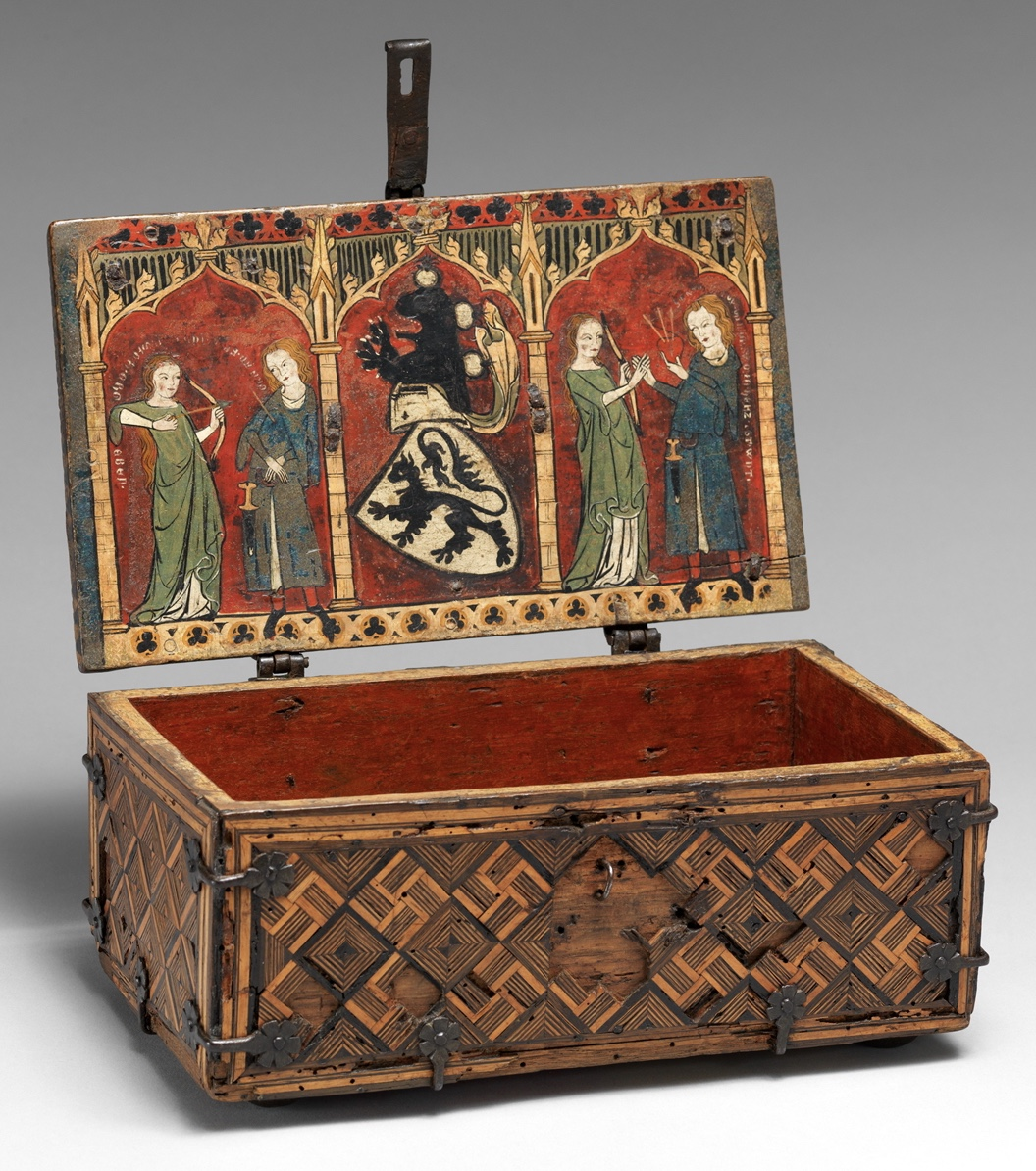
Cufăr mic german gotic (Minnekästchen); circa 1325-1350; stejar, incrustație, tempera, și monturi de fier forjat; 12,1 x 27,3 x 16,5 cm; Muzeul Metropolitan Artă
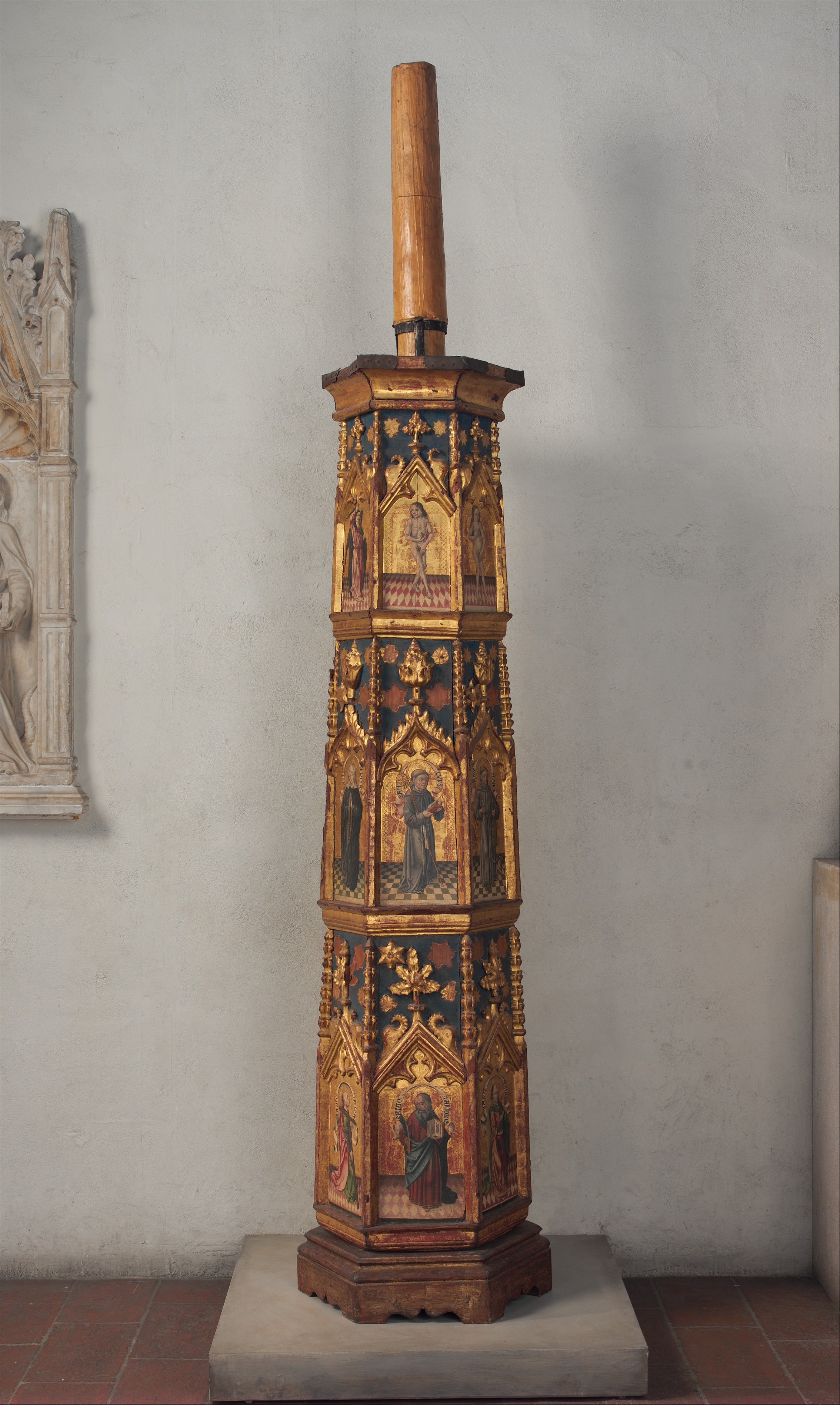
Sfeșnic spaniol gotic; circa 1450-1500; lemn pictat și în unele locuri aurit; 195,6 × 43,8 cm; Muzeul Metropolitan Artă
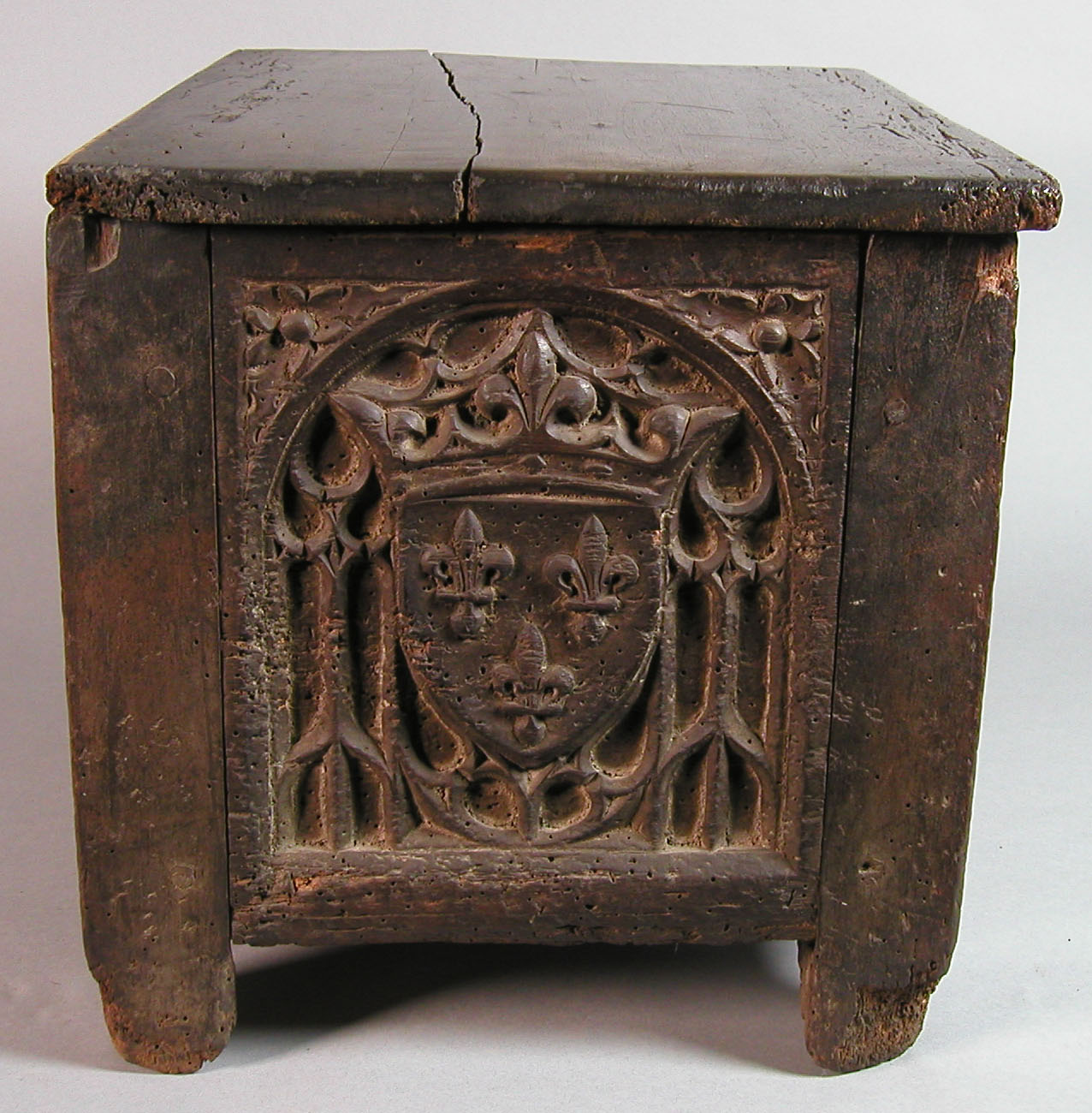
Cufăr francez gotic; secolul al XV-lea târziu; lemn; 30,2 x 29,2 x 39,4 cm; Muzeul Metropolitan Artă
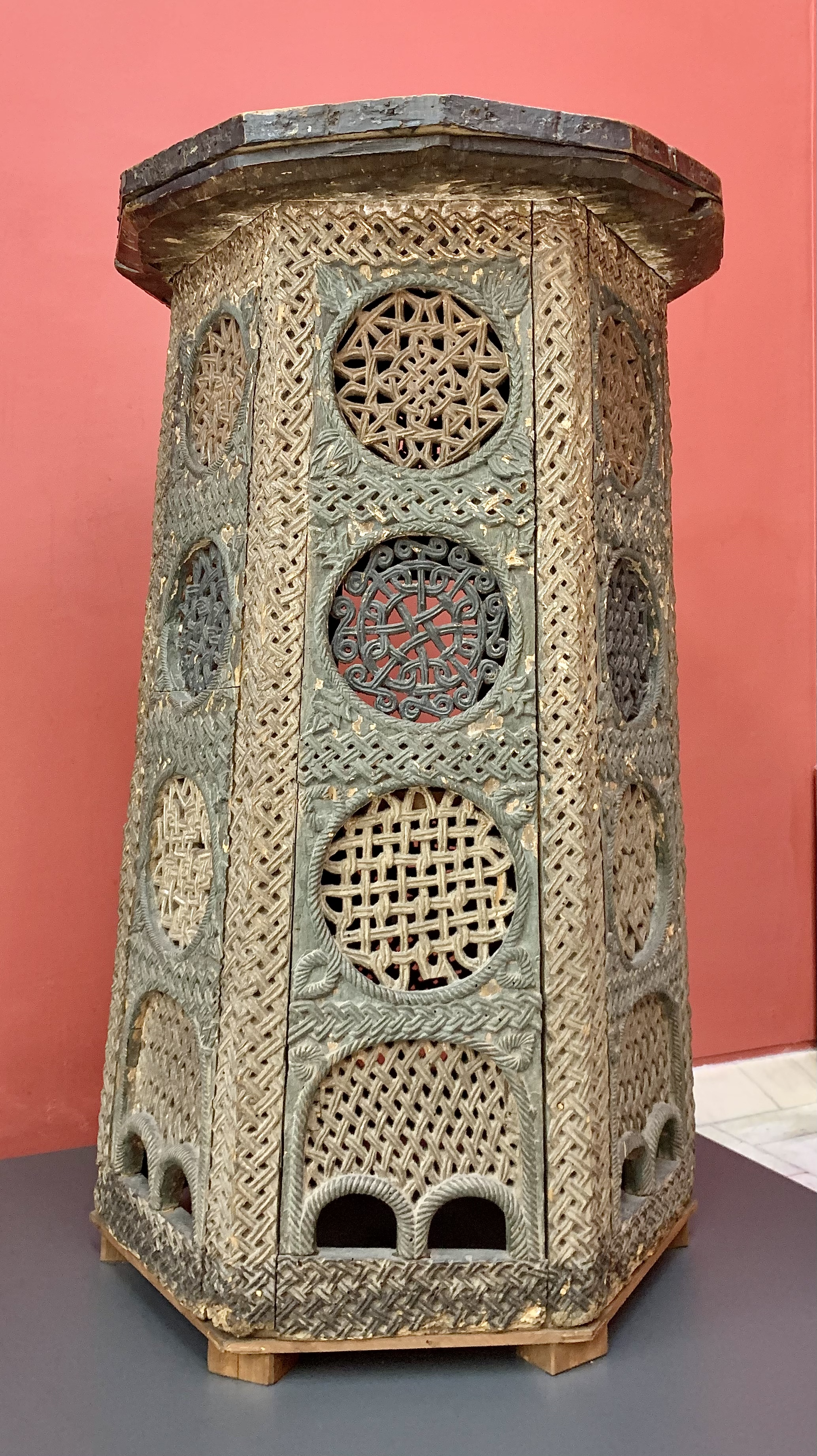
Analoghion românesc medieval cu antrelacuri; al II-lea sfert al secolului al XVI-lea; lemn sculptat, ajurat și champlevé, inițial pictat în tempera și poleit cu foiță de aur; 115 x 58 x 65 cm; din Mănăstirea Probota (Județul Suceava, România); Muzeul Național de Artă al României (București)

### Renașterea
Alături de celelalte arte, Renașterea italiană a secolului al XIV-lea și al XV-lea a marcat o renaștere a designului, adesea inspirată de tradiția greco-romană. O explozie similară de design și de renaștere a culturii în general s-a produs în Europa de Nord, începând cu secolul al XV-lea. 

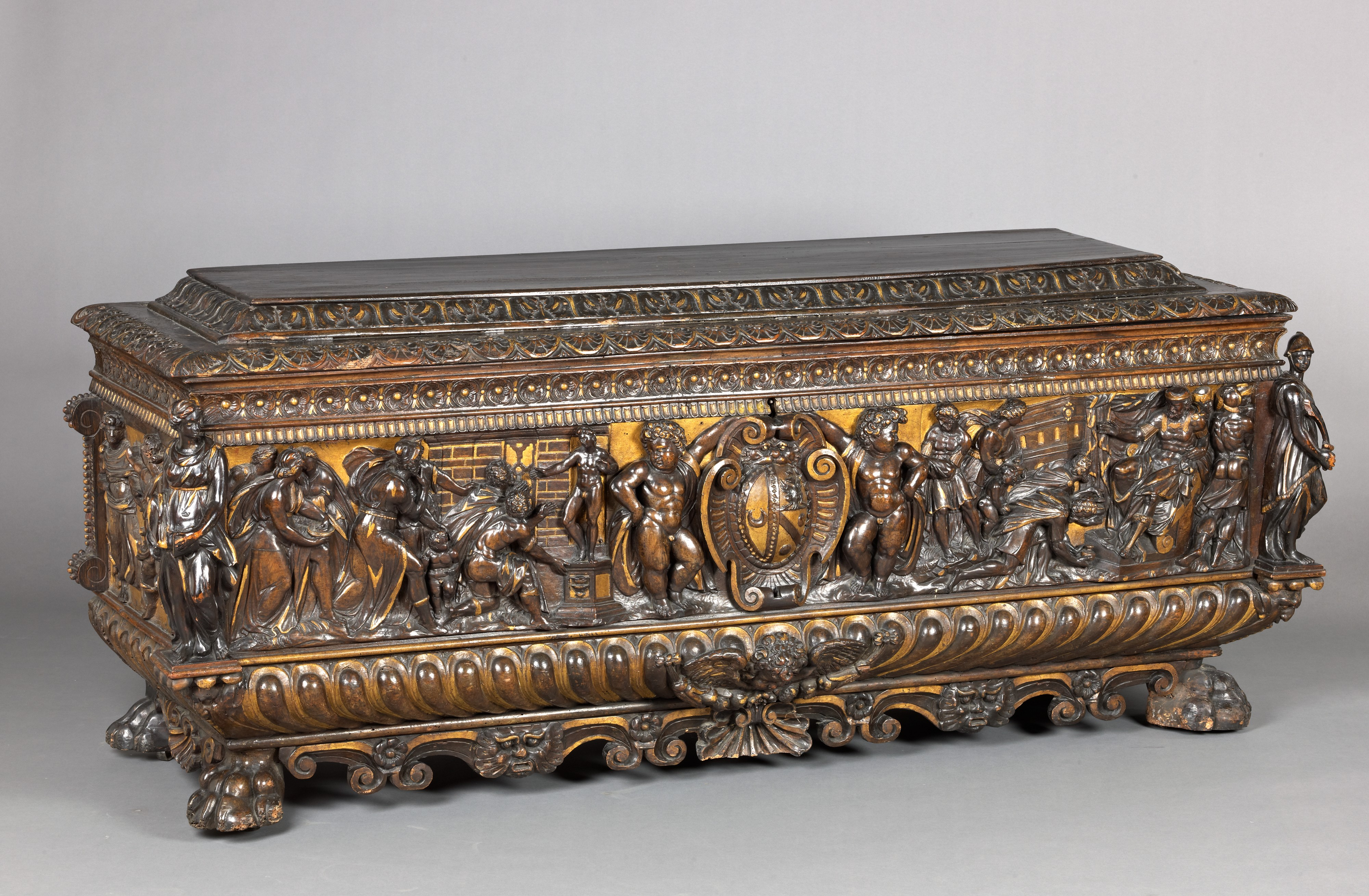
Cufăr italian renascentist; mijlocul secolului al XVI-lea; lemn de nuc și de conifere, sculptat și parțial aurit; înălțime: 73,6 cm, lățime: 1,7 m, adâncime: 63,5 cm; Muzeul Metropolitan de Artă (New York City)
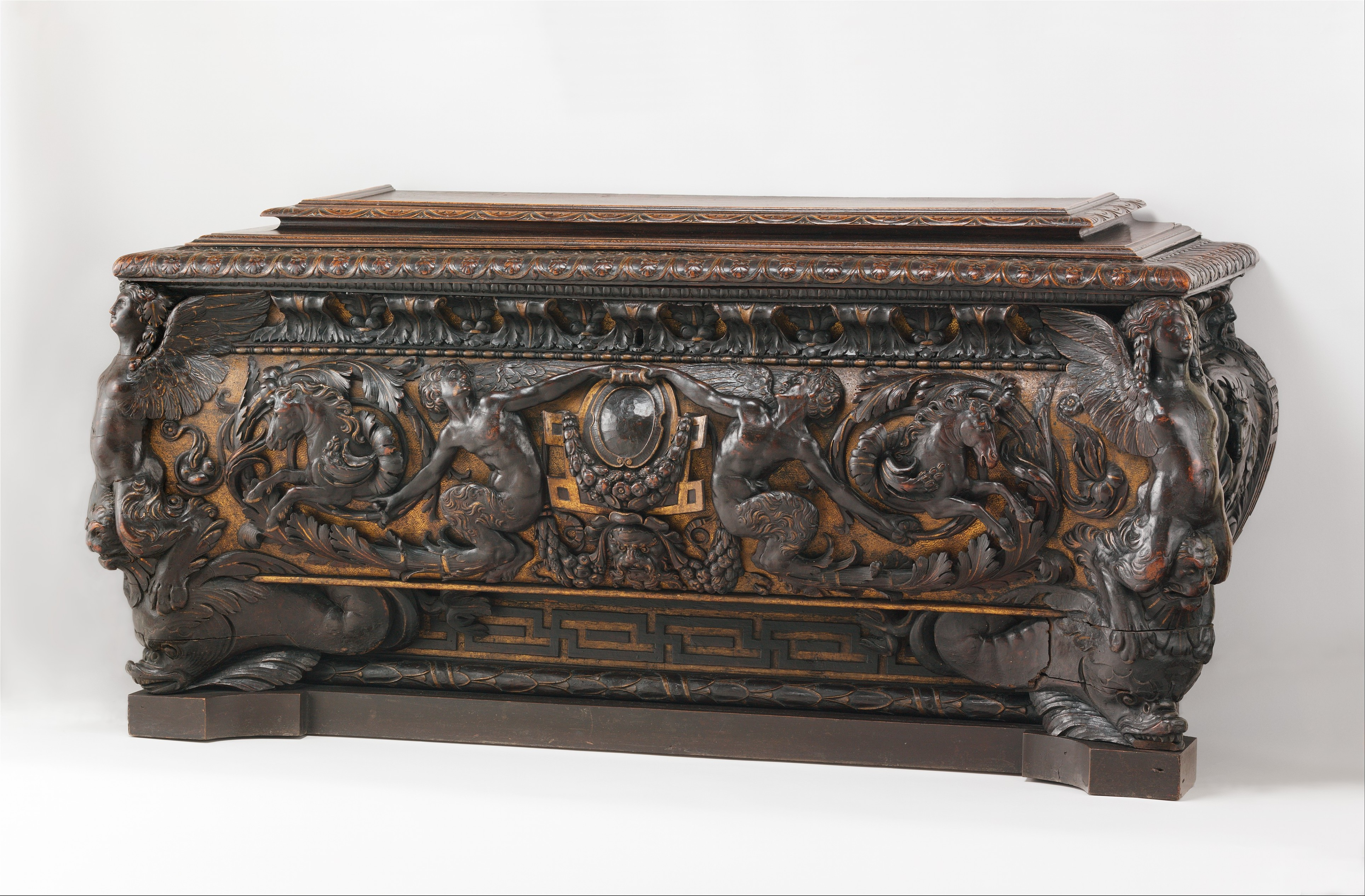
Cufăr italian renascentist; circa 1550-1560; lemn de nuc sculptat și parțial aurit; 86,4 x 181,9 x 67,3 cm; Muzeul Metropolitan Artă
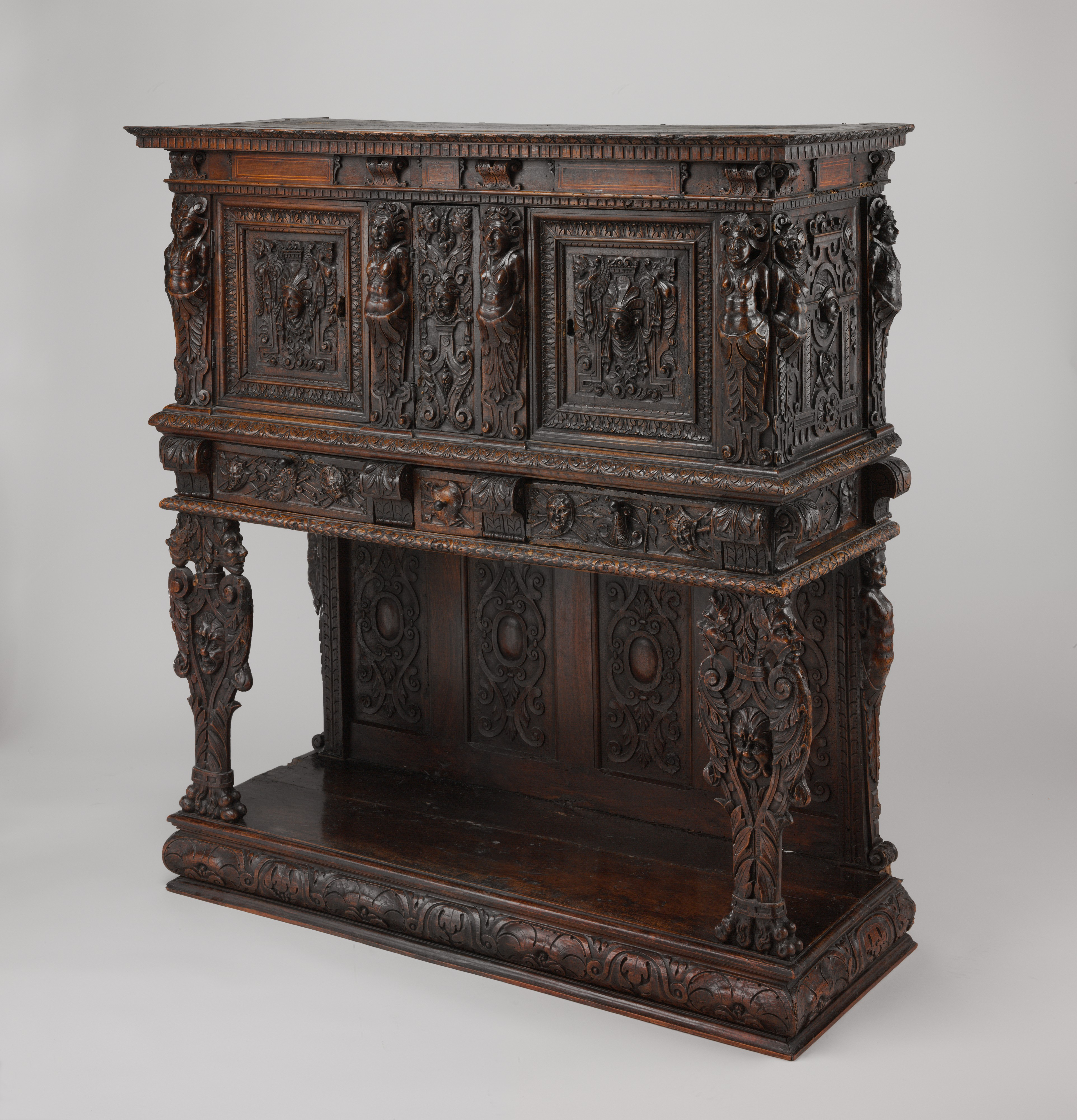
Dulap francez renascentist (dressoir aux harpies); circa 1570-1590; lemn de nuc sculptat, cu elemente interioare de stejar, pin, și cu niște accesorii de fier; înălțime: 144,8 cm, lățime: 137,8 cm, adâncime: 50,8 cm; Muzeul Metropolitan Artă
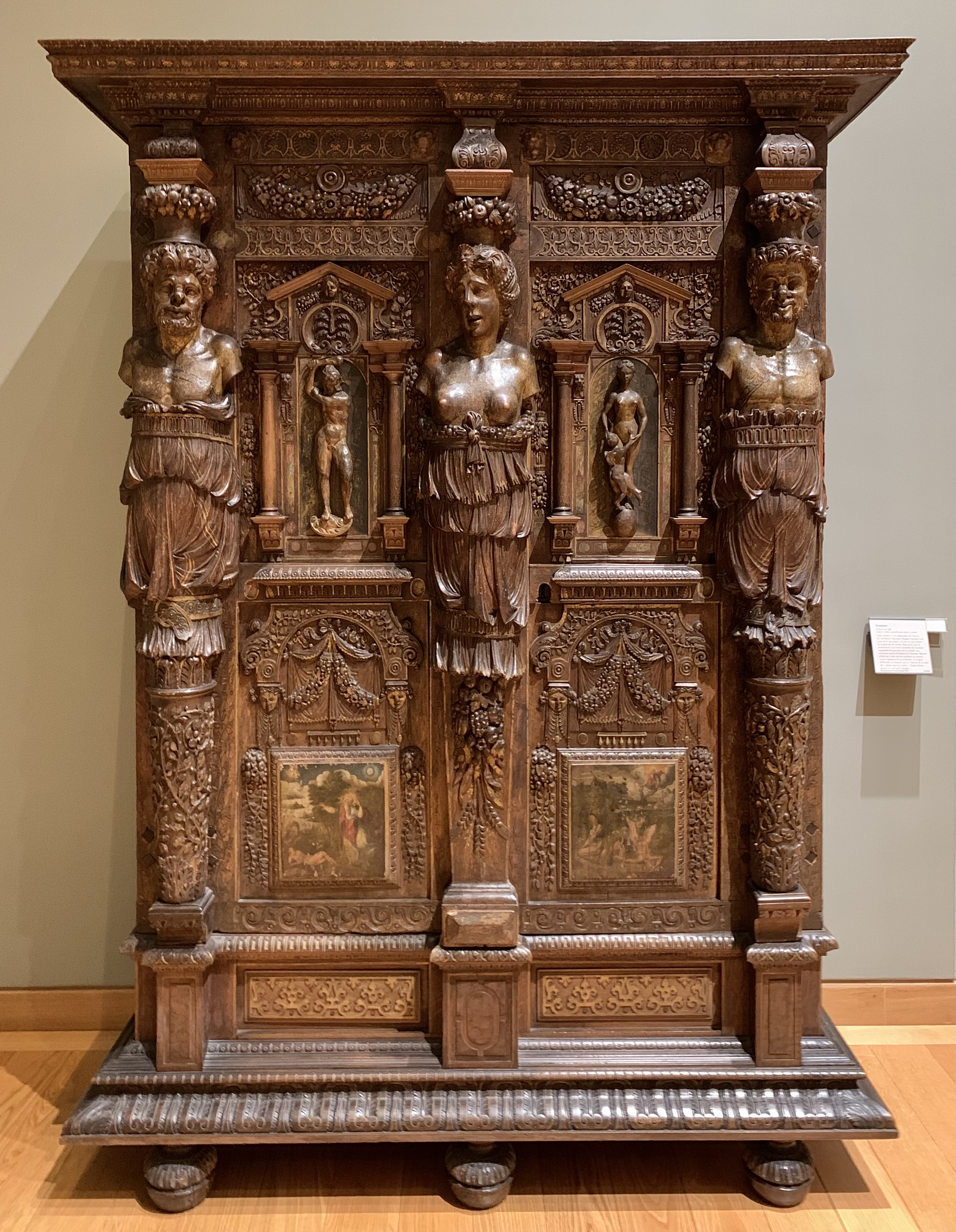
Bufet în stilul Henric al II-lea, decorat cu cariatide, festoane și alte ornamente renascentiste; circa 1580; lemn de nuc și stejar; Luvru

### Secolele al XVII-lea și al XVIII-lea

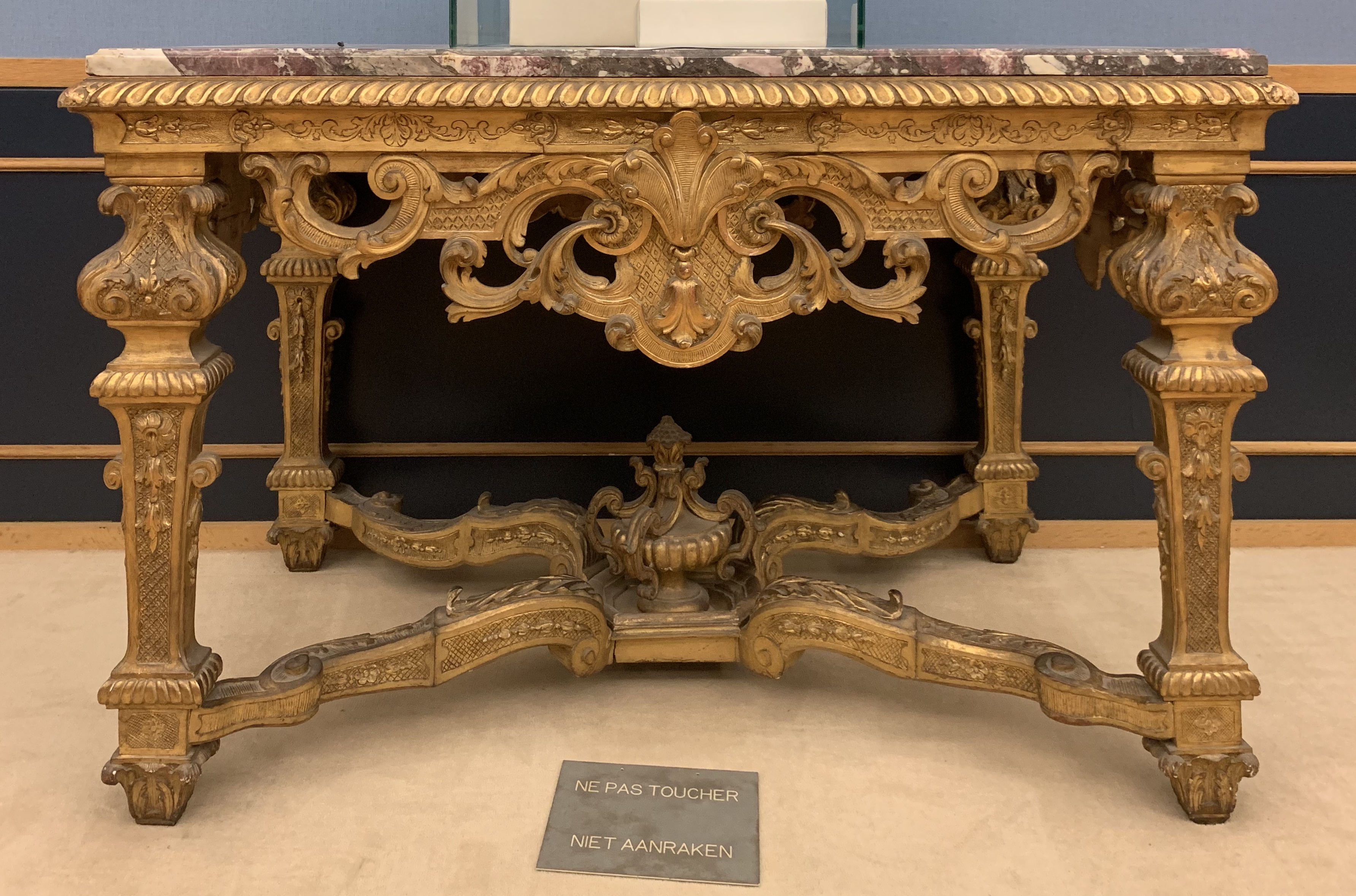
O masă frumoasă, barocă și aurită, cu un blat de piatră (cel mai probabil marmură), din Muzeul Cinquantenaire (Bruxelles, Belgia)

Secolul al XVII-lea, atât în Europa de Sud cât și în nordul Europei, a fost caracterizat prin designuri baroce opulente, adesea aurite, care erau de obicei plinw de ornamente vegetale. Începând din secolul al XVIII-lea, designurile de mobilă au început să se dezvolte mai rapid. Deși au existat anumite stiluri care au aparținut în primul rând unei națiuni, ca paladianismul din Marea Britanie sau Louis Quinze (cunsocut și ca stilul Ludovic al XV-lea) în mobilierul francez, altele, ca rococoul și neoclasicismul au fost perpetuate în toată Europa occidentală.
În secolul al XVIII-lea, tendințele erau în Anglia de arta franceză. La începutul secolului, dulapurile boulle erau la apogeul popularității lor și Ludovic al XIV-lea domnea în Franța. În epoc asta, cea mai mare parte a mobilei avea ornamente metalice și emailate, iar o parte din mobilier era acoperită cu incrustări de marmură, lapis lazuli și și alte pietre. La jumătatea secolului, barocul se manifesta prin curbele grațioase, de bronz aurit strălucitor (cunoscut adesea ca bronz doré) și de marchetăria complexă a stilului rococo, care la rândul lor au fcăut loc în jurul anului 1770 liniilor mai gemetrice ale neoclasicismului, modelate după arhitectura Greciei antice și cea a Romei.
Există ceva atât de distinct în dezvoltarea gustului la mobila franceză, marcat de cele trei stiluri numite după trei monarhi „Louis Quatorze”, „Louis Quinze” și „Louis Seize”. Lucrul ăsta e evident pentru oricine care vizitează, mai întâi Palatul de la Versailles, apoi Marele Trianon, și la sfârșit Micul Trianon.

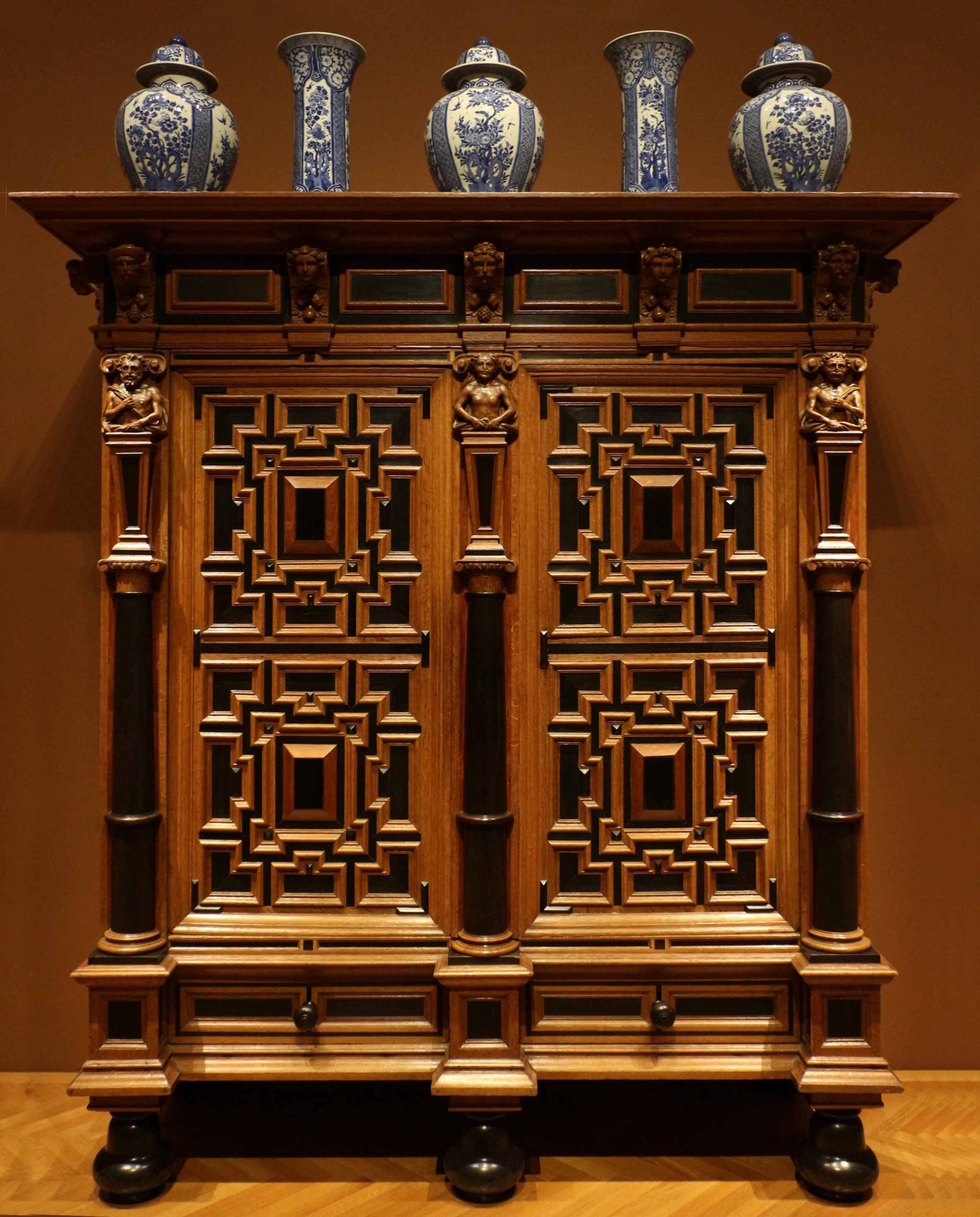
Dulap olandez baroc; 1625-1650; stejar, abanos și furnir de trandafir; 244,5 x 224,3 x 85,2 cm; Muzeul de Artă din Cleveland (Cleveland, Ohio, SUA)
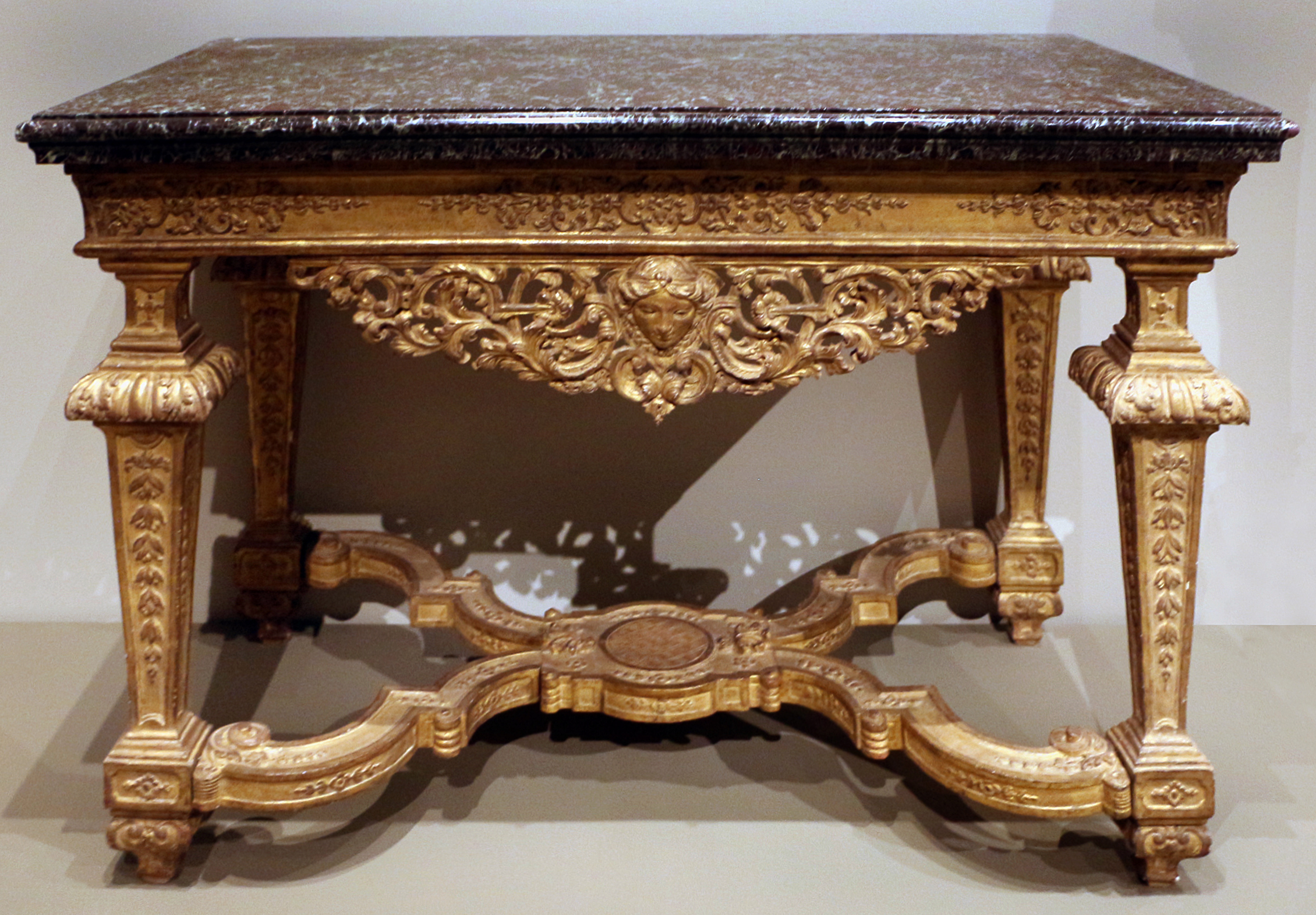
Masă franceză barocă de perete; 1685-1690; probabil lemn sculptat, aurit și gessoit, cu blat de marmură; 83,6 × 128,6 × 71,6 cm; Institutul de Artă din Chicago (SUA)
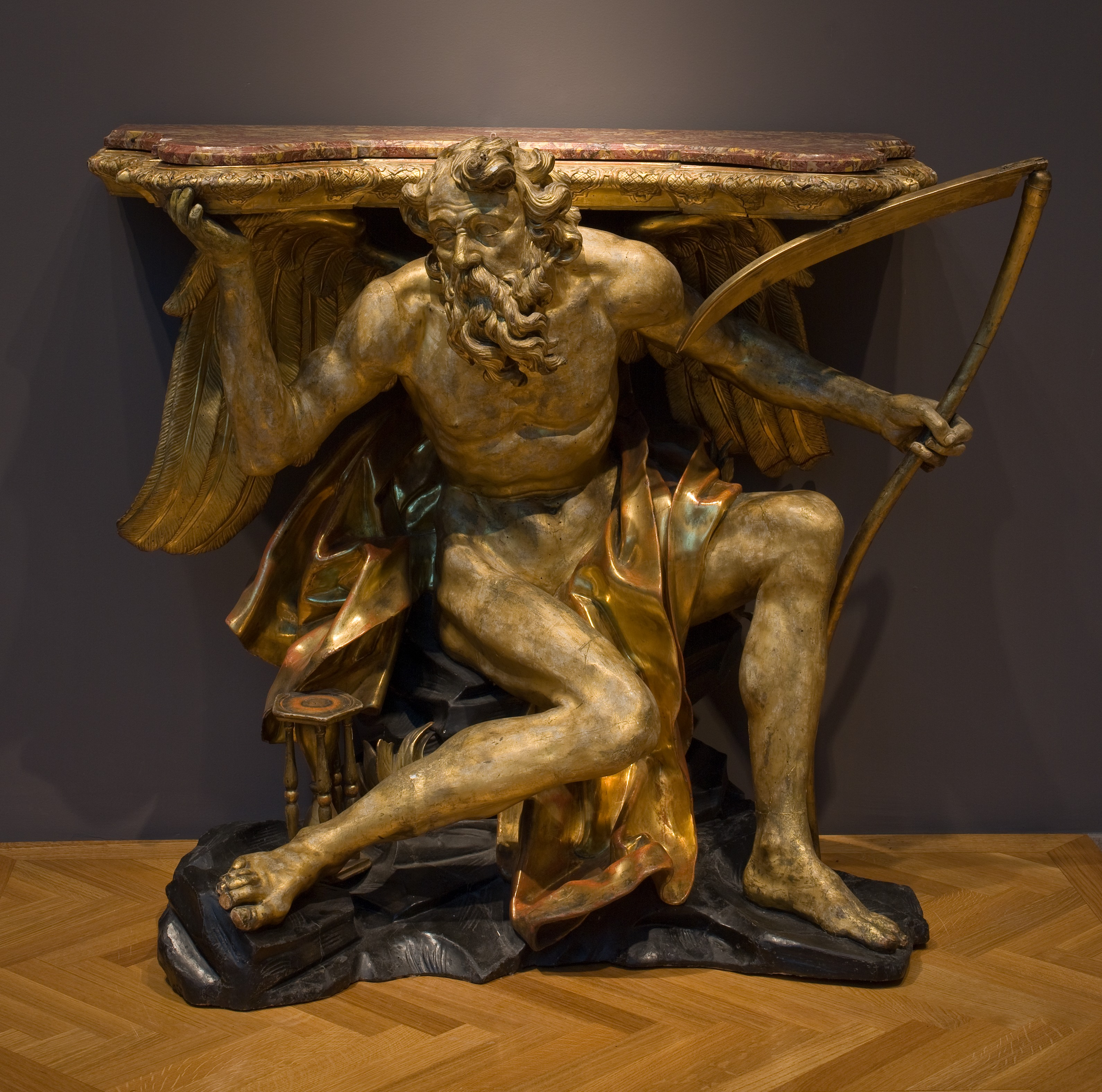
Masă barocă care îl înfățisează pe Chronos, sau tatăl timpului; 1695; lemn pictat și aurit, cu blat de marmură; 95,3 x 107,3 x 62,9 cm; Muzeul de Artă din Cleveland
Masă rococo pentru jocuri; circa 1735; lemn cu marchetărie de fildeș; 78,7 x 94 x 54,6 cm; din Mainz (Germania); Muzeul de Artă din Cleveland
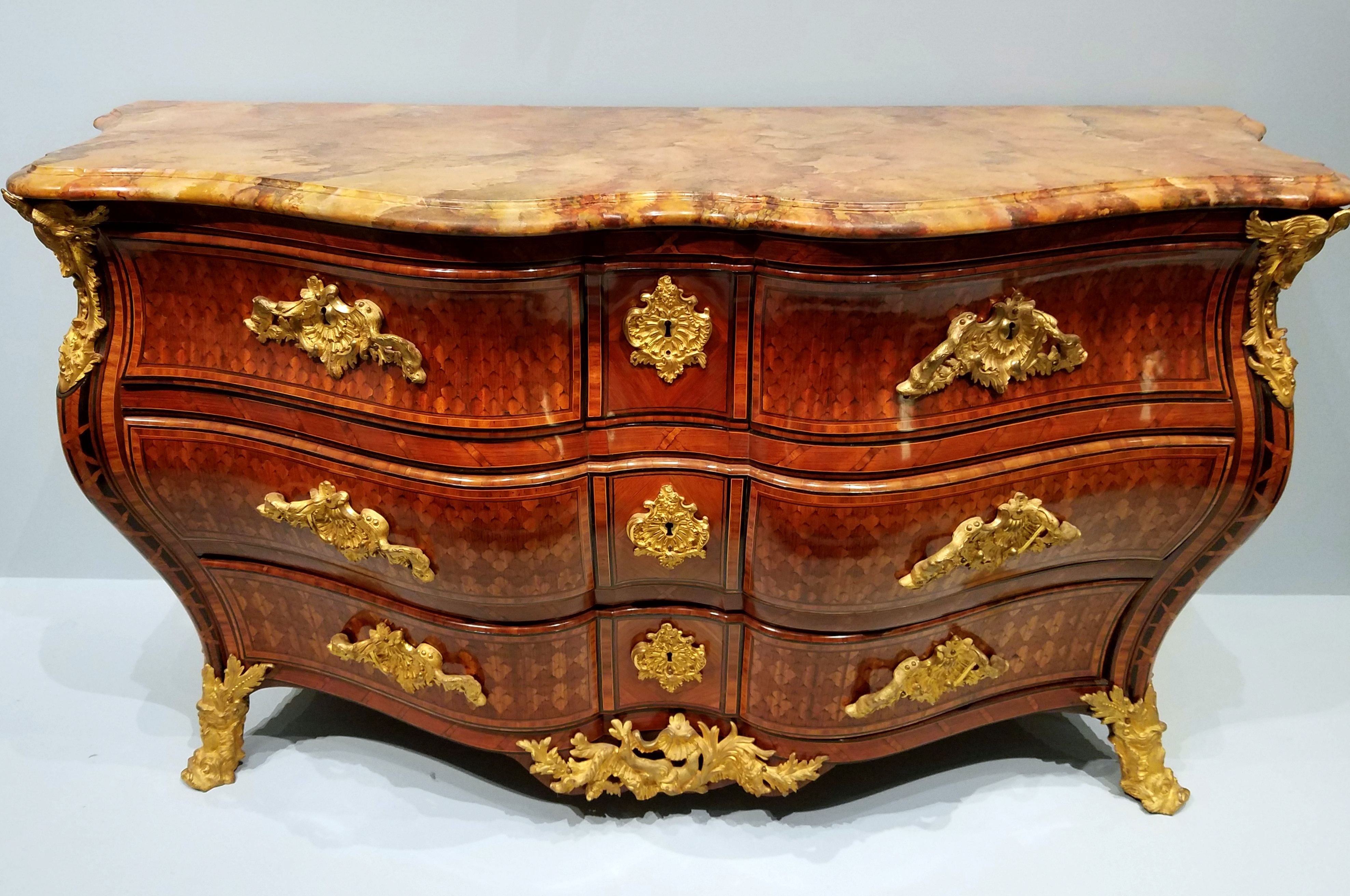
Comodă franceză rococo; de Gilles Joubert; circa 1735; stejar și nuc, furniruite cu lemn de lalea, abanos, și alte tipuri de lemn, cu ornamente de bronz aurit și un blat de marmură imitativă; Muzeul de Arte Frumoase din Boston (SUA)
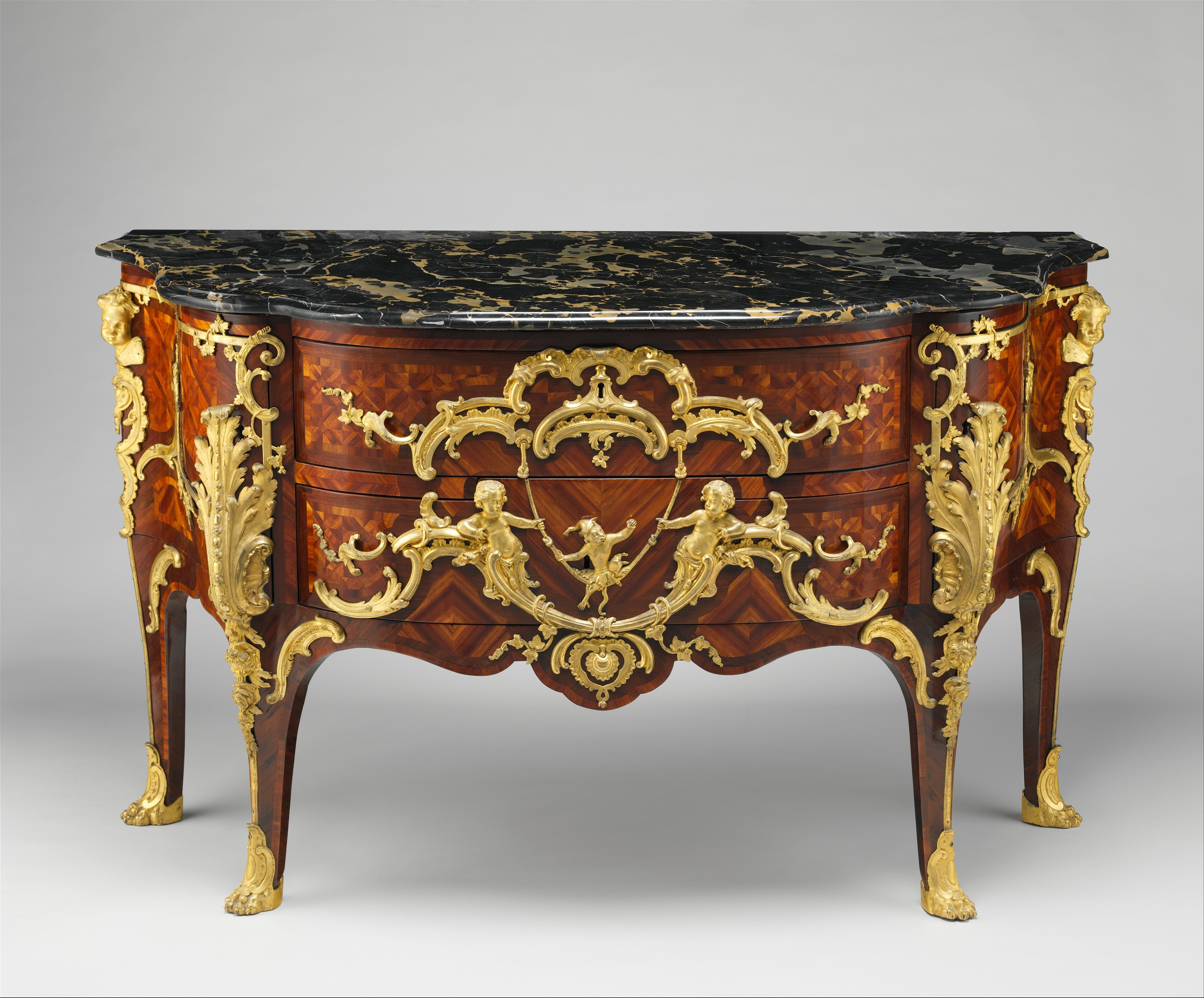
Comodă pariziană rocaille; 1745-1749; pin și stejar furniruite cu amarant și lemn satiné, nuc, cu ornamnte de bronz aurit și blatul de marmură; 87,6 x 139,7 x 57,8 cm; Muzeul Metropolitan de Artă (New York City)
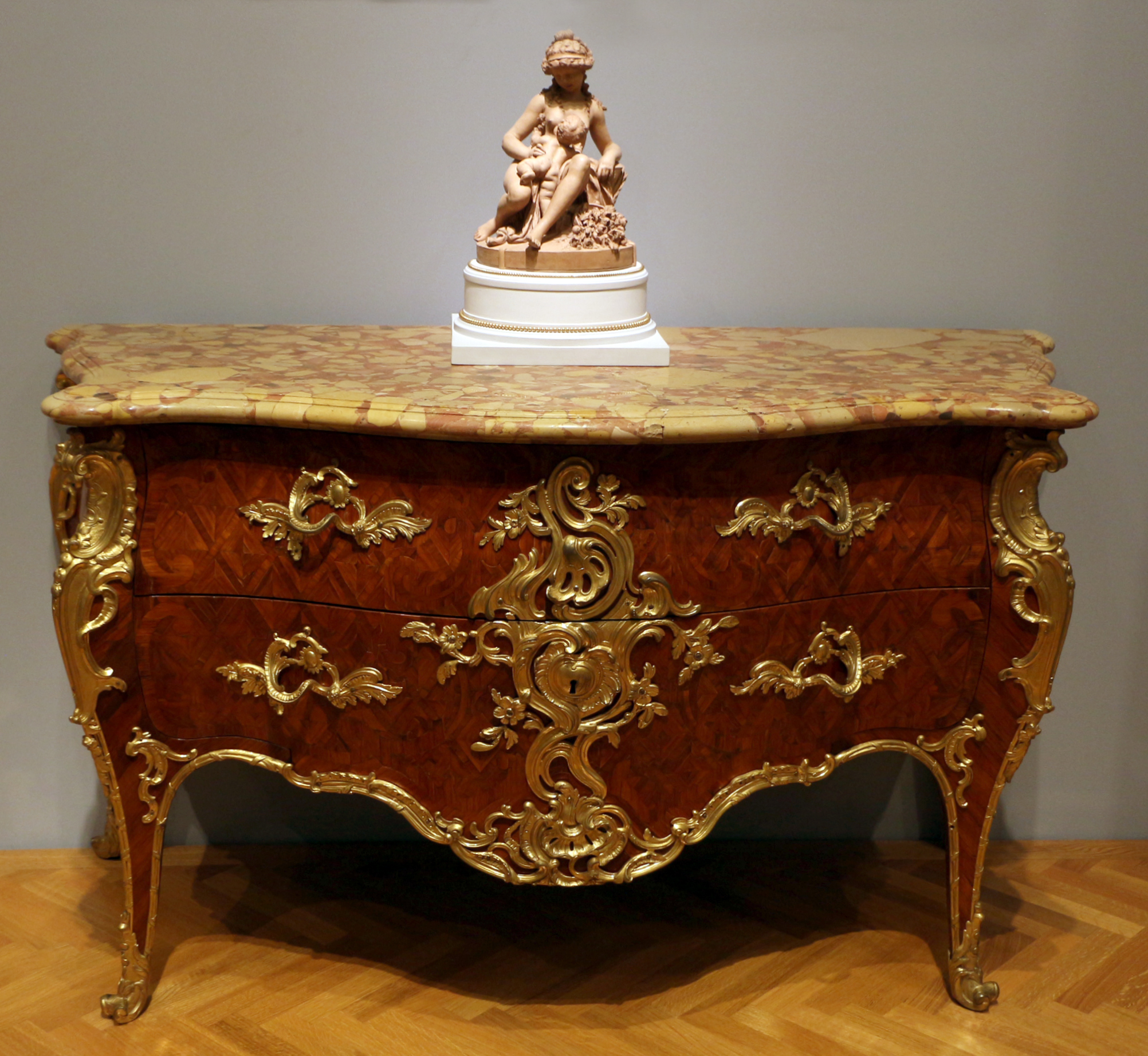
Comodă franceză rococo; circa 1750; stejar, marchetărie din lemn de lalele, cu ornamente metalice aurite și blat de marmură; 88 x 156,5 x 69,9 cm; Muzeul de Artă din Cleveland
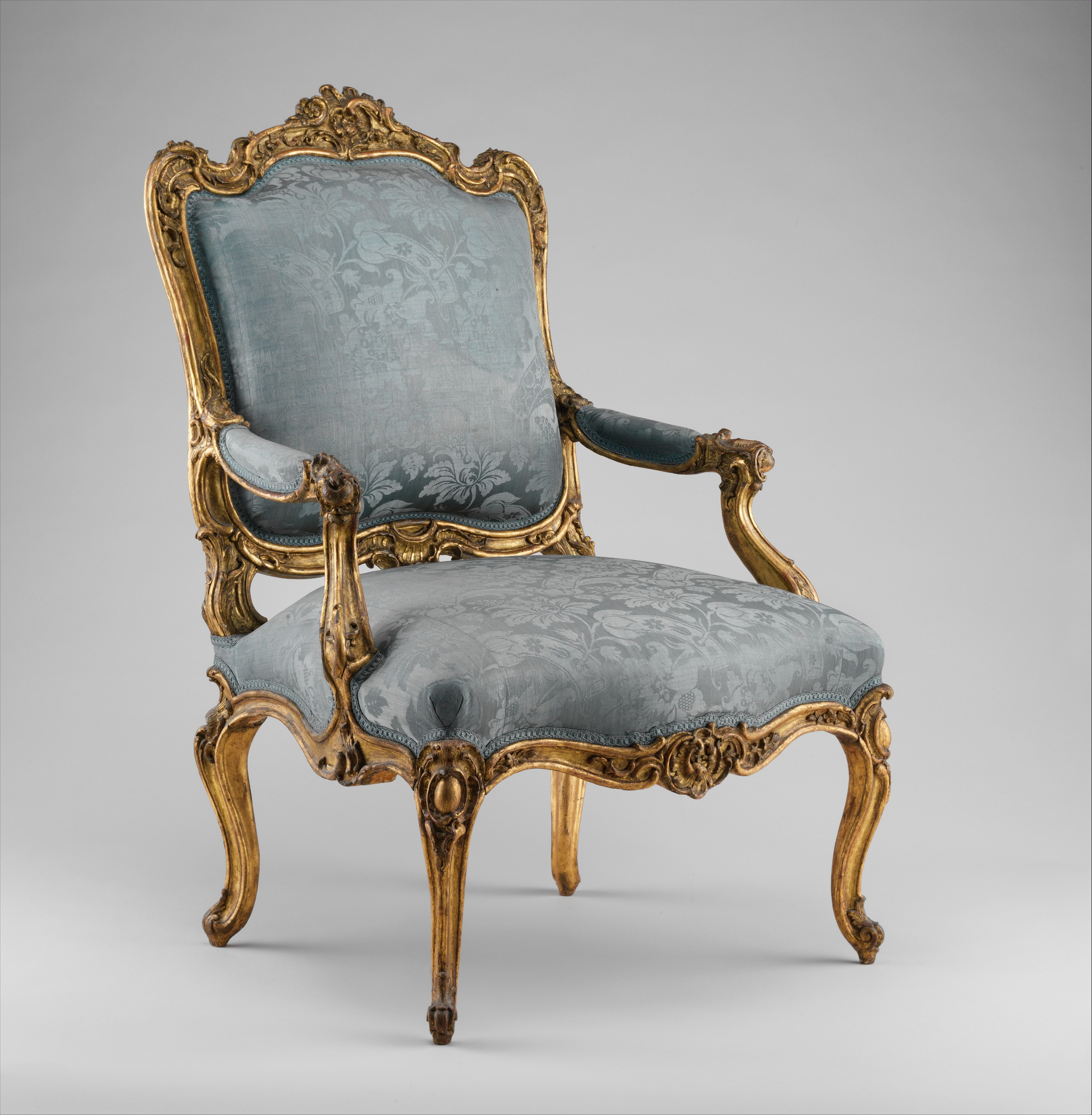
Fotoliu german rococo (fauteuil à la reine); 1750–1760; fag sculptat și aurit, acoperit cu damasc albastru în unele locuri; Muzeul Metropolitan de Artă
Vitrină rococo; anii’ 1770; lemn de nuc aurit; înălțime: 373 cm, lățime: 190 cm, adâncime: 67,5 cm; Muzeul Hallwyl (Stockholm, Suedia)
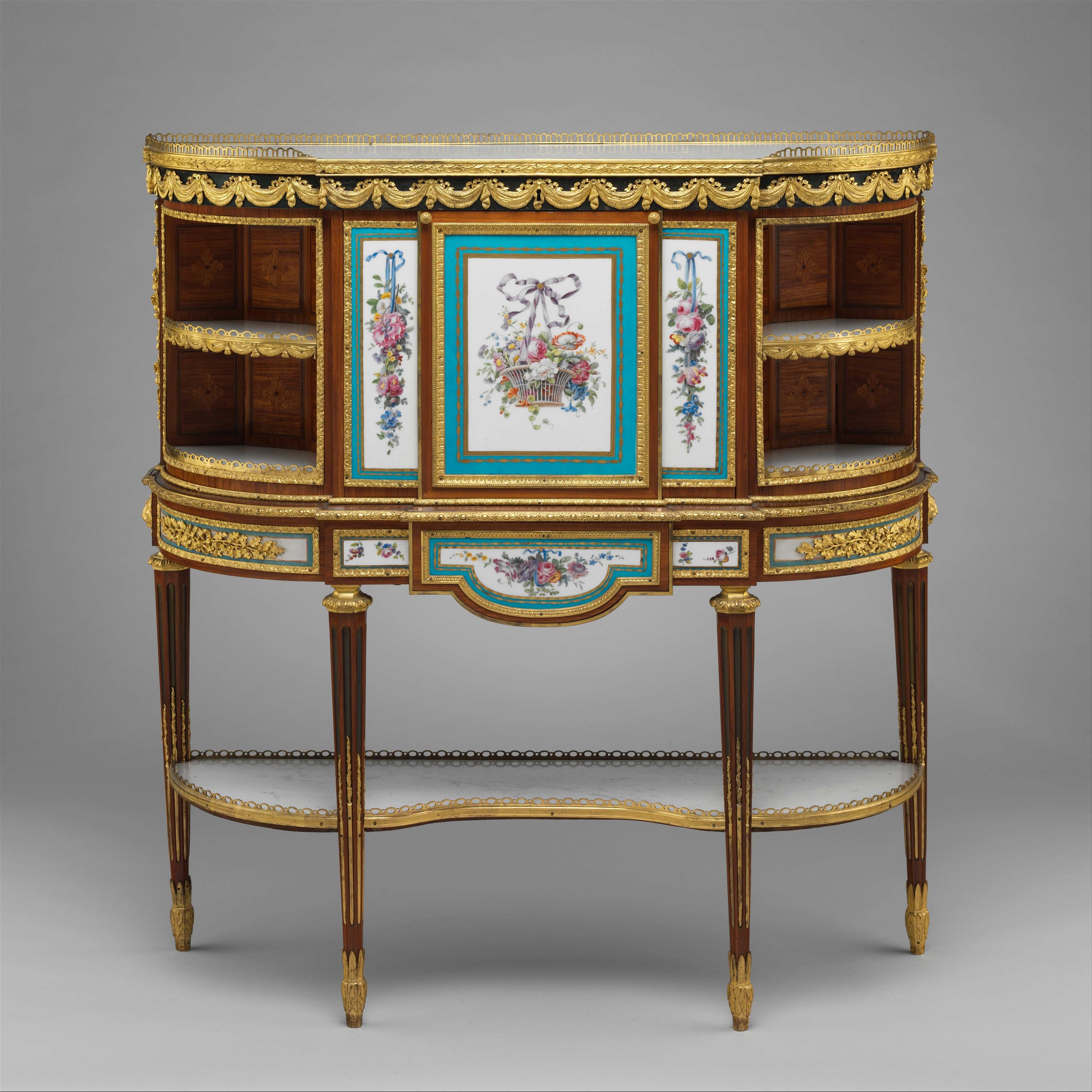
Secretair în stilul Ludovic al XVI-lea (secrétaire à abattant or secrétaire en cabinet); circa 1776; stejar furniruit cu lemn de lalea și amarant, șase plăci de porțelan Sèvres și multe alte materiale; 110,1 x 102,9 x 32,7 cm; Muzeul Metropolitan de Artă
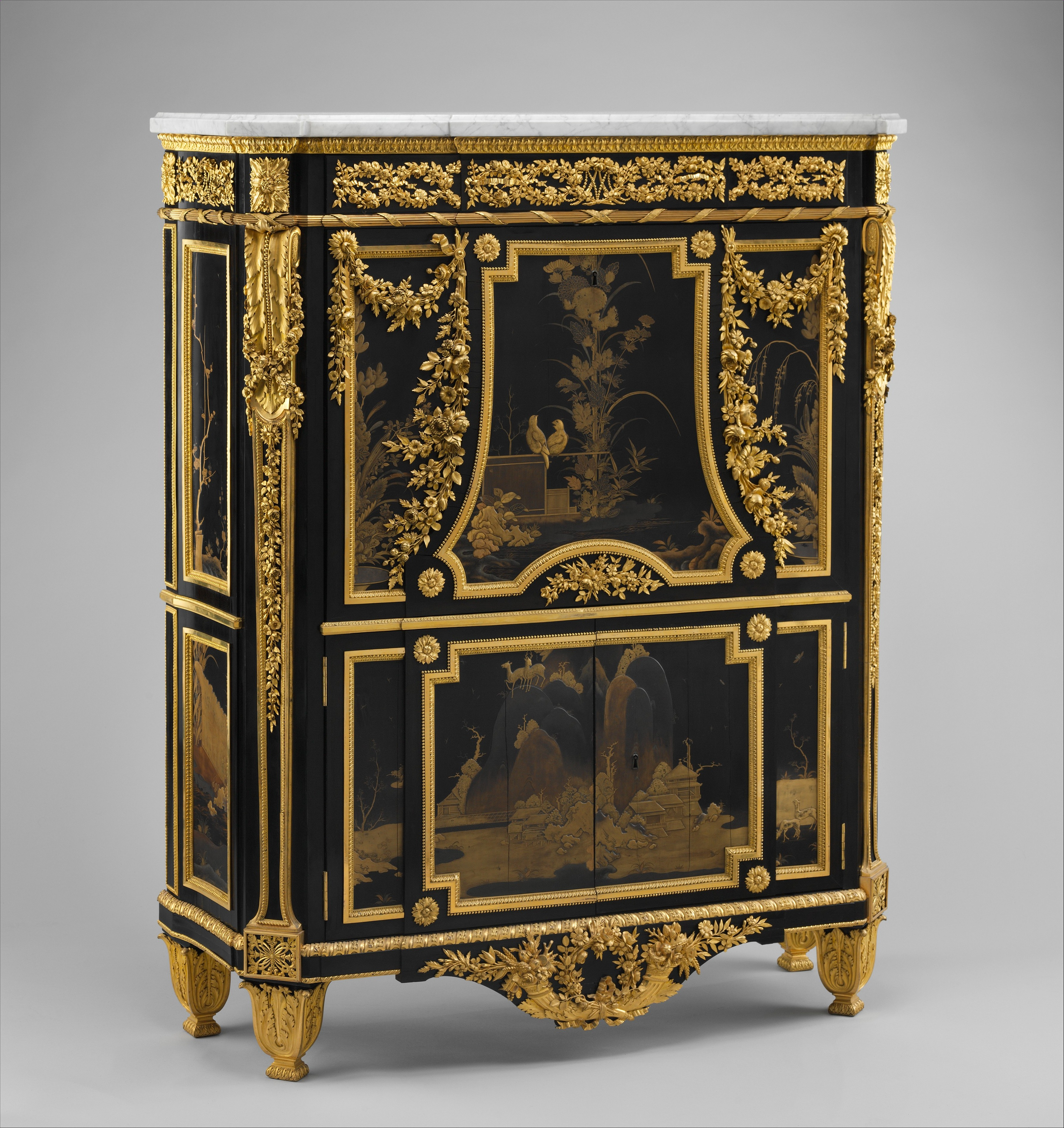
Secretair Ludovic al XVI-lea (secrétaire en armoire); 1783; stejar furniruit cu abanos, și panouri japoneze pictate și lăcuite din secolul al XVII-lea, ornamente din bronz aurit, blat de marmură și multe alte materiale; 144,8 × 109,2 × 40,6 cm; Muzeul Metropolitan de Artă
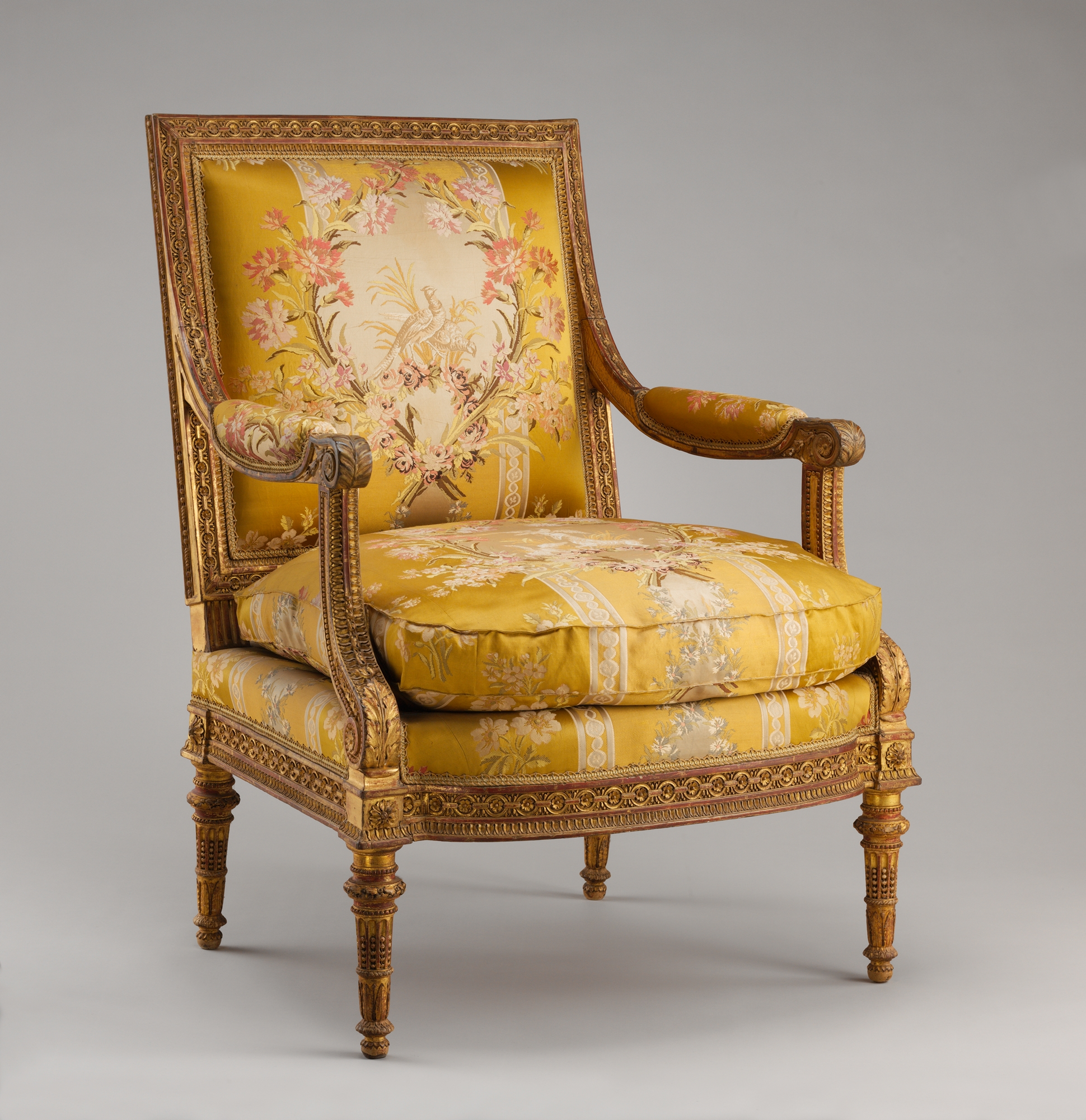
Fotoliu (fauteuil) Ludovic al XVI-lea; 1788; lemn de nuc sculptat și aurit, cu mătase brocată cu aur (nu e originală); 100 × 74,9 × 65,1 cm; Muzeul Metropolitan de Artă

### Secolul al XIX-lea
Secolul al XIX-lea este de obicei definit prin stiluri care încep cu prefixul „neo-”, ca neoclasic, neoegiptean, neogotic, neobaroc, neorenascenist și neorococo. Reformele de proiectare de la sfârșitul secolului au introdus mișcarea estetică și mișcarea Arts and Crafts. Art Nouveau a fost influențat de ambele mișcări.

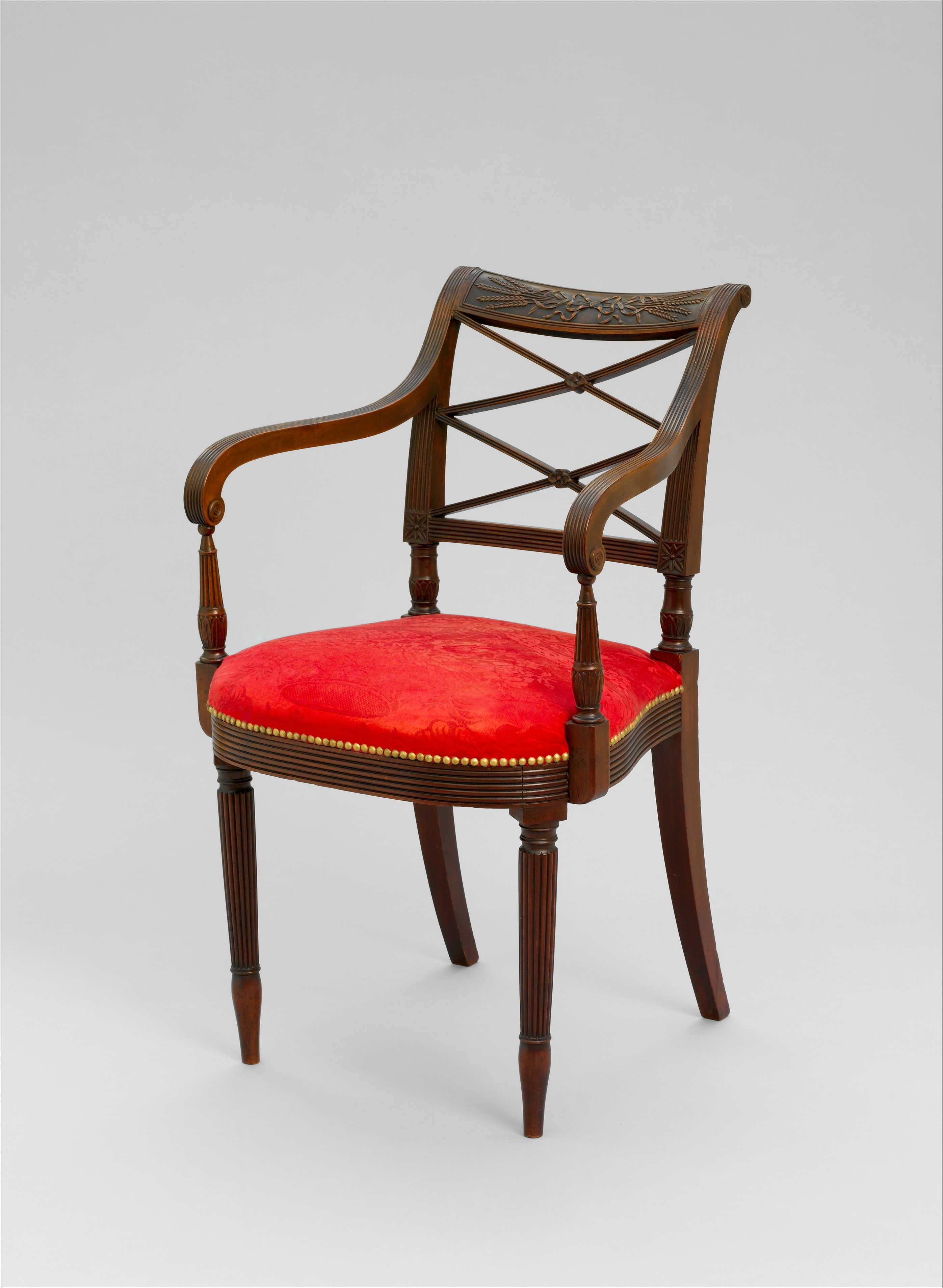
Scaun american; de Duncan Phyfe; 1805–1815; mahon; 84,1 x 51,8 x 42,5 cm; Muzeul Metropolitan de Artă (New York City)
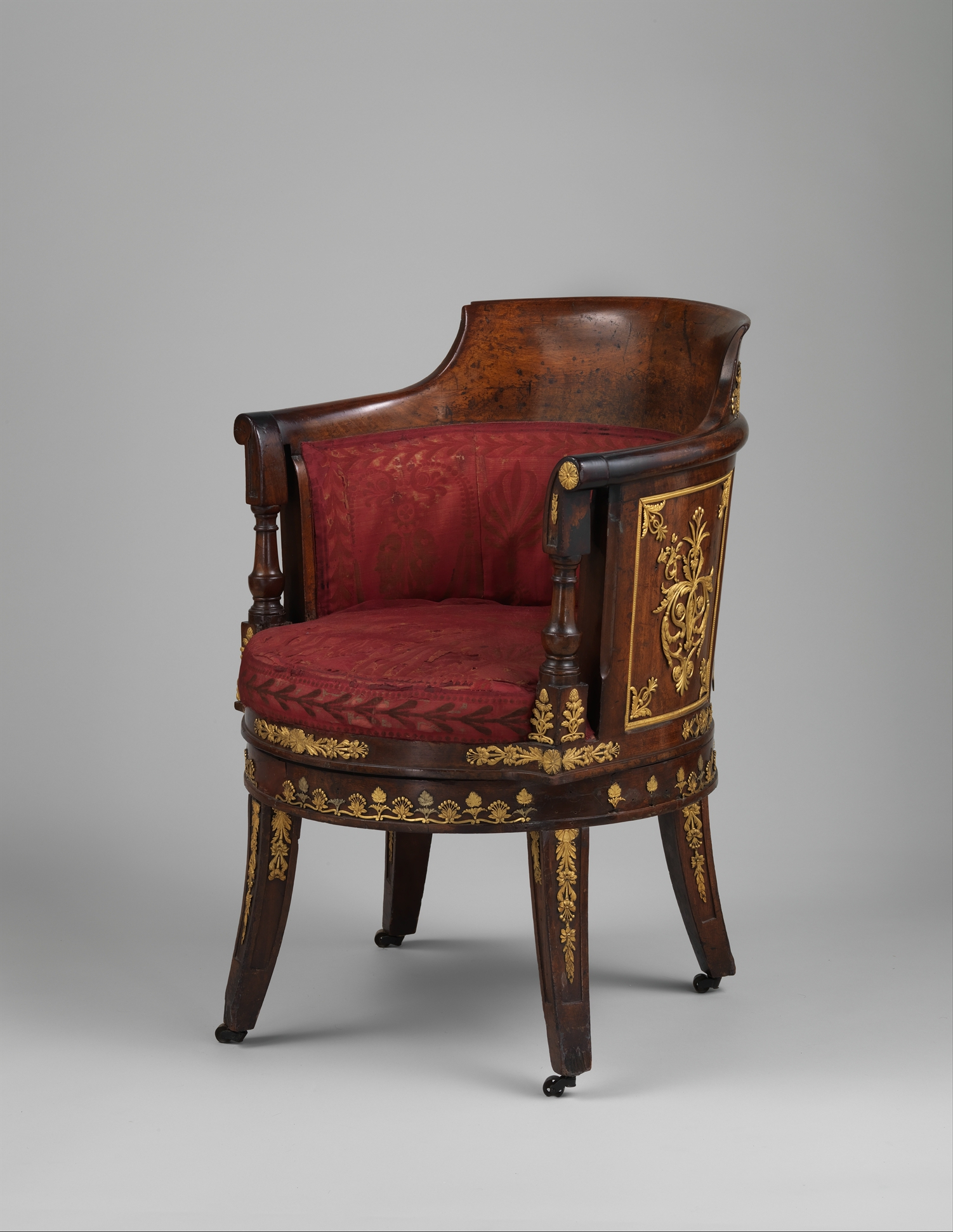
Fotoliu francez empire de birou (fauteuil de bureau); 1805-1808; mahon, bronz aurit și tapițerie din catifea de satin; 87,6 × 59,7 × 64,8 cm; Muzeul Metropolitan de Artă
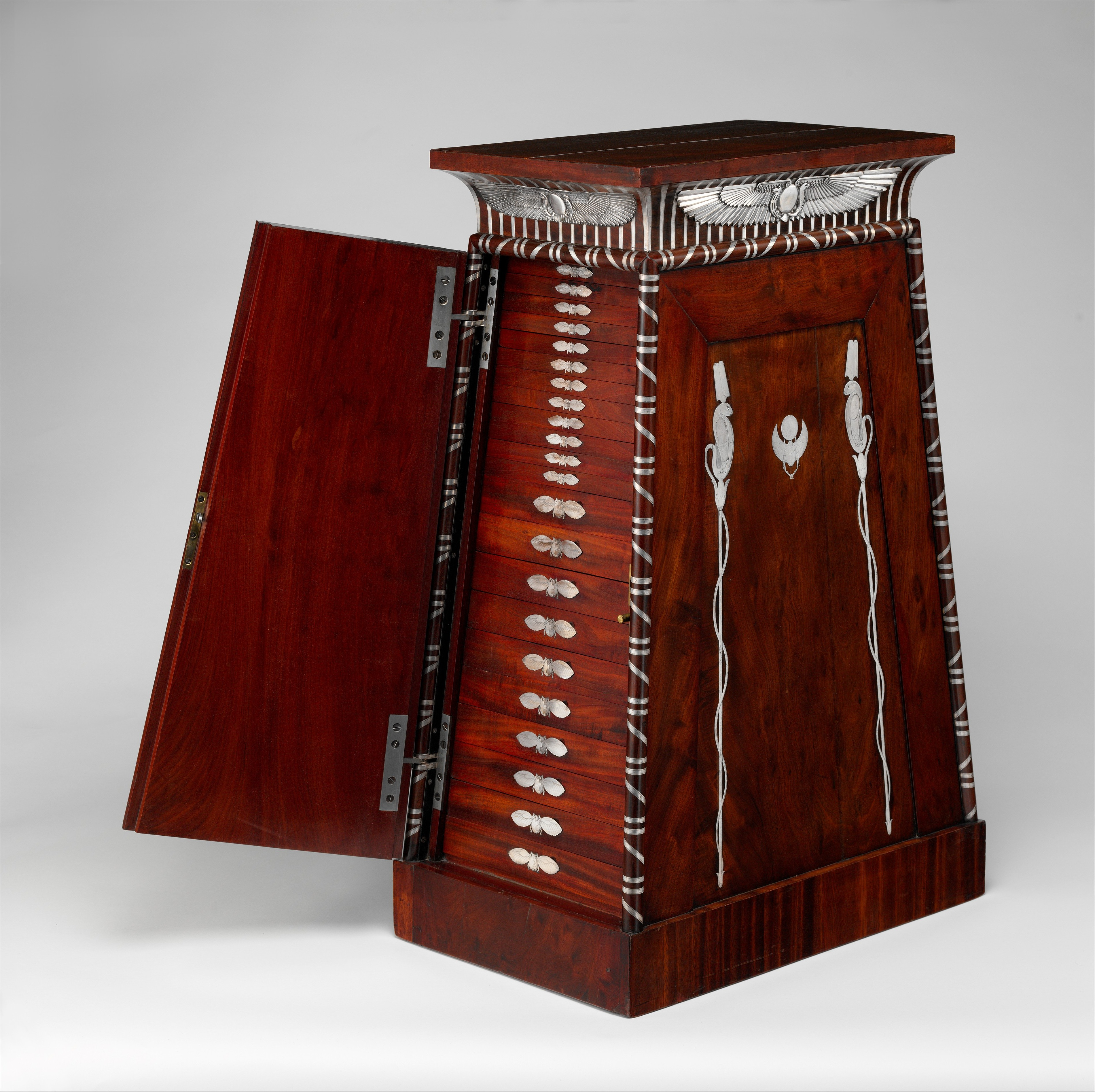
Dulap de monede neoegiptean; de François-Honoré-Georges Jacob-Desmalter; 1809-1819; mahon cu argint; 90.2 x 50.2 x 37.5 cm; Muzeul Metropolitan de Artă
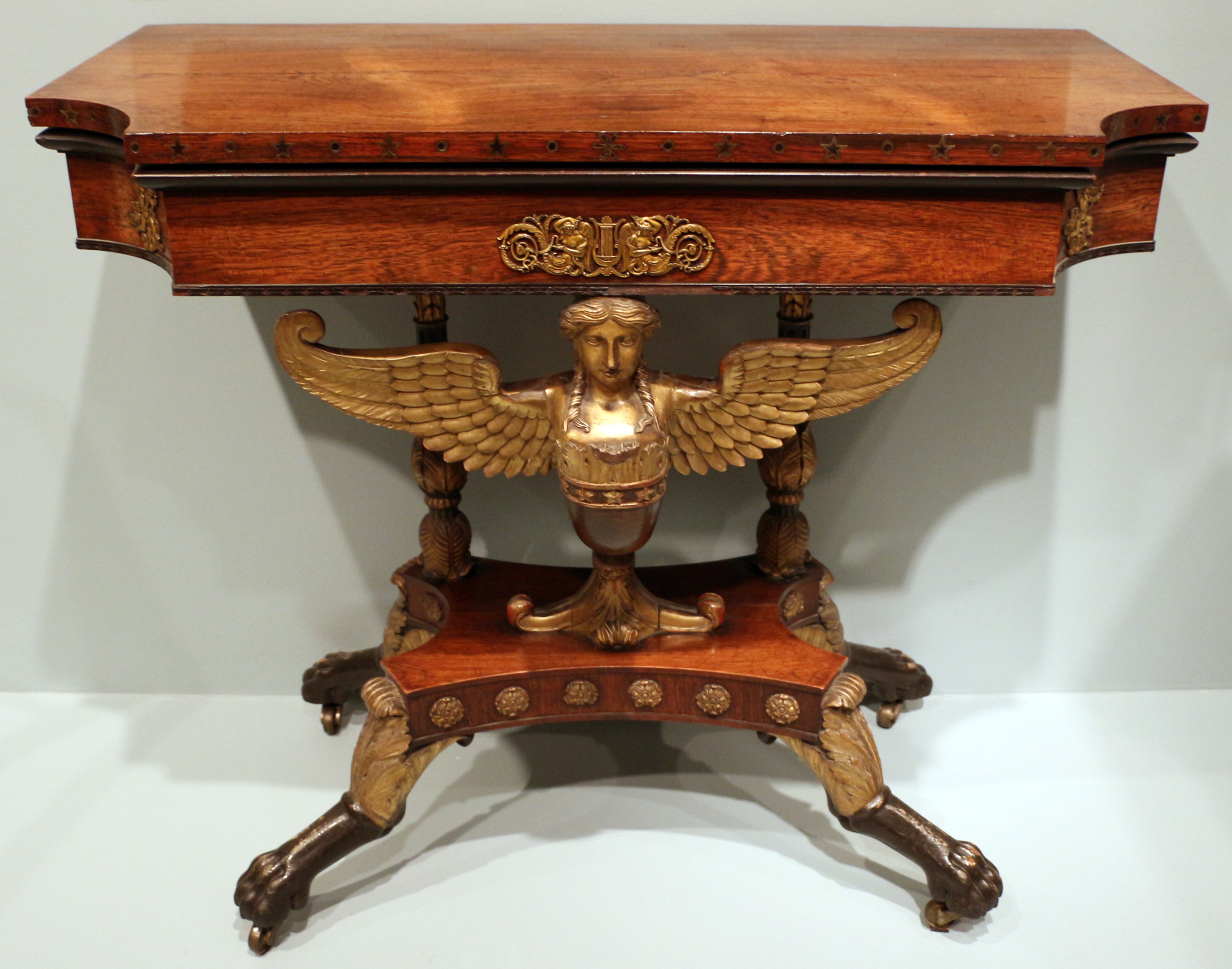
Masă empire de cărți; de Charles-Honoré Lannuier; circa 1815; Institutul de Artă din Chicago (SUA)
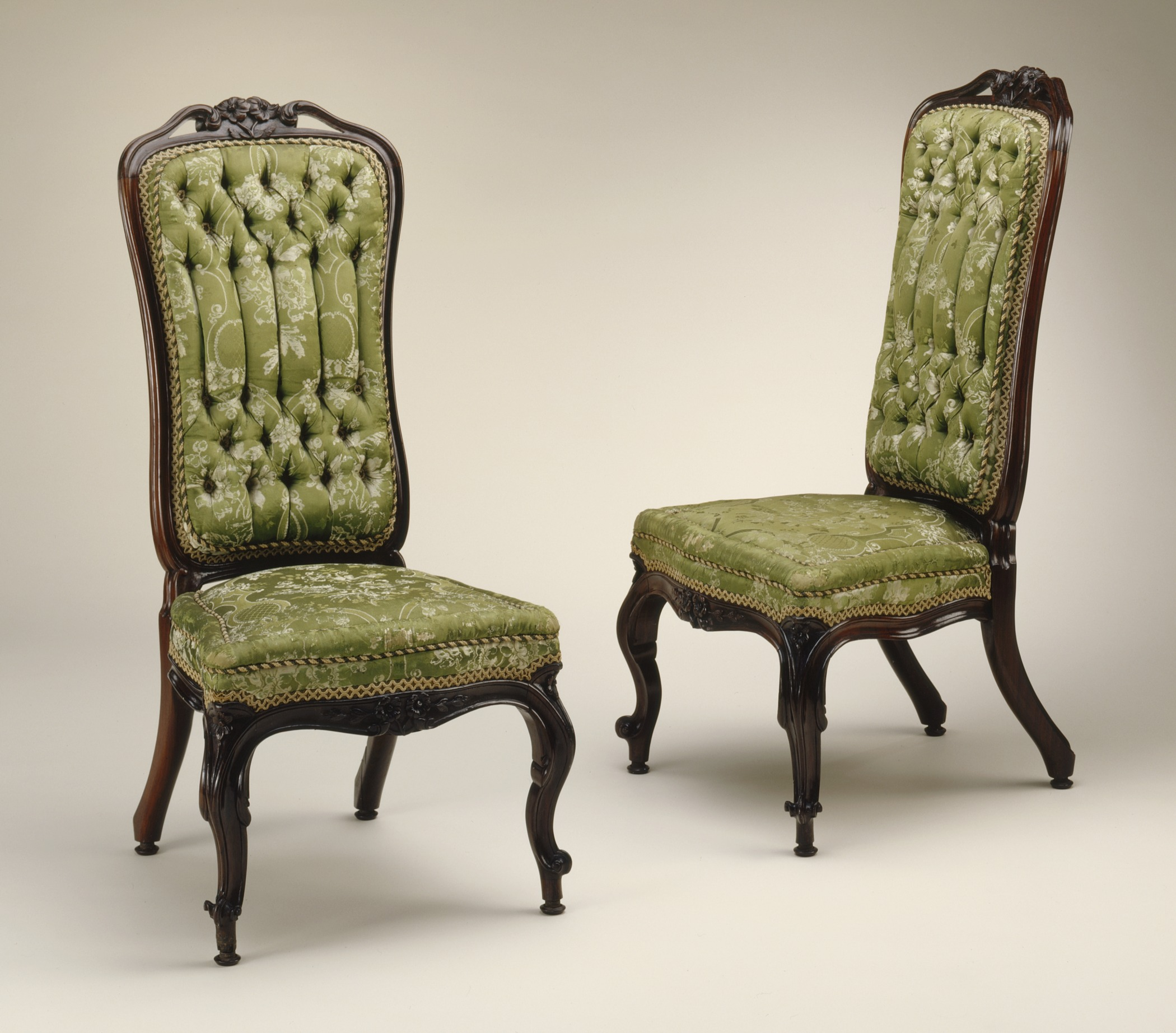
Pereche de scaune neorococo; 1840-1860; lemn de trandafir, tapițerie originală de damasc de mătase; 95,25 x 45,72 x 48,26 cm; Muzeul de Artă al Comitatului Los Angeles (SUA)
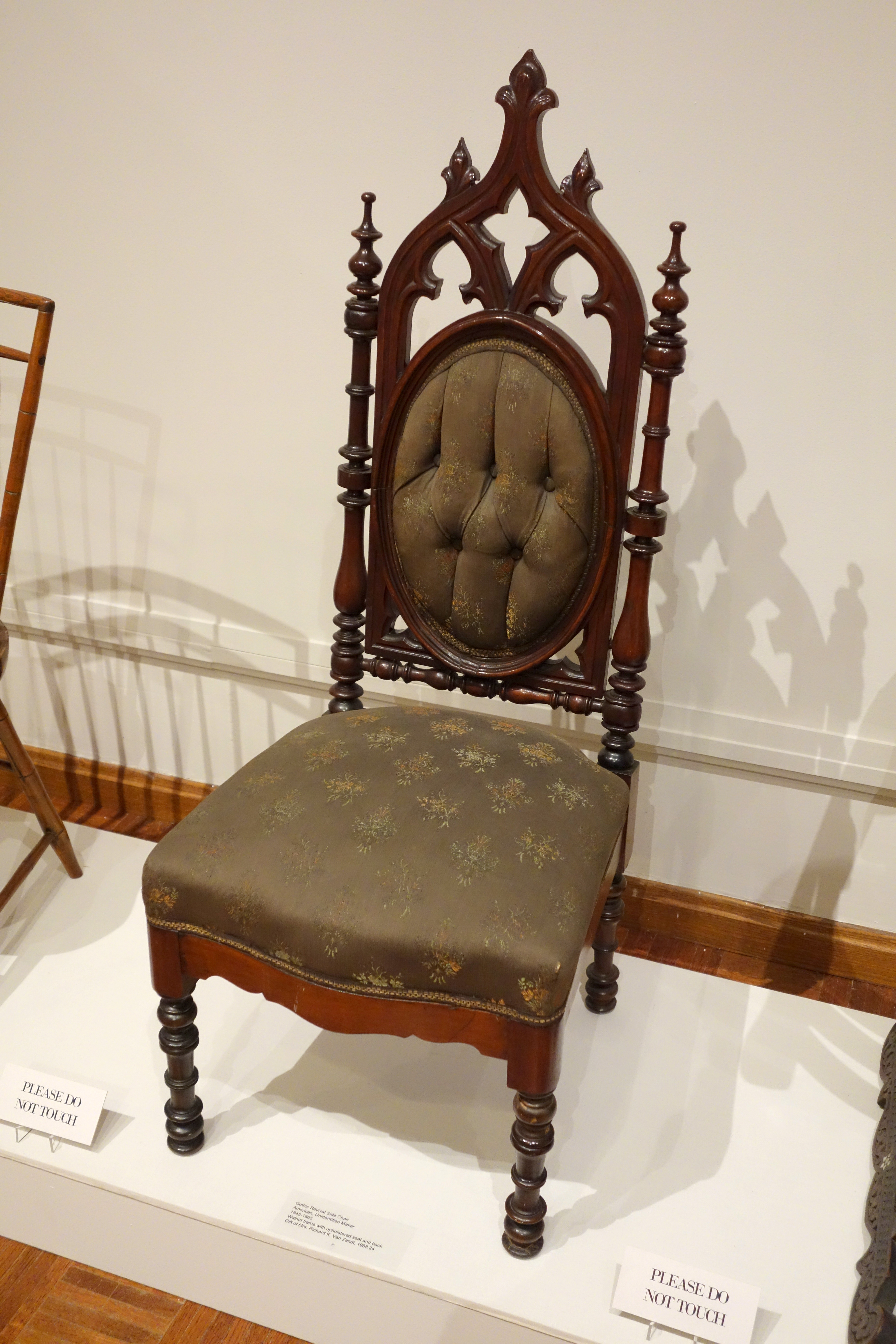
Scaun neogotic; 1845-1865; lemn de nuc tapițat; Muzeul de Artă din Huntington (Huntington, Virginia de Vest, SUA)
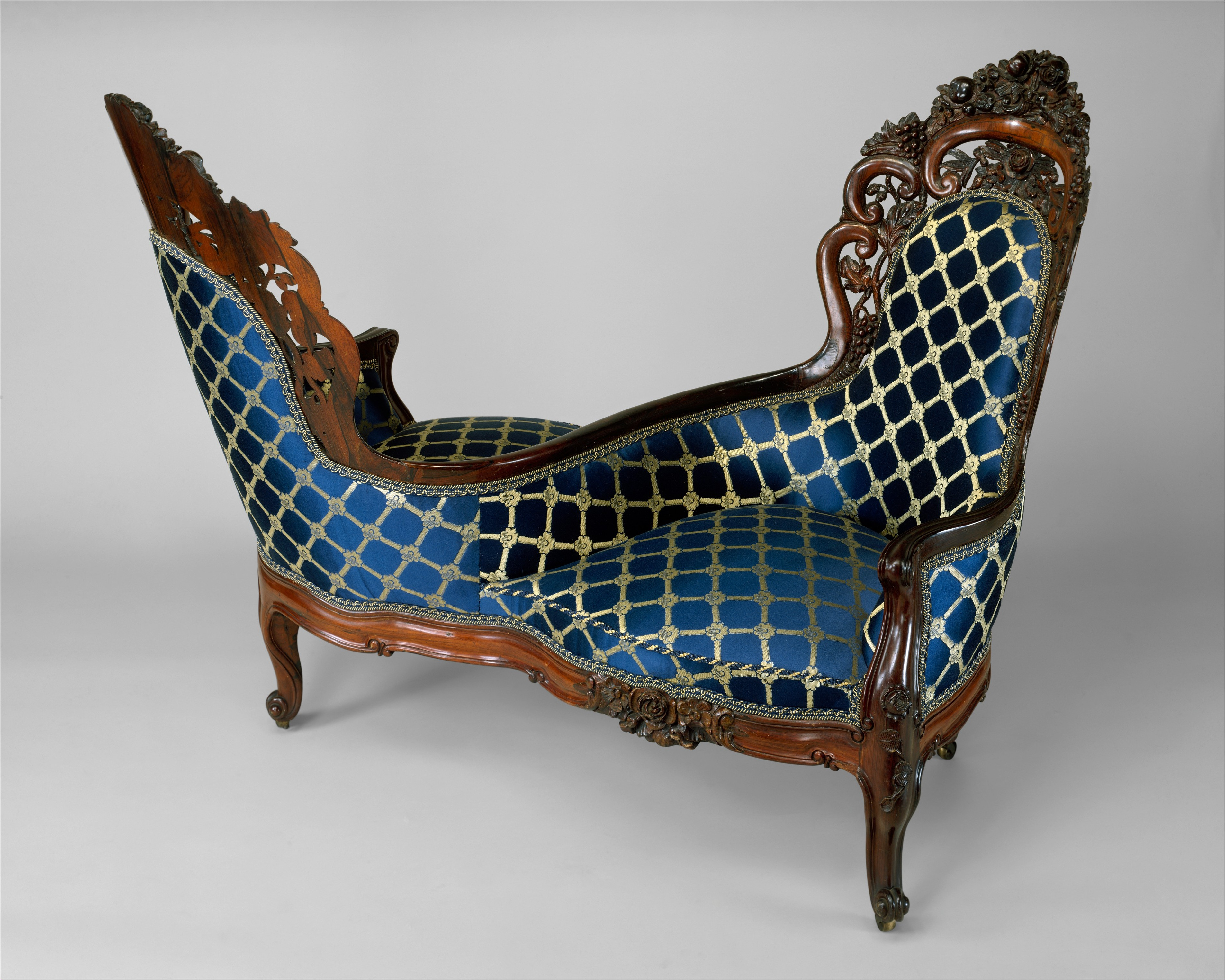
Canapea tête-à-tête Second Empire; 1850-1860; lemn de trandafir, frasin, pin și nuc; 113 x 132,1 x 109,2 cm; Muzeul Metropolitan de Artă
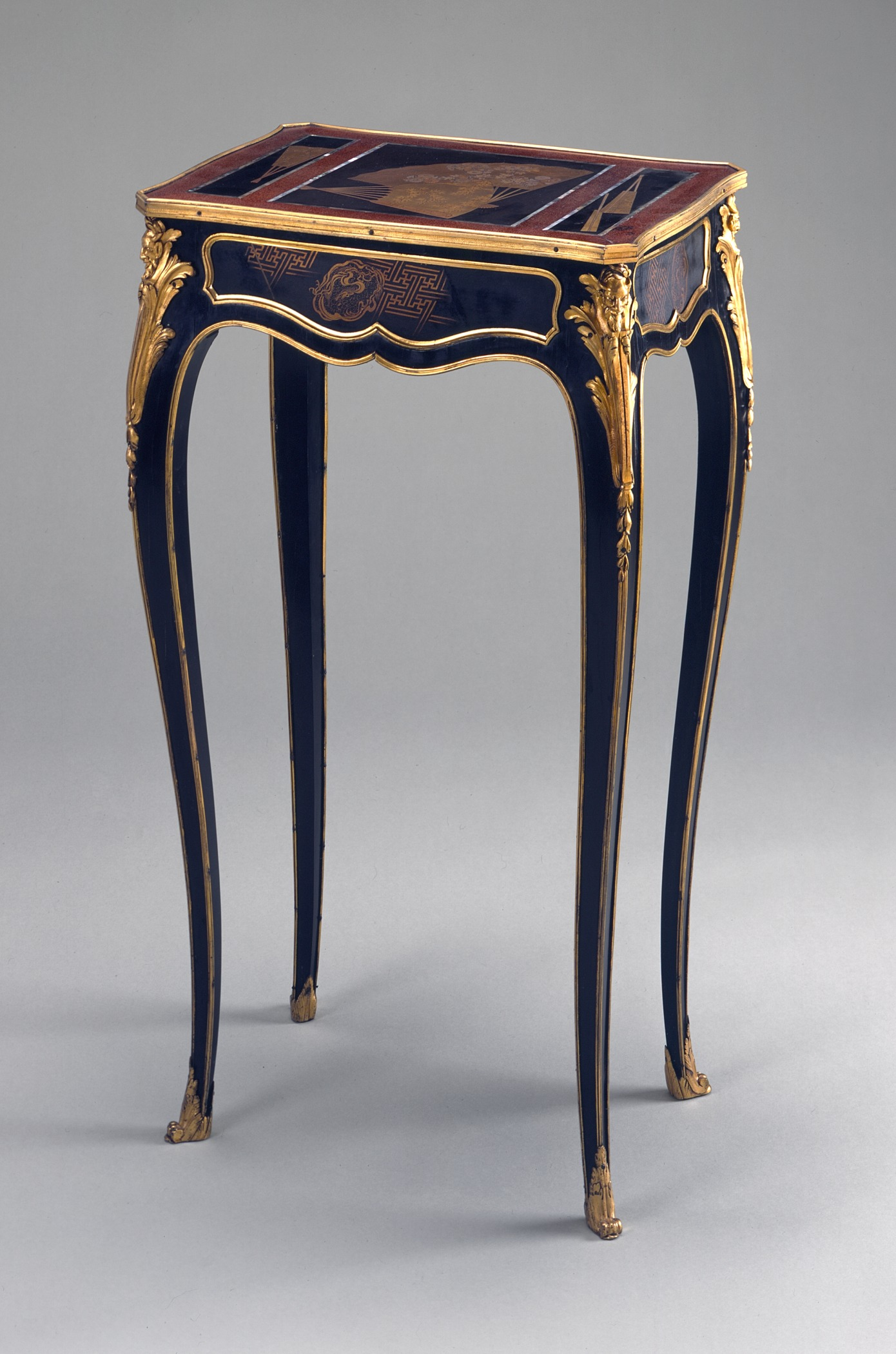
Masă mică franceză; circa 1880; lemn, bronz doré și panouri lăcuite; 68,9 x 26,99 x 38,42 cm; Muzeul de Artă al Comitatului Los Angeles
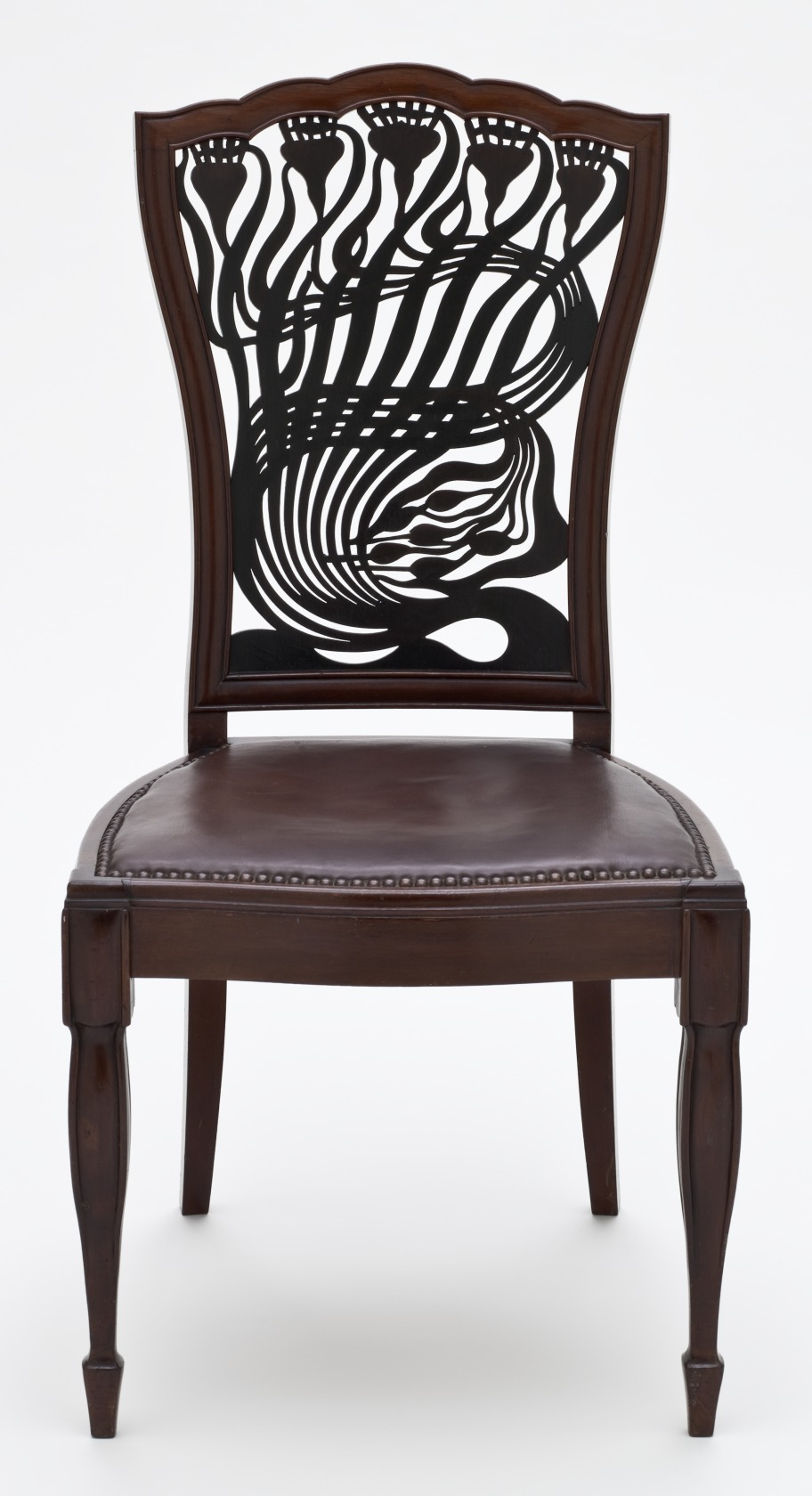
Scaun englez Art Nouveau; de Arthur Heygate Mackmurdo; circa 1883; mahon; 97,79 x 49,53 x 49,53 cm; Muzeul de Artă al Comitatului Los Angeles
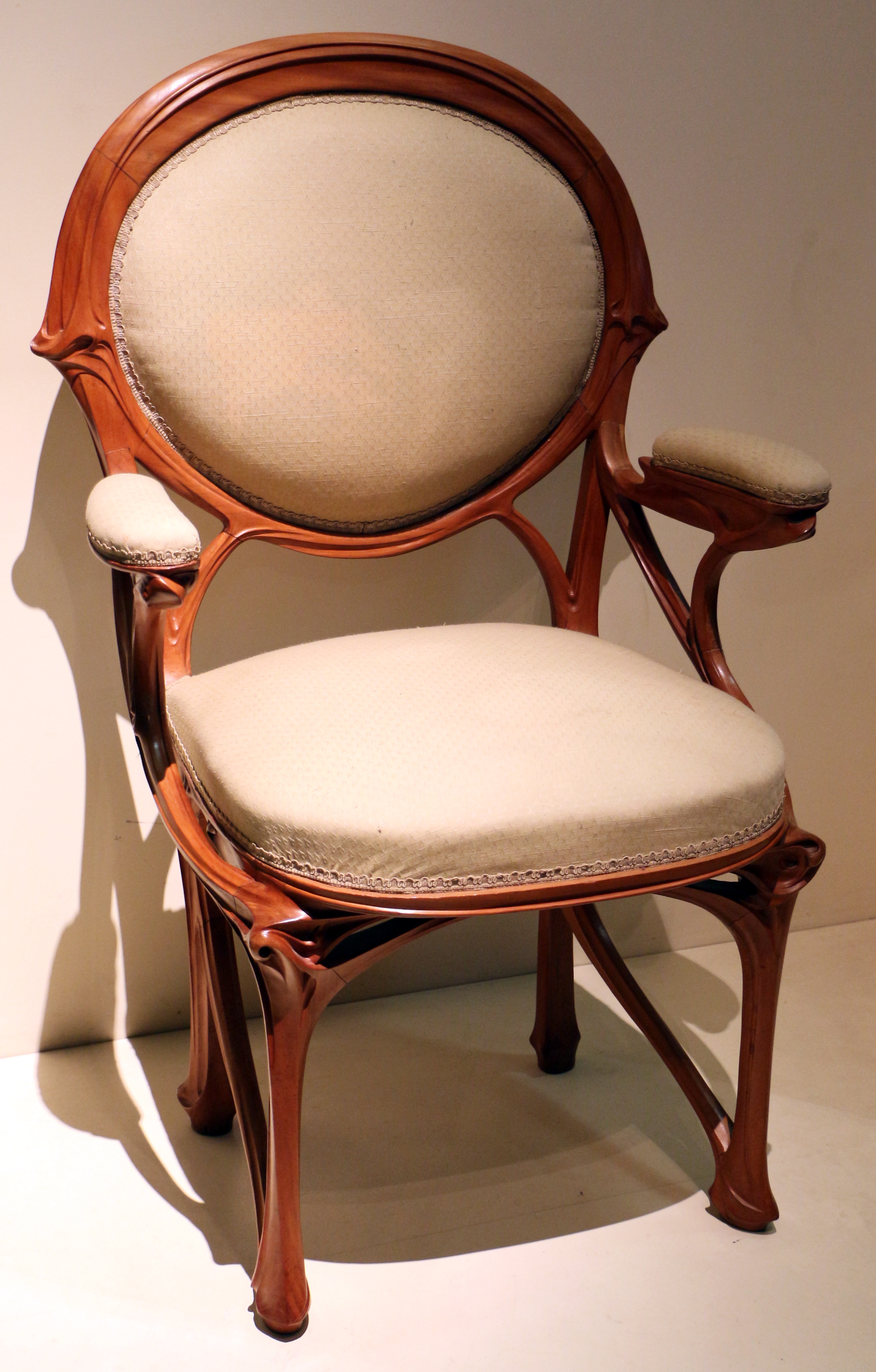
Fotoliu Art Nouveau; de Hector Guimard; 1898; Musée d'Orsay (Paris)
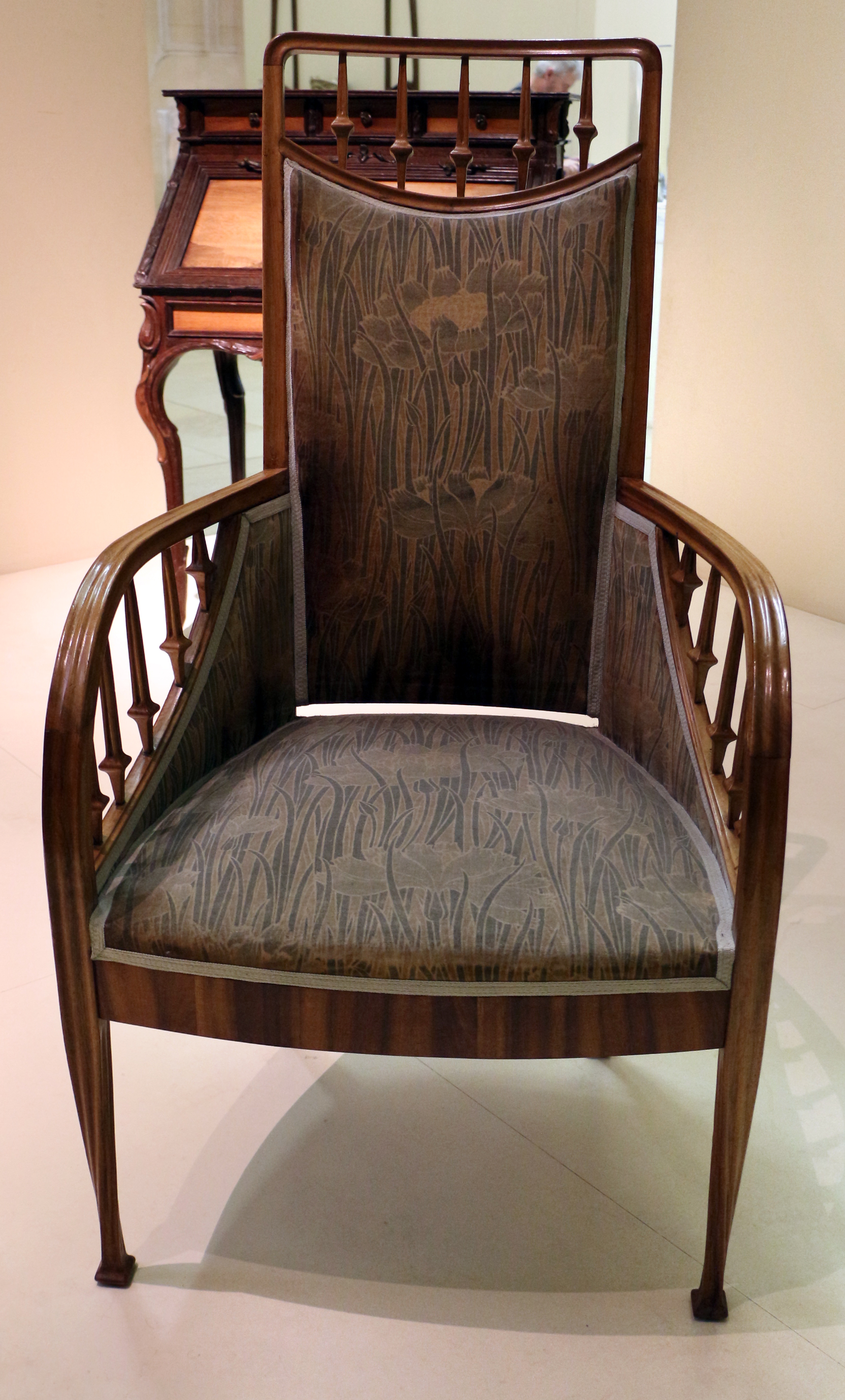
Fotoliu Art Nouveau; de Louis Majorelle; 1898; Musée d'Orsay
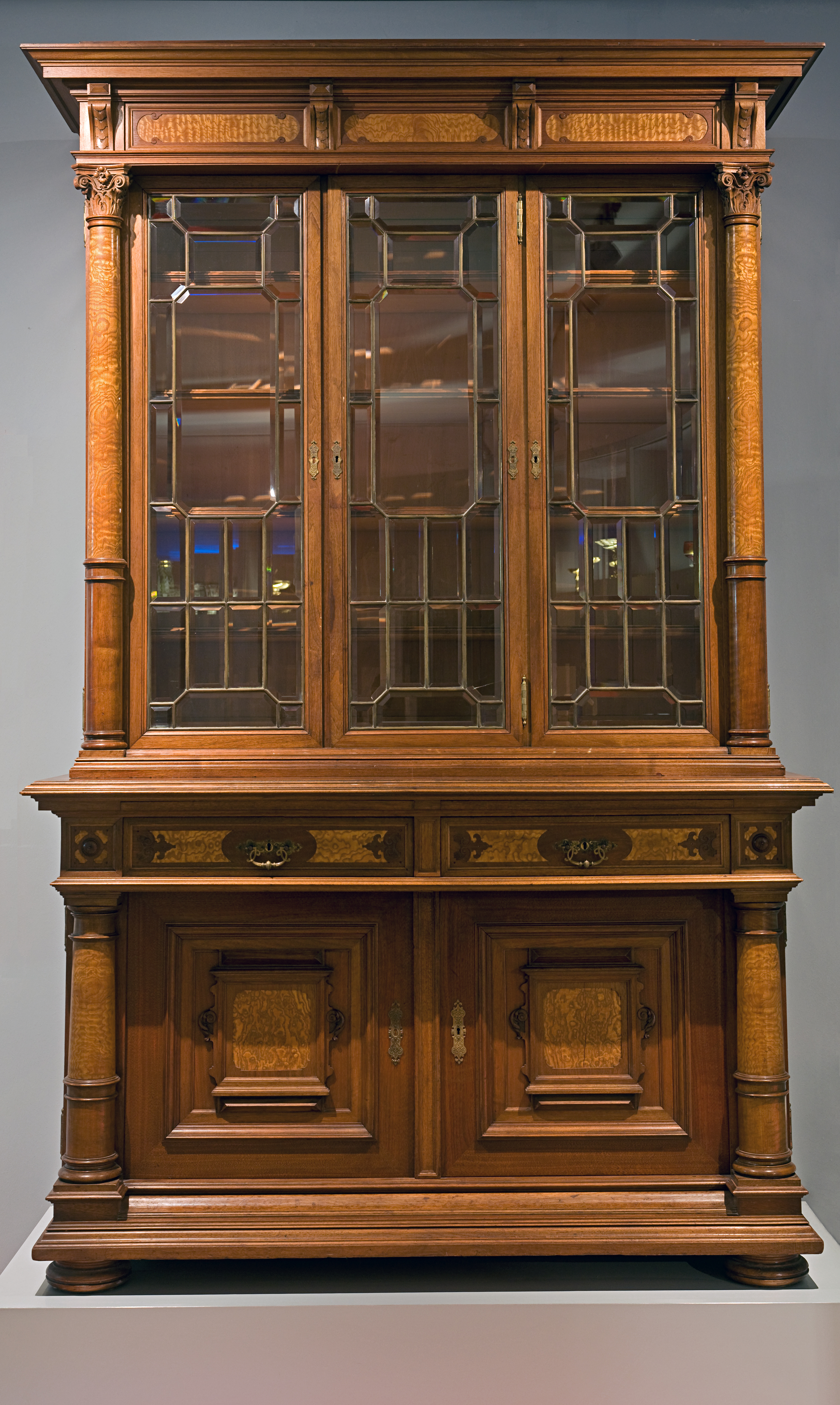
Bufet decorat cu o pereche de coloane corintice; 1899; nuc, frasin, fag, sticlă și metal; Muzeul Istoric din Frankfurt (Germania)

### Istoria asiatică
Mobilia asiatică are o istorie destul de diferită. Tradițiile din India, China, Coreea, Pakistan, Indonezia (Bali și Java) și Japonia sunt unele dintre cele mai cunoscute, dar zone ca Mongolia și țările din Asia de Sud-Est au caracteristici unice.

#### Orientul Îndepărtat

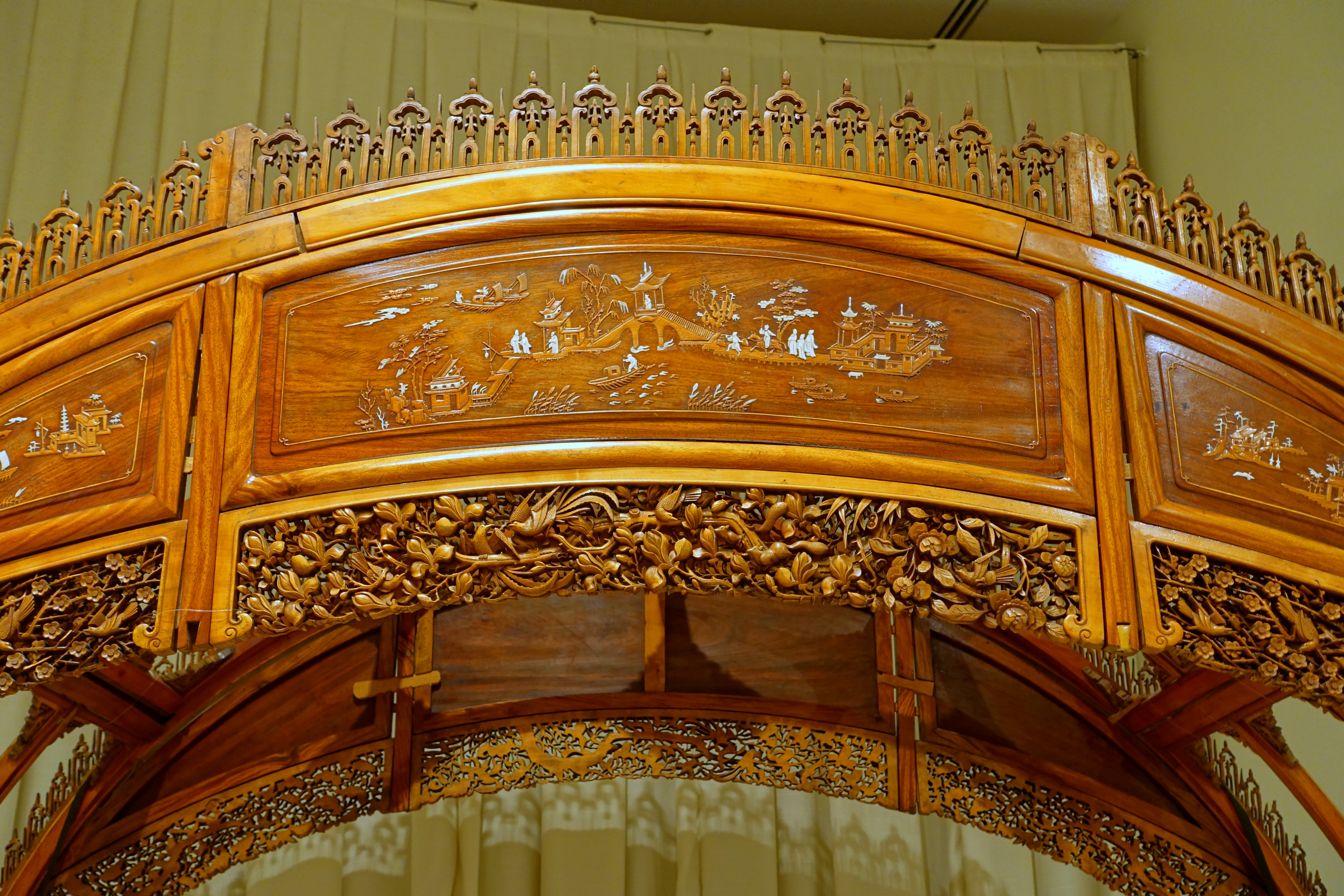
Detaliu al unui pat chinezesc din circa 1876

Folosirea lemnului și a bambusului nesculptate și utilizarea panourilor lăcuite grele sunt stiluri chineze bine cunoscute.  De remarcat e faptul că mobilierul chinezesc variază dramatic de la o dinastie la alta. Ornamentația chineză e în mare măsură inspirată de picturi, cuprinzând: trestii de bambus, crizanteme, bujori albi și roșii, nuferi, iriși, magnolii, flori iș ramuri de cireș, de măr, de cais și prun, crengi de pin, și frunze alungite de bambus. Ornamentele animale includ: lei, bivoli, rațe, păuni, papagali, fazani, cocoși, ibiși și fluturi. Dragonul e simbol al fertilității pământului și e stăpânul ploii binefăcătoare. E simbol și al puterii și al înțelepciunii împăratului. Panourile lăcuite sunt populate în mare parte cu prințese, chinezi, militari, copii, curteni, scene ritualice sau cotidiene. Din arhitectură au venit ornamente geometrice, ca meandre sau labirinturi. Interiorul locuinței chinezești e simplu și sobru. Toată mobila chinezească e făcută din lemn. Speciile folosite sunt: abanosul, tecul, palisandrul pentru mobila mai grea (scaune, mese și bănci), și bambusul, pinul și laricea pentru mobila ușoară (taburete, scăunele, scaune fize sau pliante, și scaune împletite).
Mobila tradițională japoneză e bine cunoscută pentru stilul său minimalist. Cuferele japoneze sunt cunoscute sub numele de Tansu, cunoscute pentru ornamentele de fier, fiind unele dintre cele mai căutate antichități japoneze. Antichitățile disponibile datează în general din perioadele Tokugawa și Meiji. Atât lacul (rășina de Rhus vernicifera) cât și arta lăcuirii provin din China. Totuși, Rhus vernicifera crește fosrte bine și în Japonia. Rețetele de preparare sunt originale japoneze: rășina se amestecă cu făină de grâu sau cu argilă, sau cu pulbere provenită de la olărit, terebentină, pilitură de fier sau cărbune de lemn. Crizantema, numită kiku, floarea națională, e un ornament foarte apreciat. Atunci când are 16 petale este un simbol imperial. Florile de cireș și de măr sunt folosite la decorarea paravanelor, vaselor, shōjirilor, la fel ca florile de prun și de bambus. Ornamentele inspirate din regnul animal sunt de cele mai multe ori simbolice: dragonul, crapul, cocorii, bâtlanul, gâștele, tigrul, calul, și maimuțele. Elemente arhitecturale sunt de asemenea prezente: case, pavilioane, turnuri, porți torii, poduri și temple. Mobilierul unei case japoneze constă în: măsuțe, etajere, dulapuri, mici suporturi pentru flori, bonsai (arbori pitici) sau pentru bonkei (peisaj pe tavă), cutii, felinare cu rama de lemn cu hârtie translucidă, suporturi pentru ceafă sau pentru cot și tăvi-jardiniere.

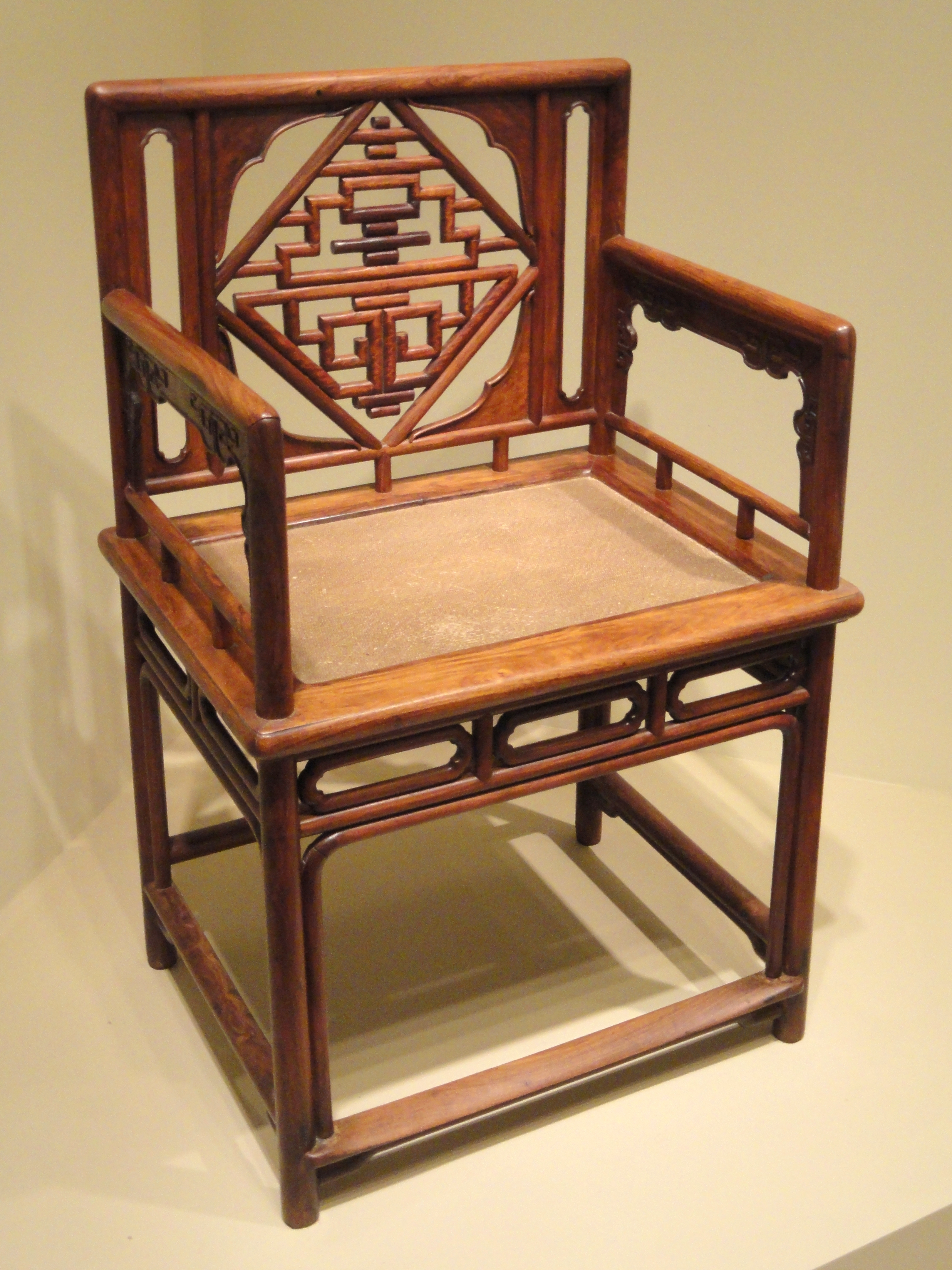
Scaun chinezesc; secolele al XVI-lea-al XVIII-lea (Dinastia Ming târzie spre Dinastia Qing); huanghuali; Galeria Arthur M. Sackler (Washington, D.C., SUA)
Dulăpior japonez; 1615–1868; lemn lăcuit; 23 x 25,4 x 16,6 cm; Muzeul de Artă din Cleveland (Cleveland, Ohio, SUA)
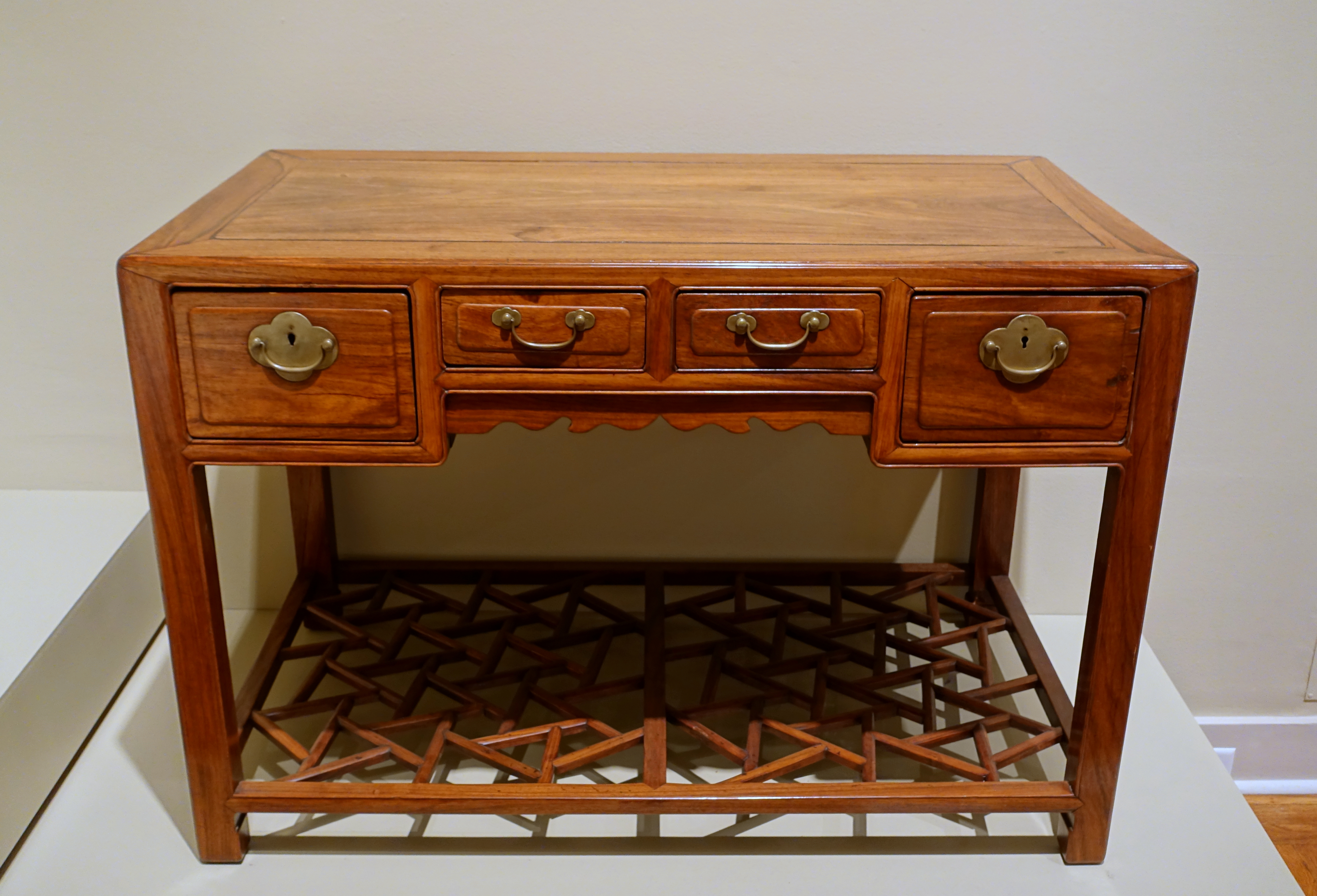
Birou chinezesc; 1644-1911; lemn de huanghuali cu accesorii de alamă; Muzeul de Artă din Portland (Portland, Oregon, SUA)
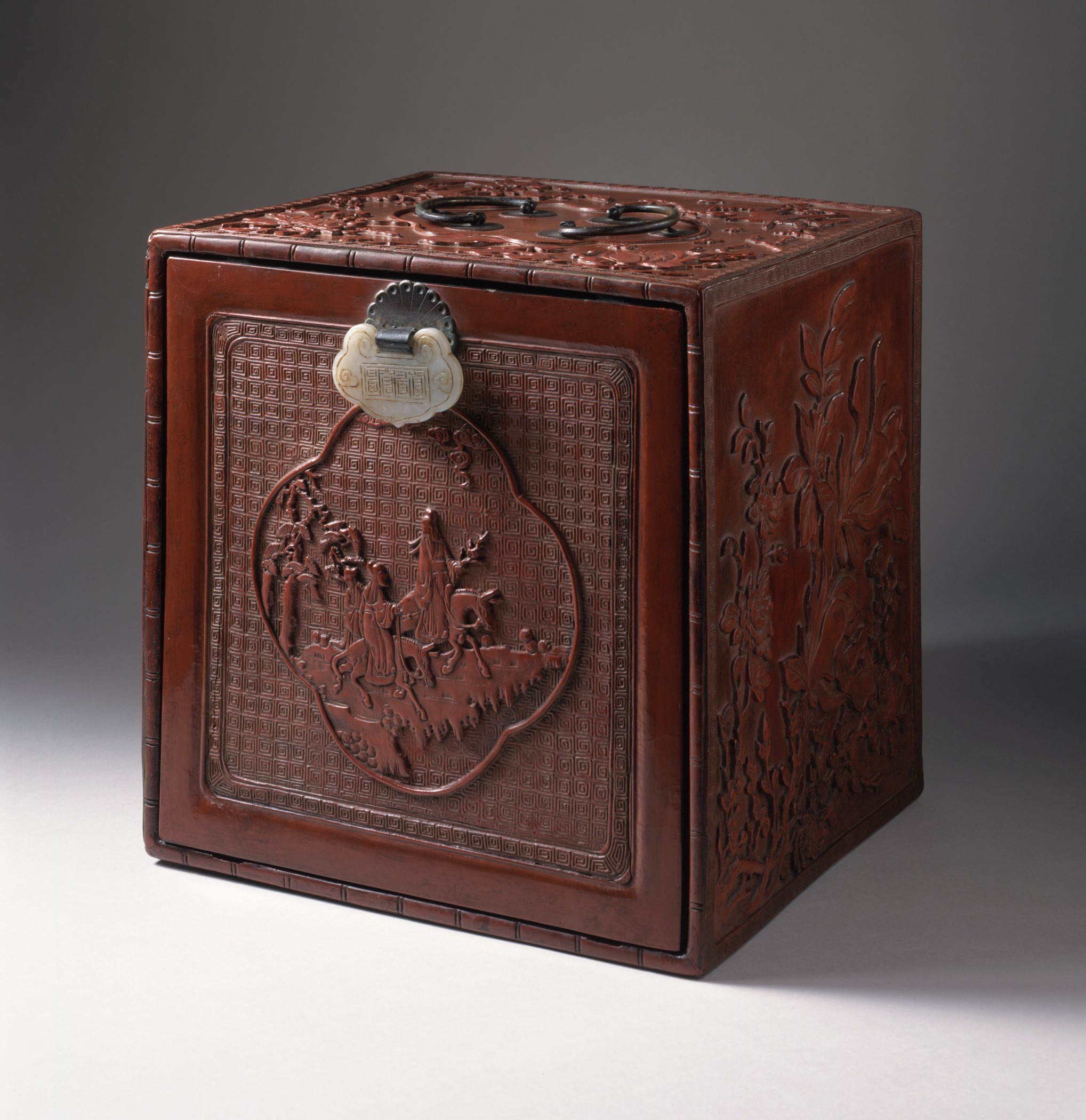
Cufăr japonez cu un cartuș în care apar niște măgari într-un peisaj; 1750-1800; lemn  lăcuit sculptat cu acesorii de metal și încuietoare de jad; 30,64 x 30,16 x 12,7 cm; Muzeul de Artă al Comitatului Los Angeles (SUA)
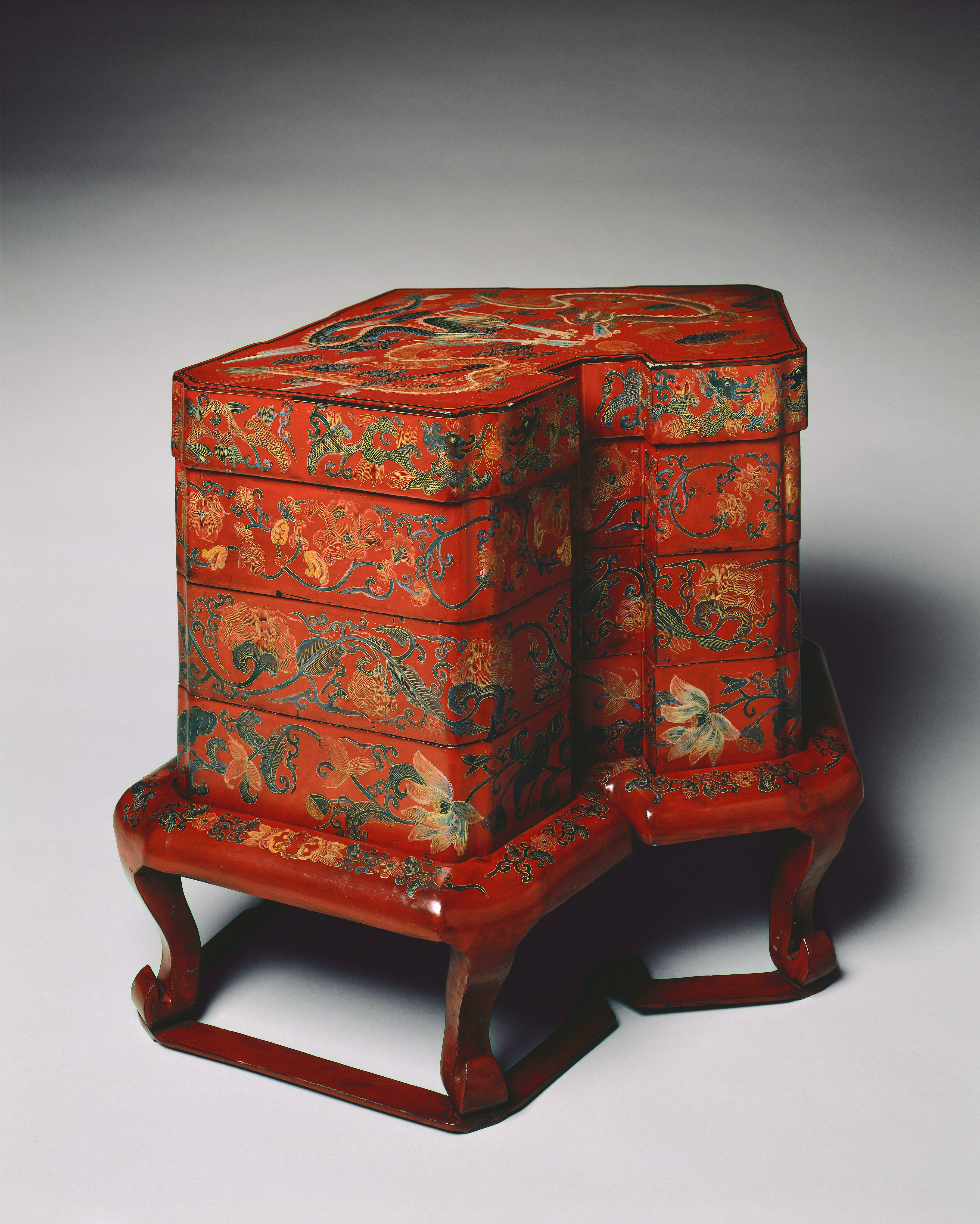
Cutie japoneză cu postament; secolul al XVIII-lea târziu; lemn lăcuit; 53 x 68 cm; Muzeul de Artă din Cleveland
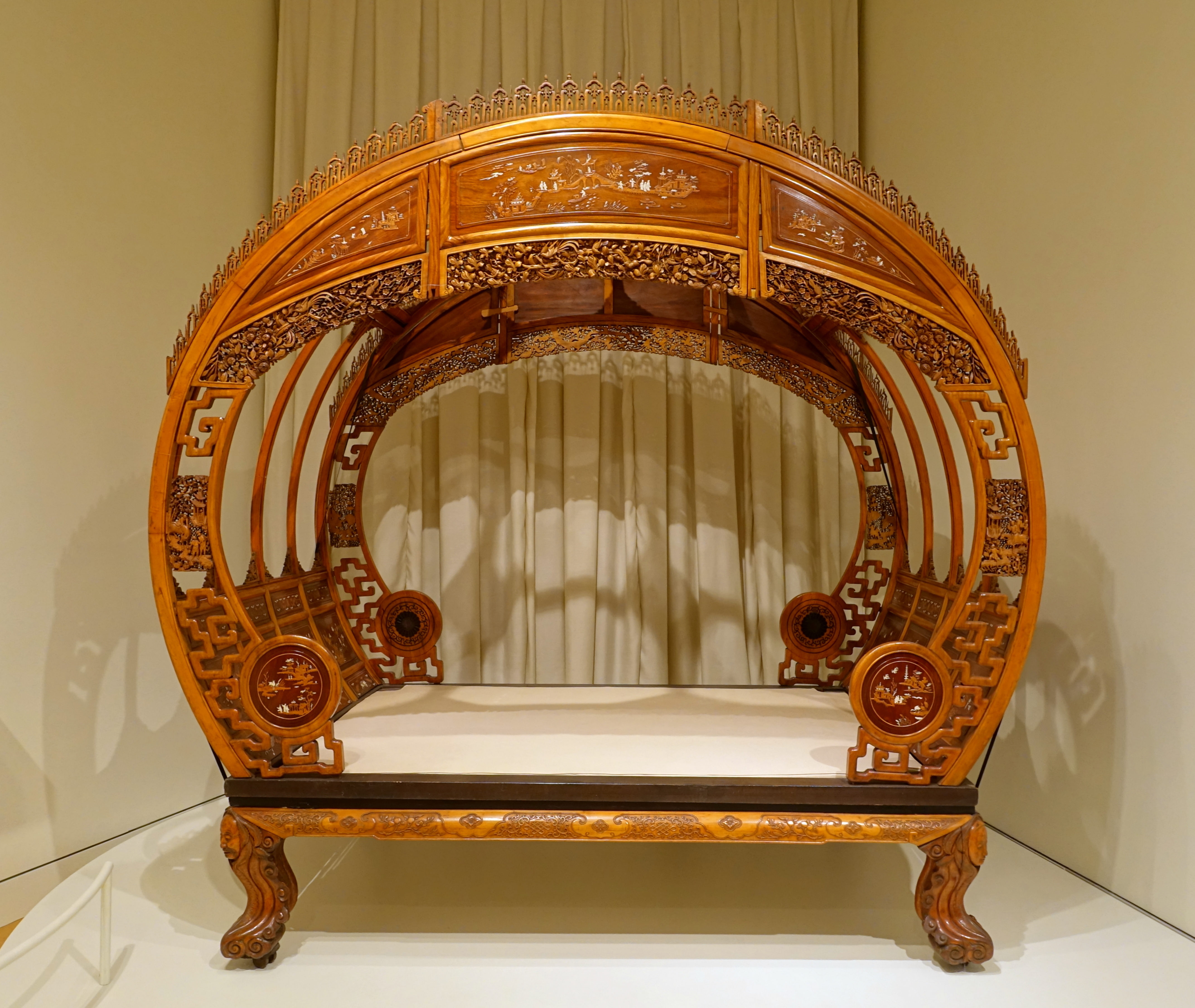
Pat chinezesc; circa 1876; lemn de satin (huang lu), alte tipuri de lemn asiatic și fildeș; Muzeul Peabody Essex (Salem, Massachusetts, SUA)
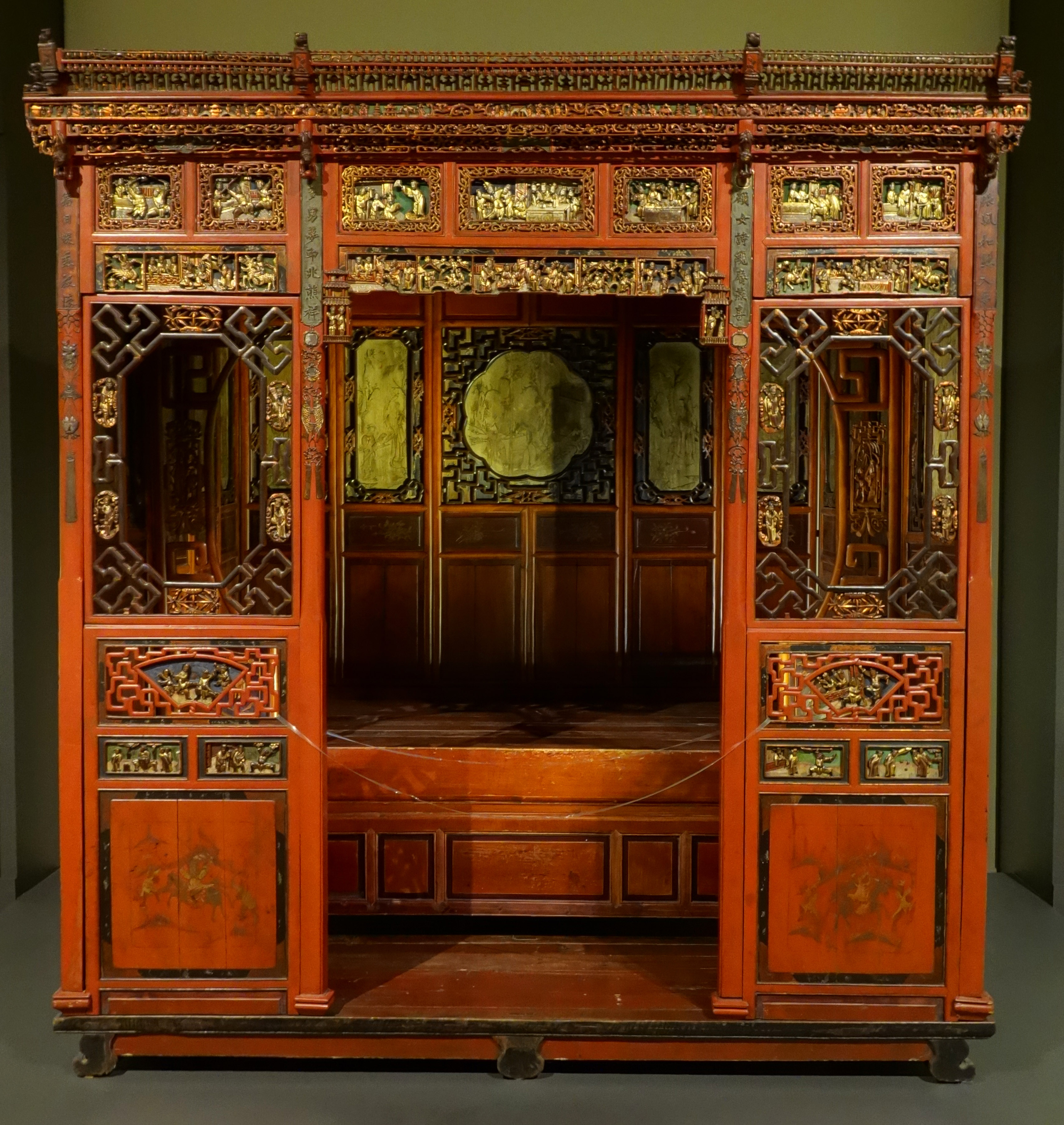
Pat chinezesc; secolul al XIX-lea târziu-secolul al XX-lea timpuriu; lemn lăcuit și auit; Muzeul de Arte Frumoase din Montreal (Montreal, Canada)
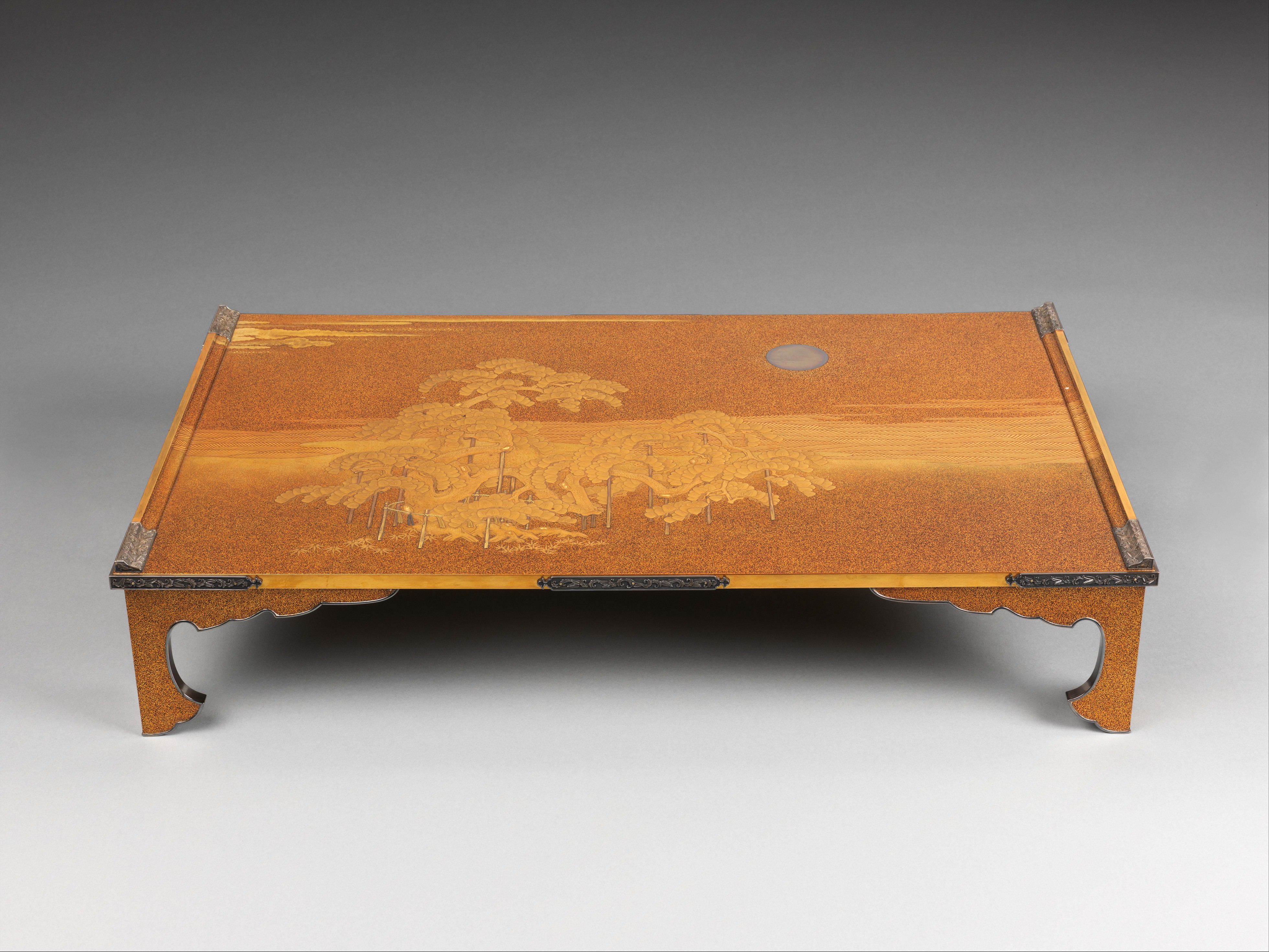
Masă japoneză pentru scris; secolul al XX-lea timpuriu; lemn lăcuit cu accesorii de argint și diverse alte materiale; înălțime: 12,3 cm, lungime: 60,69 cm, lățime: 36,83 cm; Muzeul Metropolitan de Artă (New York City)

## Tipuri

### Pentru stat
Mobila pentru stat e una dintre cele mai vechi tipuri de mobilă cunoscute, iar autori, inclusiv Encyclopædia Britannica, îl consideră ca fiind este cel mai important tip. În plus față de designul funcțional, scaunele au avut și un element decorativ important din cele mai vechi timpuri până în zilele noastre.  El include piese sculptate ca niște opere de artă, precum și stilul scaunelor care indică importanța socială, persoanele în vârstă sau conducătorii beneficiind de folosirea scaunelor special concepute.
Cea mai simplă formă de mobilă pentru stat este scaunul, care este conceput pentru a-i permite unei singure persoane să se așeze, care are spate și picioare, precum și un șezut. Scaunele au adesea perne din diverse țesături.

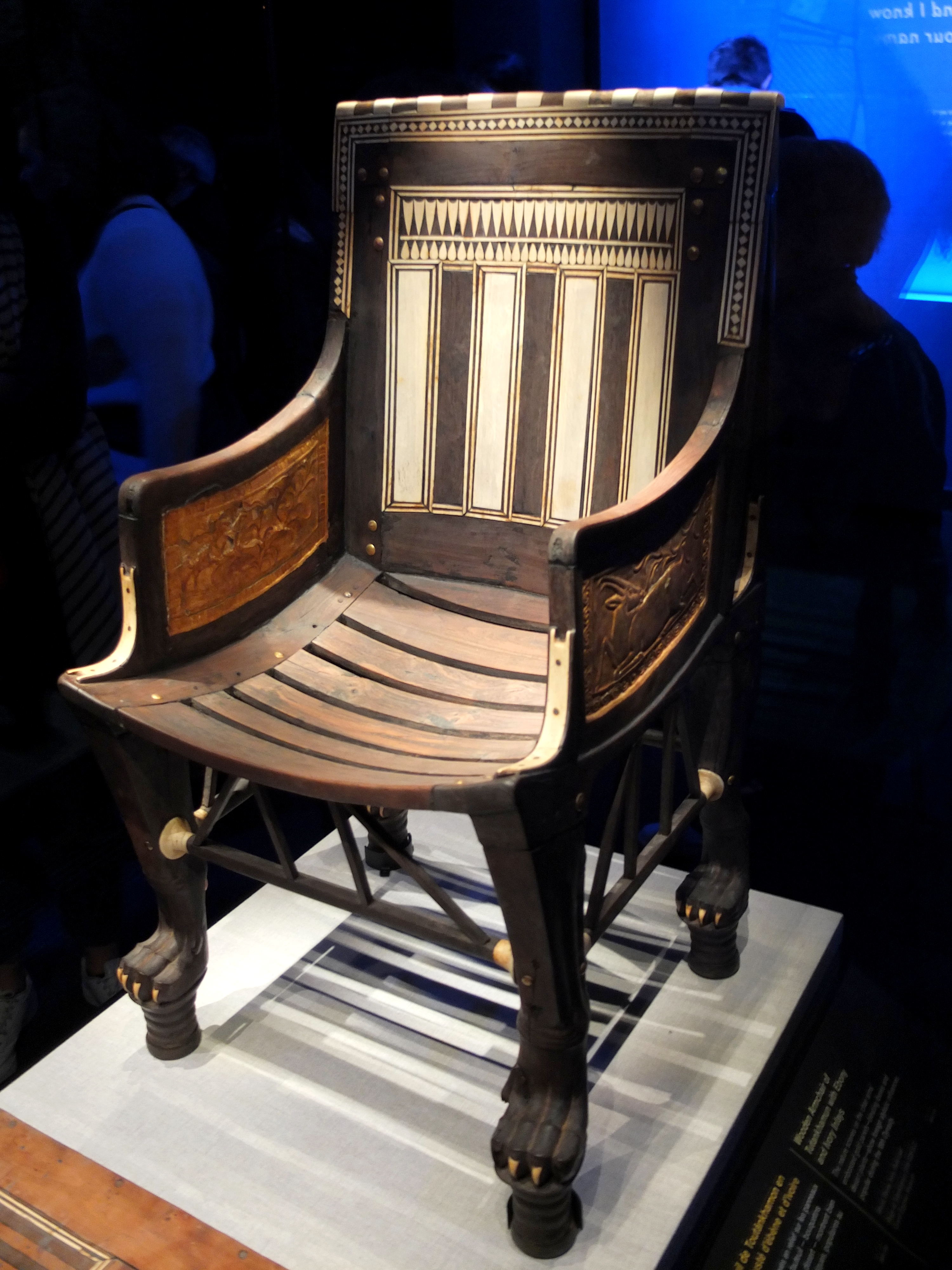
Fotoliu egiptean antic al lui Tutankhamon; 1336-1326 î.Hr.; lemn, abanos, fildeș și foiță de aur; înălțime: 71 cm; Expoziția cu Comorile lui Tutankhamon din Paris (2019)
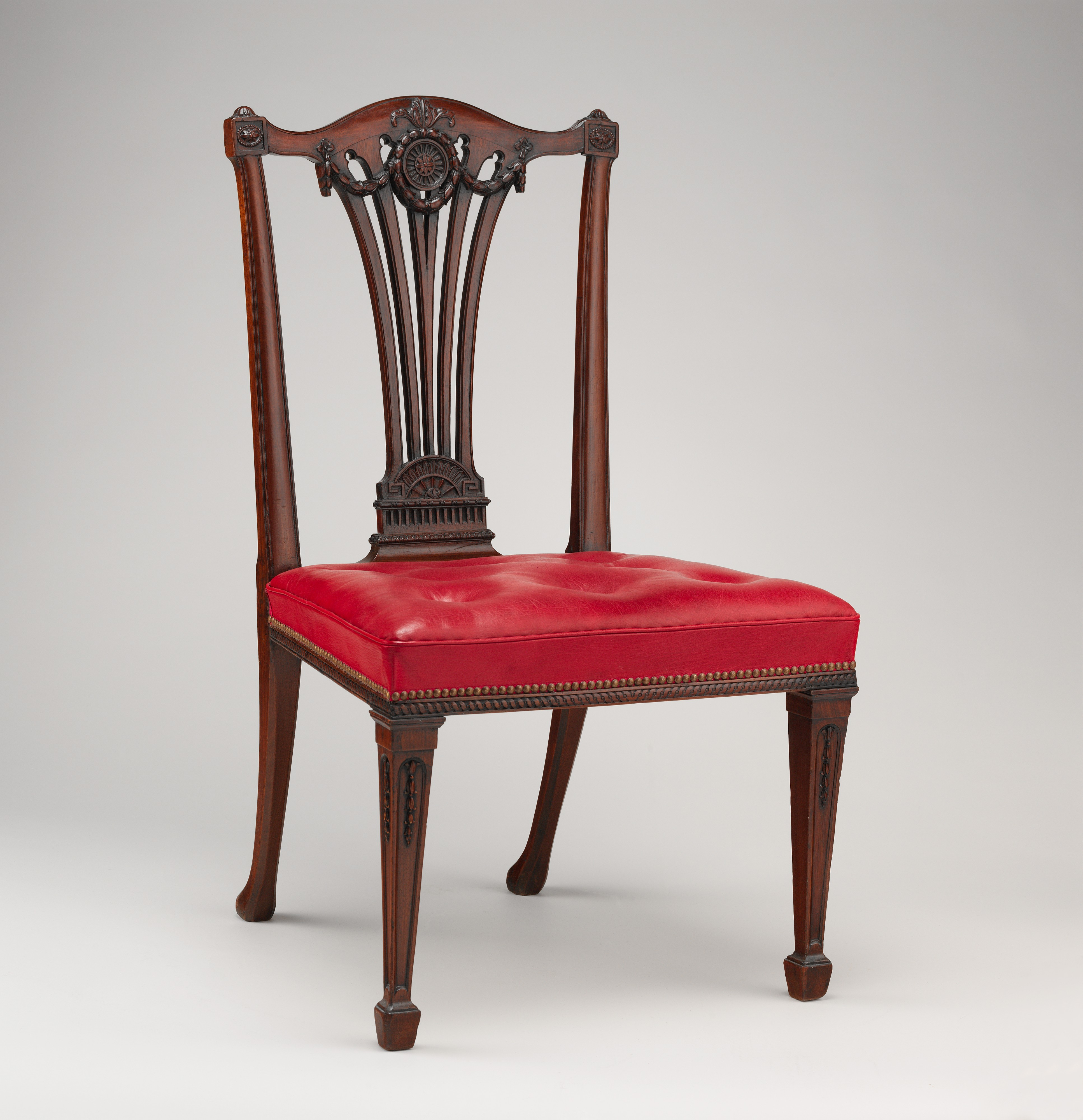
Scaun neoclasic; circa 1772; mahon, acoperit cu piele roșie; înălțime: 97,2 cm; Muzeul Metropolitan de Artă (New York City)
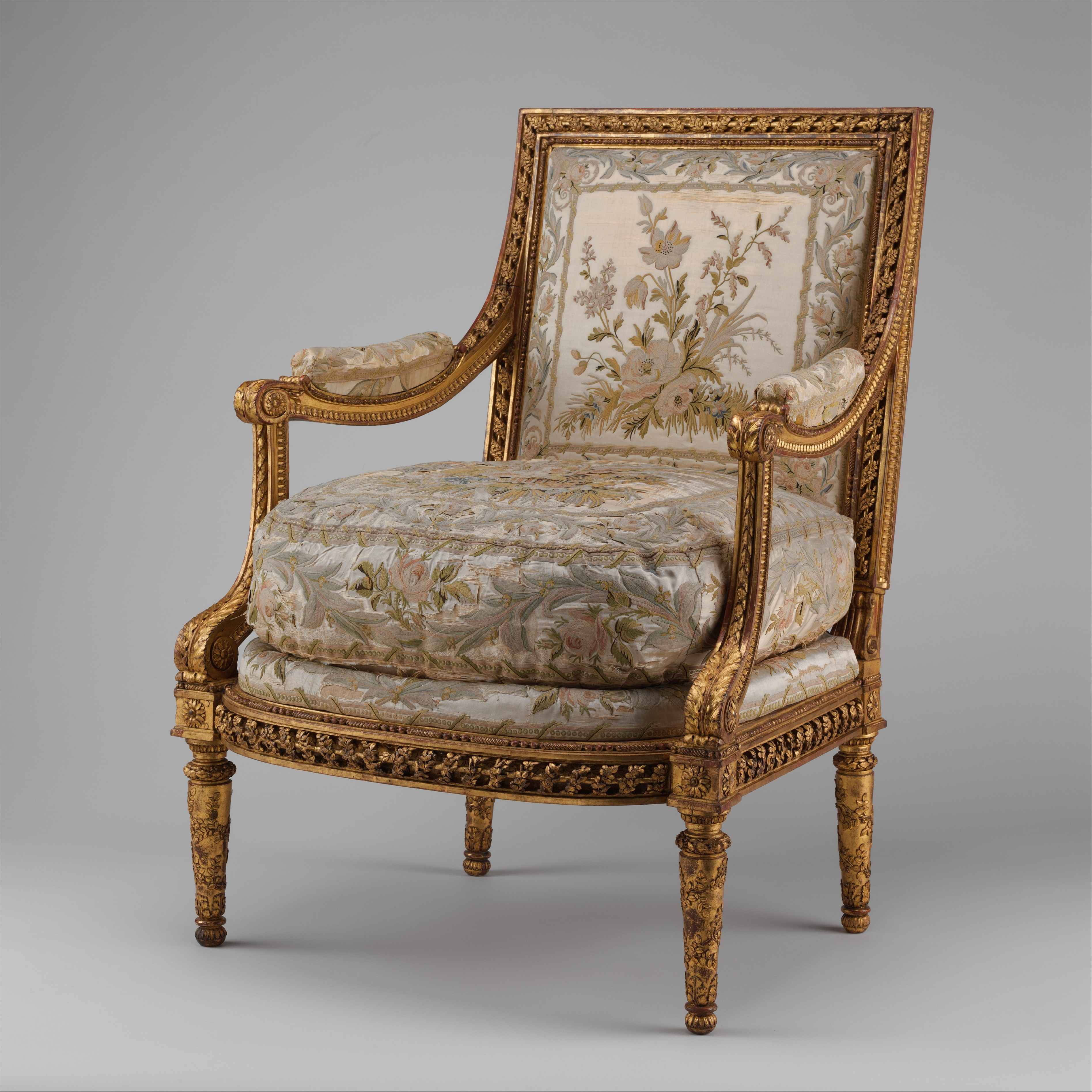
Fotoliu Ludovic al XVI-lea; Fauteuil à la reine); 1780-1785; lemn de nuc sculptat și aurit și satin brodat de mătase; înălțime: 102,2 cm, lățime: 74,9 cm, adâncime: 77,8 cm; Muzeul Metropolitan de Artă
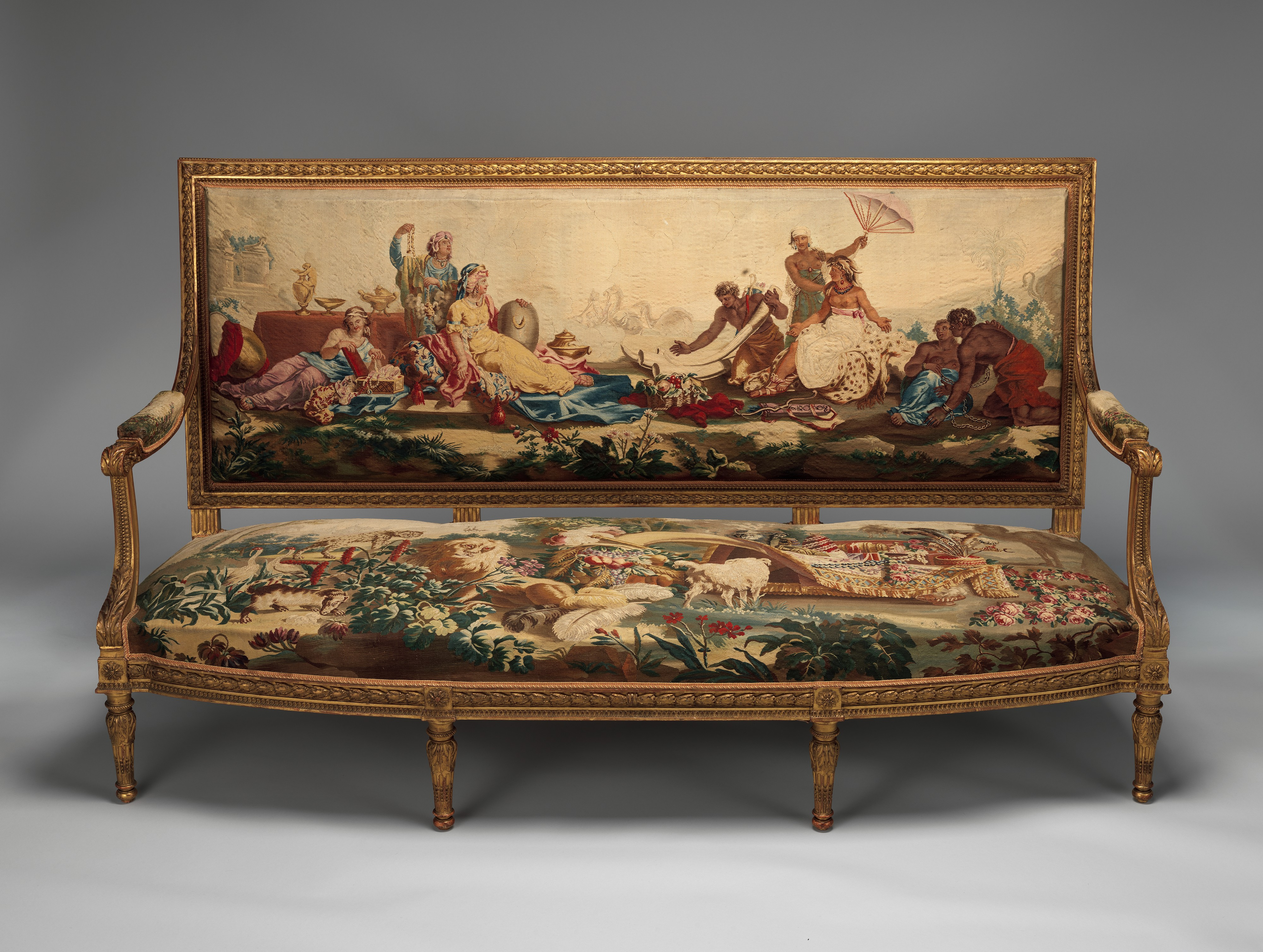
Canapea Ludovic al XVI-lea; proiectată în circa 1786, țesută în 1790–1791, parta de lemn din a doua jumătate a secolului al XIX-lea; lemn sculptat și aurit, cu lână și mătase; 107,3 × 191,5 × 71,1 cm; Muzeul Metropolitan de Artă

## Tipuri de lemn folosite
Toate tipurile diferite de lemn au caracteristici unice care pot să ajute la identificarea ușoară a tipului. Atât lemnul dur cât și lemnul moale sunt folosite la fabricarea de mobilă și fiecare are propriile întrebuințări specifice. Cel mai des, mobila de calitate e produsă din lemn de esență tare, din stejar, arțar, mahon, tec, nuc, cireș sau mesteacăn. Lemnul de cea mai înaltă calitate e uscat cu aer pentru a-l scăpa de umiditate.